# L'isola dei famosi (quindicesima edizione)
La quindicesima edizione del reality show L'isola dei famosi è andata in onda in prima serata su Canale 5 dal 15 marzo al 7 giugno 2021. Si è trattata della sesta edizione consecutiva trasmessa da Mediaset, con la conduzione di Ilary Blasi per la prima volta, affiancata in studio dagli opinionisti Iva Zanicchi, Elettra Lamborghini e Tommaso Zorzi, e con la partecipazione dell'inviato Massimiliano Rosolino. Ha avuto una durata di 85 giorni, ha avuto 26 naufraghi e 22 puntate e si è tenuta presso Cayos Cochinos (Honduras). Il motto di questa edizione è stato L'isola dei famosi 2021: Liberi di sognare!
Le vicende dei naufraghi sono state trasmesse da Canale 5 in prima serata con un doppio appuntamento settimanale (il lunedì e il giovedì, e in seguito il lunedì e il venerdì), mentre la trasmissione delle strisce quotidiane nel day-time è stata affidata a Canale 5 e ad Italia 1 dal lunedì al venerdì. Inoltre su La5 e su Mediaset Extra è stato trasmesso il day-time con aggiunta del materiale inedito con il titolo de L'isola dei famosi - Extended Edition, la cui durata variava dai 175 ai 180 minuti.
L'edizione si è conclusa con la vittoria di Simone Paciello, detto Awed, che si è aggiudicato il montepremi di 100000 €.

## Produzione
Questa è stata la prima edizione caratterizzata da due dirette a settimana invece di una sola, ovvero il lunedì e il giovedì, mentre dal 7 maggio 2021 la puntata del giovedì è passata al venerdì in modo da garantire due dirette a settimana, ovvero il lunedì e il venerdì, in quanto il 15, il 22 e il 29 aprile le puntate del giovedì sono state trasmesse in differita. Con le due puntate settimanali vengono così accelerate le dinamiche delle nomination e delle eliminazioni.
Per la prima volta nella storia del programma sono andati in onda un programma contenitore, dalla durata di quasi un'ora, a tema Isola dei Famosi sulla piattaforma web Mediaset Infinity e una striscia quotidiana di quattro minuti dopo il day-time dell'edizione, intitolati Il Punto Z e condotti dall'opinionista Tommaso Zorzi, che lanciava giochi, rubriche e commentava i momenti salienti della settimana o della giornata insieme ai suoi ospiti. Inoltre, è andato in onda sempre sulla piattaforma web Mediaset Infinity il programma Isola Party, condotto da Andrea Dianetti e Valeria Angione, che si sono collegati con alcuni ospiti per trattare tematiche inerenti al programma e commentare la prima parte della puntata in prima serata.
Per la prima volta nella storia del programma, i finalisti a raggiungere il giorno della finale, da questa edizione, sono sei. Si tratta del maggior numero di concorrenti portati all'ultima puntata.
Il costumista e personaggio televisivo Giovanni Ciacci avrebbe dovuto far parte del cast iniziale del programma, ma ha dovuto rinunciare a poche settimane dalla partenza a causa di una fibrosi polmonare dovuta al SARS-CoV-2. Anche Amedeo Goria avrebbe dovuto partecipare al programma, ma a causa di problemi fisici intercorsi durante le visite mediche ha dovuto rinunciare.
La concorrente Carolina Stramare si ritira dal gioco a pochi giorni dall'inizio per problemi familiari che le impediscono di avere la serenità necessaria per affrontare l'avventura sull'isola dei famosi.
Il 19 marzo 2021 la produzione del programma ha effettuato dei controlli su una possibile espulsione di un concorrente per aver utilizzato linguaggio inappropriato, infine dopo ulteriori verifiche sul caso, è stato accertato che il linguaggio improprio, sentito durante la diretta del 18 marzo, non è stato utilizzato da un concorrente ma da un membro della produzione.
L'8 aprile 2021 il concorrente Beppe Braida ha deciso di lasciare l'isola per gravi motivi familiari sopraggiunti nelle ultime ore.
Il 15 aprile 2021 il concorrente Brando Giorgi è stato costretto a ritirarsi dal gioco per un infortunio all'occhio. Stessa cosa anche per la concorrente Elisa Isoardi che si è fatta male all'occhio, mentre stava cucinando sul fuoco con un forte vento e un lapillo le sarebbe volato nell'occhio.
Il 22 aprile 2021 il concorrente Paul Gascoigne è stato costretto a ritirarsi dal gioco a causa di problemi di salute e per il tutore al braccio.
Il 23 aprile 2021 è stato reso noto che Ludovico Vacchelli, che avrebbe dovuto prendere parte al gioco insieme agli Arrivisti il giorno prima, non potrà prendere parte al gioco a causa di un incidente non meglio precisato.
Il 6 maggio 2021 il concorrente Ubaldo Lanzo viene costretto a ritirarsi dal gioco per essersi fratturato due denti, e viene accompagnato in Italia per accertamenti medici.
Questa è stata la prima edizione, in cui il vincitore nella storia del programma viene proclamato in Honduras al fianco dell'inviato Massimiliano Rosolino. Di solito, il vincitore veniva proclamato in studio al fianco della conduttrice, ma a causa della pandemia di COVID-19 il vincitore Awed è stato proclamato sull'isola.

## Conduzione
Per il primo anno la conduzione è stata affidata ad Ilary Blasi, il ruolo di inviato è stato ricoperto da Massimiliano Rosolino, mentre i nuovi opinionisti sono stati Iva Zanicchi, Elettra Lamborghini e Tommaso Zorzi, quest'ultimo ha condotto anche il programma contenitore e la striscia quotidiana Il Punto Z. Inoltre, Andrea Dianetti e Valeria Angione hanno condotto il contenitore Isola Party.

## Ambientazione

### L'isola
Anche per questa edizione è stata confermata la location di Cayos Cochinos in Honduras. Il luogo dove i concorrenti siedono per le nomination è chiamato Palapa e la spiaggia antistante Playa Palapa.
Per la prima volta, dopo quindici edizioni del programma, i naufraghi vengono completamente divisi nella spiaggia di Playa Uva da una barriera. Ogni gruppo dovrà osservare delle rigide regole: non è ammesso parlare né passare oggetti a un componente esterno al gruppo ma solo spiare e origliare. In questo caso, l'isola è divisa in Buriños e Rafinados, mentre dal 25 marzo 2021 le squadre si sciolgono.
Playa Buriña è la spiaggia in cui risiedono i Buriños, mentre Playa Rafinada è la spiaggia in cui risiedono i Rafinados. Dopo lo scioglimento delle squadre l'isola in cui risiedono i naufraghi viene chiamata Playa Reuníon.
Dalla puntata del 26 aprile 2021, Playa Reuníon viene divisa in due parti da una corda e i naufraghi vengono nuovamente divisi in due gruppi, in Primitivi e in Arrivisti. Playa Primitiva è la spiaggia in cui risiedono i Primitivi, mentre Playa Arrivista è la spiaggia in cui risiedono gli Arrivisti. Dalla puntata del 10 maggio, le squadre vengono sciolte definitivamente e i naufraghi dovranno vedersela da soli fino alla vittoria finale.
Esiste anche Parasite Island (Isola dei Parassiti), Playa Dos, in cui risiedono i due aspiranti naufraghi, Fariba Tehrani e Ubaldo Lanzo, e il Salvavita, Marco Maddaloni, vincitore della scorsa edizione. Dopo aver abbandonato l'isola, quest'ultimo viene sostituito da Ferdinando Guglielmotti, a cui viene concessa una seconda opportunità. Anche Ferdinando si ritira dal gioco il 19 marzo 2021, e gli aspiranti naufraghi rimangono da soli fino al 25 marzo, quando, in seguito alla sua eliminazione, arriva Brando Giorgi a Parasite Island, mentre il 29 marzo in seguito alla sua eliminazione arriva anche Vera Gemma.
Dalla puntata del 1º aprile Parasite Island diventa Playa Esperanza, in cui risiedono Miryea Stabile e Vera, mentre nella puntata del 5 aprile, in seguito alla sua eliminazione sbarca anche Elisa Isoardi. Dal 15 aprile Miryea e Vera rientrano in gioco, mentre Elisa si ritira dal gioco per un infortunio all'occhio.
Dalla puntata del 19 aprile esordisce una nuova isola Playa Imboscada, in cui viene offerta ai naufraghi eliminati un'ultima possibilità di tornare nuovamente in gioco. La prima eliminata che sbarca su questa nuova isola è Beatrice Marchetti. Dal 5 maggio, Beatrice viene trasferita su un'altra isola, assumendo il nome di Playa Imboscadissima. Dal 10 maggio, in seguito alla sua eliminazione sbarca anche Francesca Lodo e rimane sull'isola insieme a Beatrice. Dal 17 maggio, in seguito alla sua eliminazione sbarca anche Roberto Ciufoli che sfida Beatrice e Francesca al televoto flash. Infine, Roberto vince il televoto e rimane su Playa Imboscadissima con Beatrice, mentre Francesca viene eliminata definitivamente.
Dal 23 maggio Beatrice Marchetti e Roberto Ciufoli vengono trasferiti su un'altra isola: da Playa Imboscadissima a Cayo Paloma come ricompensa. Dal 31 maggio, in vista dell'ultima settimana verso la finale, tutti i sei finalisti: Andrea Cerioli, Ignazio Moser, Awed, Matteo Diamante, Valentina Persia e Beatrice Marchetti vengono trasferiti: da Playa Reuníon a Cayo Paloma. Il 7 giugno, il giorno della finale tutti i sei finalisti vengono accompagnati nuovamente a Playa Palapa, dove trovano il palco costruito per la proclamazione del vincitore.

### Lo studio
Il programma è andato in onda dallo studio Robinie di Cologno Monzese (Milano) con una scenografia completamente nuova che rimandano le edizioni settima e nona trasmesse entrambe dalla Rai.

## I naufraghi
L'età dei concorrenti si riferisce al momento dello sbarco sull'isola.
| Concorrente             | Età     | Professione                                         | Giorni | Luogo di nascita   | Stato                |
| ----------------------- | ------- | --------------------------------------------------- | ------ | ------------------ | -------------------- |
| Simone "Awed" Paciello  | 24 anni | YouTuber, comico                                    | 1-85   | Napoli             | Vincitore            |
| Valentina Persia        | 49 anni | Comica, attrice, ballerina                          | 4-85   | Roma               | Seconda classificata |
| Andrea Cerioli          | 31 anni | Influencer, personaggio TV                          | 11-85  | Bologna            | Terzo classificato   |
| Ignazio Moser           | 28 anni | Personaggio TV, ex ciclista su pista                | 46-85  | Trento             | Quarto classificato  |
| Beatrice Marchetti      | 25 anni | Modella                                             | 22-85  | Zone               | Quinta classificata  |
| Matteo Diamante         | 31 anni | Influencer, organizzatore di eventi, personaggio TV | 39-85  | Genova             | Sesto classificato   |
| Isolde Kostner          | 46 anni | Ex sciatrice, direttrice d'albergo                  | 22-78  | Bolzano            | Eliminata            |
| Miryea Stabile          | 23 anni | Ballerina, influencer, modella, personaggio TV      | 4-78   | Brescia            | Eliminata            |
| Roberto Ciufoli         | 61 anni | Attore, doppiatore, comico                          | 1-78   | Roma               | Eliminato            |
| Angela Melillo          | 53 anni | Showgirl, attrice, ballerina                        | 1-71   | Roma               | Eliminata            |
| Fariba Tehrani          | 58 anni | Personaggio TV                                      | 1-71   | Teheran            | Eliminata            |
| Rosaria Cannavò         | 37 anni | Modella, showgirl                                   | 39-68  | Catania            | Eliminata            |
| Francesca Lodo          | 38 anni | Attrice, modella, showgirl                          | 1-64   | Selargius          | Eliminata            |
| Emanuela Tittocchia     | 50 anni | Attrice, conduttrice TV                             | 39-61  | Torino             | Eliminata            |
| Ubaldo Lanzo            | 48 anni | Cromatologo, personaggio TV                         | 1-53   | Lamezia Terme      | Ritirato             |
| Gilles Rocca            | 38 anni | Attore, regista, modello, personaggio TV            | 1-50   | Roma               | Eliminato            |
| Manuela Ferrera         | 36 anni | Modella, showgirl                                   | 39-46  | Brescia            | Eliminata            |
| Vera Gemma              | 50 anni | Attrice, personaggio TV                             | 1-43   | Roma               | Eliminata            |
| Paul Gascoigne          | 53 anni | Allenatore di calcio, ex calciatore                 | 1-39   | Gateshead          | Ritirato             |
| Elisa Isoardi           | 38 anni | Conduttrice TV, ex modella                          | 1-32   | Cuneo              | Ritirata             |
| Brando Giorgi           | 54 anni | Attore, ex modello                                  | 4-32   | Roma               | Ritirato             |
| Drusilla Gucci          | 26 anni | Modella                                             | 1-29   | Firenze            | Eliminata            |
| Beppe Braida            | 57 anni | Comico, conduttore TV                               | 4-25   | Torino             | Ritirato             |
| Daniela Martani         | 47 anni | Conduttrice radiofonica, personaggio TV             | 1-22   | Roma               | Eliminata            |
| Akash Kumar             | 29 anni | Modello                                             | 1-8    | Nuova Delhi        | Eliminato            |
| Ferdinando Guglielmotti | 54 anni | Imprenditore                                        | 1-4    | Montalto di Castro | Ritirato             |

### Guest star
| Guest star      | Età     | Categoria | Professione            | Permanenza | Luogo di nascita |
| --------------- | ------- | --------- | ---------------------- | ---------- | ---------------- |
| Marco Maddaloni | 36 anni | Salvavita | Judoka, personaggio TV | Giorni 1-4 | Napoli           |

### Ospiti in Honduras
| Ospite              | Età     | Professione                         | Permanenza | Luogo di nascita |
| ------------------- | ------- | ----------------------------------- | ---------- | ---------------- |
| Arianna Cirrincione | 26 anni | Personaggio TV, modella, influencer | Giorno 85  | Genova           |
| Cecilia Rodríguez   | 31 anni | Personaggio TV, modella             | Giorno 85  | Buenos Aires     |
| Daniele Paciello    | 29 anni | Chef                                | Giorno 85  | Napoli           |

### Riepilogo delle categorie e dei luoghi
Nella seguente tabella è illustrata la categoria di ciascun concorrente oppure il luogo in cui si trova:

| Concorrente             | Settimana 1        | Settimana 1        | Settimana 2        | Settimana 2                        | Settimana 3                        | Settimana 3                        | Settimana 4                         | Settimana 5                         | Settimana 5                         | Settimana 6                         | Settimana 6                         | Settimana 7                         | Settimana 7                         | Settimana 8                         | Settimana 8                         | Settimana 8                         | Settimana 9                         | Settimana 9                         | Settimana 10                        | Settimana 10                         | Settimana 11                         | Settimana 12                         | Settimana 12                         | Ultima settimana                     | Ultima settimana                     | Ultima settimana                                |
| Concorrente             | Giorno 1           | Giorno 4           | Giorno 8           | Giorno 11                          | Giorno 15                          | Giorno 18                          | Giorno 22                           | Giorno 29                           | Giorno 32                           | Giorno 36                           | Giorno 39                           | Giorno 43                           | Giorno 46                           | Giorno 50                           | Giorno 54                           | Giorno 54                           | Giorno 57                           | Giorno 61                           | Giorno 64                           | Giorno 68                            | Giorno 71                            | Giorno 78                            | Giorno 78                            | Giorno 85                            | Giorno 85                            | Giorno 85                                       |
| ----------------------- | ------------------ | ------------------ | ------------------ | ---------------------------------- | ---------------------------------- | ---------------------------------- | ----------------------------------- | ----------------------------------- | ----------------------------------- | ----------------------------------- | ----------------------------------- | ----------------------------------- | ----------------------------------- | ----------------------------------- | ----------------------------------- | ----------------------------------- | ----------------------------------- | ----------------------------------- | ----------------------------------- | ------------------------------------ | ------------------------------------ | ------------------------------------ | ------------------------------------ | ------------------------------------ | ------------------------------------ | ----------------------------------------------- |
| Awed                    | Buriños            | Buriños            | Buriños            | Buriños                            | N.D.                               | N.D.                               | N.D.                                | N.D.                                | N.D.                                | N.D.                                | N.D.                                | Arrivisti                           | Arrivisti                           | Arrivisti                           | Arrivisti                           | Arrivisti                           | N.D.                                | N.D.                                | N.D.                                | N.D.                                 | N.D.                                 | N.D.                                 | Finalista                            | Finalista                            | N.D.                                 | Vincitore (Settimana 13 - Giorno 85)            |
| Awed                    | Buriños            | Buriños            | Buriños            | Buriños                            | N.D.                               | N.D.                               | N.D.                                | N.D.                                | N.D.                                | N.D.                                | N.D.                                | Arrivisti                           | Arrivisti                           | Arrivisti                           | Arrivisti                           | Arrivisti                           | N.D.                                | N.D.                                | N.D.                                | N.D.                                 | N.D.                                 | N.D.                                 | Cayo Paloma                          |                                      | N.D.                                 | Vincitore (Settimana 13 - Giorno 85)            |
| Valentina Persia        | Non in gara        | Buriños            | Buriños            | Buriños                            | N.D.                               | N.D.                               | N.D.                                | N.D.                                | N.D.                                | N.D.                                | N.D.                                | Primitivi                           | Primitivi                           | Primitivi                           | Primitivi                           | Arrivisti (Giorno 56)               | N.D.                                | N.D.                                | N.D.                                | N.D.                                 | N.D.                                 | N.D.                                 | Finalista                            | Finalista                            | N.D.                                 | Seconda classificata (Settimana 13 - Giorno 85) |
| Valentina Persia        | Non in gara        | Buriños            | Buriños            | Buriños                            | N.D.                               | N.D.                               | N.D.                                | N.D.                                | N.D.                                | N.D.                                | N.D.                                | Primitivi                           | Primitivi                           | Primitivi                           | Primitivi                           | Arrivisti (Giorno 56)               | N.D.                                | N.D.                                | N.D.                                | N.D.                                 | N.D.                                 | N.D.                                 | Cayo Paloma                          |                                      | N.D.                                 | Seconda classificata (Settimana 13 - Giorno 85) |
| Andrea Cerioli          | Non in gara        | Non in gara        | Non in gara        | Buriños                            | N.D.                               | N.D.                               | N.D.                                | N.D.                                | N.D.                                | N.D.                                | N.D.                                | Primitivi                           | Primitivi                           | Primitivi                           | Primitivi                           | Primitivi                           | N.D.                                | N.D.                                | N.D.                                | N.D.                                 | Finalista                            | Finalista                            | Finalista                            | Finalista                            | N.D.                                 | Terzo classificato (Settimana 13 - Giorno 85)   |
| Andrea Cerioli          | Non in gara        | Non in gara        | Non in gara        | Buriños                            | N.D.                               | N.D.                               | N.D.                                | N.D.                                | N.D.                                | N.D.                                | N.D.                                | Primitivi                           | Primitivi                           | Primitivi                           | Primitivi                           | Primitivi                           | N.D.                                | N.D.                                | N.D.                                | N.D.                                 | Finalista                            | Finalista                            | Cayo Paloma                          |                                      | N.D.                                 | Terzo classificato (Settimana 13 - Giorno 85)   |
| Ignazio Moser           | Non in gara        | Non in gara        | Non in gara        | Non in gara                        | Non in gara                        | Non in gara                        | Non in gara                         | Non in gara                         | Non in gara                         | Non in gara                         | Non in gara                         | Non in gara                         | Primitivi                           | Primitivi                           | Primitivi                           | Primitivi                           | N.D.                                | N.D.                                | N.D.                                | N.D.                                 | Finalista                            | Finalista                            | Finalista                            | Finalista                            | N.D.                                 | Quarto classificato (Settimana 13 - Giorno 85)  |
| Ignazio Moser           | Non in gara        | Non in gara        | Non in gara        | Non in gara                        | Non in gara                        | Non in gara                        | Non in gara                         | Non in gara                         | Non in gara                         | Non in gara                         | Non in gara                         | Non in gara                         | Primitivi                           | Primitivi                           | Primitivi                           | Primitivi                           | N.D.                                | N.D.                                | N.D.                                | N.D.                                 | Finalista                            | Finalista                            | Cayo Paloma                          |                                      | N.D.                                 | Quarto classificato (Settimana 13 - Giorno 85)  |
| Beatrice Marchetti      | Non in gara        | Non in gara        | Non in gara        | Non in gara                        | Non in gara                        | Non in gara                        | N.D.                                | N.D.                                | N.D.                                | Playa Imboscada                     | Playa Imboscada                     | Playa Imboscada                     | Playa Imboscada                     | Playa Imboscada                     | Playa Imboscadissima                | Playa Imboscadissima                | Playa Imboscadissima                | Playa Imboscadissima                | Playa Imboscadissima                | Playa Imboscadissima                 | Cayo Paloma                          | Cayo Paloma                          | Finalista                            | Finalista                            | N.D.                                 | Quinta classificata (Settimana 13 - Giorno 85)  |
| Beatrice Marchetti      | Non in gara        | Non in gara        | Non in gara        | Non in gara                        | Non in gara                        | Non in gara                        | N.D.                                | N.D.                                | N.D.                                | Playa Imboscada                     | Playa Imboscada                     | Playa Imboscada                     | Playa Imboscada                     | Playa Imboscada                     | Playa Imboscadissima                | Playa Imboscadissima                | Playa Imboscadissima                | Playa Imboscadissima                | Playa Imboscadissima                | Playa Imboscadissima                 | Cayo Paloma                          | Cayo Paloma                          | Cayo Paloma                          |                                      | N.D.                                 | Quinta classificata (Settimana 13 - Giorno 85)  |
| Matteo Diamante         | Non in gara        | Non in gara        | Non in gara        | Non in gara                        | Non in gara                        | Non in gara                        | Non in gara                         | Non in gara                         | Non in gara                         | Non in gara                         | Arrivisti                           | Arrivisti                           | Arrivisti                           | Arrivisti                           | Arrivisti                           | Arrivisti                           | N.D.                                | N.D.                                | N.D.                                | N.D.                                 | N.D.                                 | N.D.                                 | Finalista                            | Finalista                            | N.D.                                 | Sesto classificato (Settimana 13 - Giorno 85)   |
| Matteo Diamante         | Non in gara        | Non in gara        | Non in gara        | Non in gara                        | Non in gara                        | Non in gara                        | Non in gara                         | Non in gara                         | Non in gara                         | Non in gara                         | Arrivisti                           | Arrivisti                           | Arrivisti                           | Arrivisti                           | Arrivisti                           | Arrivisti                           | N.D.                                | N.D.                                | N.D.                                | N.D.                                 | N.D.                                 | N.D.                                 | Cayo Paloma                          |                                      | N.D.                                 | Sesto classificato (Settimana 13 - Giorno 85)   |
| Isolde Kostner          | Non in gara        | Non in gara        | Non in gara        | Non in gara                        | Non in gara                        | Non in gara                        | N.D.                                | N.D.                                | N.D.                                | N.D.                                | N.D.                                | Arrivisti                           | Arrivisti                           | Arrivisti                           | Arrivisti                           | Arrivisti                           | N.D.                                | N.D.                                | N.D.                                | N.D.                                 | N.D.                                 | Cayo Paloma                          | Eliminati (Settimana 12 - Giorno 78) | Eliminati (Settimana 12 - Giorno 78) | Eliminati (Settimana 12 - Giorno 78) | Eliminati (Settimana 12 - Giorno 78)            |
| Miryea Stabile          | Non in gara        | Rafinados          | Rafinados          | Rafinados                          | N.D.                               | Playa Esperanza / Amazzone         | Playa Esperanza / Amazzone          | Playa Esperanza / Amazzone          | Playa Esperanza / Amazzone          | N.D.                                | N.D.                                | Primitivi                           | Primitivi                           | Primitivi                           | Primitivi                           | Primitivi                           | N.D.                                | N.D.                                | N.D.                                | N.D.                                 | N.D.                                 | N.D.                                 | Eliminati (Settimana 12 - Giorno 78) | Eliminati (Settimana 12 - Giorno 78) | Eliminati (Settimana 12 - Giorno 78) | Eliminati (Settimana 12 - Giorno 78)            |
| Roberto Ciufoli         | Rafinados          | Rafinados          | Rafinados          | Rafinados                          | N.D.                               | N.D.                               | N.D.                                | N.D.                                | N.D.                                | N.D.                                | N.D.                                | Arrivisti                           | Arrivisti                           | Arrivisti                           | Arrivisti                           | Arrivisti                           | N.D.                                | N.D.                                | Playa Imboscadissima                | Playa Imboscadissima                 | Cayo Paloma                          | Cayo Paloma                          | Eliminati (Settimana 12 - Giorno 78) | Eliminati (Settimana 12 - Giorno 78) | Eliminati (Settimana 12 - Giorno 78) | Eliminati (Settimana 12 - Giorno 78)            |
| Angela Melillo          | Rafinados          | Rafinados          | Rafinados          | Rafinados                          | N.D.                               | N.D.                               | N.D.                                | N.D.                                | N.D.                                | N.D.                                | N.D.                                | Primitivi                           | Primitivi                           | Primitivi                           | Primitivi                           | Primitivi                           | N.D.                                | N.D.                                | N.D.                                | N.D.                                 | N.D.                                 | Eliminate (Settimana 11 - Giorno 71) | Eliminate (Settimana 11 - Giorno 71) | Eliminate (Settimana 11 - Giorno 71) | Eliminate (Settimana 11 - Giorno 71) | Eliminate (Settimana 11 - Giorno 71)            |
| Fariba Tehrani          | Aspirante naufraga | Aspirante naufraga | Aspirante naufraga | Aspirante naufraga                 | Aspirante naufraga                 | Aspirante naufraga                 | N.D.                                | N.D.                                | N.D.                                | N.D.                                | N.D.                                | Arrivisti                           | Arrivisti                           | Arrivisti                           | Arrivisti                           | Arrivisti                           | N.D.                                | N.D.                                | N.D.                                | N.D.                                 | N.D.                                 | Eliminate (Settimana 11 - Giorno 71) | Eliminate (Settimana 11 - Giorno 71) | Eliminate (Settimana 11 - Giorno 71) | Eliminate (Settimana 11 - Giorno 71) | Eliminate (Settimana 11 - Giorno 71)            |
| Rosaria Cannavò         | Non in gara        | Non in gara        | Non in gara        | Non in gara                        | Non in gara                        | Non in gara                        | Non in gara                         | Non in gara                         | Non in gara                         | Non in gara                         | Arrivisti                           | Arrivisti                           | Arrivisti                           | Arrivisti                           | Arrivisti                           | Arrivisti                           | N.D.                                | N.D.                                | N.D.                                | N.D.                                 | Eliminata (Settimana 10 - Giorno 68) | Eliminata (Settimana 10 - Giorno 68) | Eliminata (Settimana 10 - Giorno 68) | Eliminata (Settimana 10 - Giorno 68) | Eliminata (Settimana 10 - Giorno 68) | Eliminata (Settimana 10 - Giorno 68)            |
| Francesca Lodo          | Buriños            | Buriños            | Buriños            | Buriños                            | N.D.                               | N.D.                               | N.D.                                | N.D.                                | N.D.                                | N.D.                                | N.D.                                | Primitivi                           | Primitivi                           | Primitivi                           | Primitivi                           | Primitivi                           | Playa Imboscadissima                | Playa Imboscadissima                | Playa Imboscadissima                | Eliminata (Settimana 10 - Giorno 64) | Eliminata (Settimana 10 - Giorno 64) | Eliminata (Settimana 10 - Giorno 64) | Eliminata (Settimana 10 - Giorno 64) | Eliminata (Settimana 10 - Giorno 64) | Eliminata (Settimana 10 - Giorno 64) | Eliminata (Settimana 10 - Giorno 64)            |
| Emanuela Tittocchia     | Non in gara        | Non in gara        | Non in gara        | Non in gara                        | Non in gara                        | Non in gara                        | Non in gara                         | Non in gara                         | Non in gara                         | Non in gara                         | Non in gara                         | Arrivisti                           | Arrivisti                           | Arrivisti                           | Arrivisti                           | Arrivisti                           | N.D.                                | N.D.                                | Eliminata (Settimana 9 - Giorno 61) | Eliminata (Settimana 9 - Giorno 61)  | Eliminata (Settimana 9 - Giorno 61)  | Eliminata (Settimana 9 - Giorno 61)  | Eliminata (Settimana 9 - Giorno 61)  | Eliminata (Settimana 9 - Giorno 61)  | Eliminata (Settimana 9 - Giorno 61)  | Eliminata (Settimana 9 - Giorno 61)             |
| Ubaldo Lanzo            | Aspirante naufrago | Aspirante naufrago | Aspirante naufrago | Aspirante naufrago                 | Aspirante naufrago                 | Aspirante naufrago                 | N.D.                                | N.D.                                | N.D.                                | N.D.                                | N.D.                                | Primitivi                           | Primitivi                           | Primitivi                           | Ritirato (Settimana 8 - Giorno 53)  | Ritirato (Settimana 8 - Giorno 53)  | Ritirato (Settimana 8 - Giorno 53)  | Ritirato (Settimana 8 - Giorno 53)  | Ritirato (Settimana 8 - Giorno 53)  | Ritirato (Settimana 8 - Giorno 53)   | Ritirato (Settimana 8 - Giorno 53)   | Ritirato (Settimana 8 - Giorno 53)   | Ritirato (Settimana 8 - Giorno 53)   | Ritirato (Settimana 8 - Giorno 53)   | Ritirato (Settimana 8 - Giorno 53)   | Ritirato (Settimana 8 - Giorno 53)              |
| Gilles Rocca            | Buriños            | Buriños            | Buriños            | Buriños                            | N.D.                               | N.D.                               | N.D.                                | N.D.                                | N.D.                                | N.D.                                | N.D.                                | Primitivi                           | Primitivi                           | Primitivi                           | Eliminato (Settimana 8 - Giorno 50) | Eliminato (Settimana 8 - Giorno 50) | Eliminato (Settimana 8 - Giorno 50) | Eliminato (Settimana 8 - Giorno 50) | Eliminato (Settimana 8 - Giorno 50) | Eliminato (Settimana 8 - Giorno 50)  | Eliminato (Settimana 8 - Giorno 50)  | Eliminato (Settimana 8 - Giorno 50)  | Eliminato (Settimana 8 - Giorno 50)  | Eliminato (Settimana 8 - Giorno 50)  | Eliminato (Settimana 8 - Giorno 50)  | Eliminato (Settimana 8 - Giorno 50)             |
| Manuela Ferrera         | Non in gara        | Non in gara        | Non in gara        | Non in gara                        | Non in gara                        | Non in gara                        | Non in gara                         | Non in gara                         | Non in gara                         | Non in gara                         | Arrivisti                           | Arrivisti                           | Arrivisti                           | Eliminata (Settimana 7 - Giorno 46) | Eliminata (Settimana 7 - Giorno 46) | Eliminata (Settimana 7 - Giorno 46) | Eliminata (Settimana 7 - Giorno 46) | Eliminata (Settimana 7 - Giorno 46) | Eliminata (Settimana 7 - Giorno 46) | Eliminata (Settimana 7 - Giorno 46)  | Eliminata (Settimana 7 - Giorno 46)  | Eliminata (Settimana 7 - Giorno 46)  | Eliminata (Settimana 7 - Giorno 46)  | Eliminata (Settimana 7 - Giorno 46)  | Eliminata (Settimana 7 - Giorno 46)  | Eliminata (Settimana 7 - Giorno 46)             |
| Vera Gemma              | Buriños            | Buriños            | Buriños            | Buriños                            | Salvavita                          | Playa Esperanza / Amazzone         | Playa Esperanza / Amazzone          | Playa Esperanza / Amazzone          | Playa Esperanza / Amazzone          | N.D.                                | N.D.                                | Primitivi                           | Eliminata (Settimana 7 - Giorno 43) | Eliminata (Settimana 7 - Giorno 43) | Eliminata (Settimana 7 - Giorno 43) | Eliminata (Settimana 7 - Giorno 43) | Eliminata (Settimana 7 - Giorno 43) | Eliminata (Settimana 7 - Giorno 43) | Eliminata (Settimana 7 - Giorno 43) | Eliminata (Settimana 7 - Giorno 43)  | Eliminata (Settimana 7 - Giorno 43)  | Eliminata (Settimana 7 - Giorno 43)  | Eliminata (Settimana 7 - Giorno 43)  | Eliminata (Settimana 7 - Giorno 43)  | Eliminata (Settimana 7 - Giorno 43)  | Eliminata (Settimana 7 - Giorno 43)             |
| Paul Gascoigne          | Buriños            | Buriños            | Buriños            | Buriños                            | N.D.                               | N.D.                               | N.D.                                | N.D.                                | N.D.                                | N.D.                                | N.D.                                | Ritirato (Settimana 6 - Giorno 39)  | Ritirato (Settimana 6 - Giorno 39)  | Ritirato (Settimana 6 - Giorno 39)  | Ritirato (Settimana 6 - Giorno 39)  | Ritirato (Settimana 6 - Giorno 39)  | Ritirato (Settimana 6 - Giorno 39)  | Ritirato (Settimana 6 - Giorno 39)  | Ritirato (Settimana 6 - Giorno 39)  | Ritirato (Settimana 6 - Giorno 39)   | Ritirato (Settimana 6 - Giorno 39)   | Ritirato (Settimana 6 - Giorno 39)   | Ritirato (Settimana 6 - Giorno 39)   | Ritirato (Settimana 6 - Giorno 39)   | Ritirato (Settimana 6 - Giorno 39)   | Ritirato (Settimana 6 - Giorno 39)              |
| Elisa Isoardi           | Rafinados          | Rafinados          | Rafinados          | Rafinados                          | N.D.                               | N.D.                               | Playa Esperanza / Amazzone          | Playa Esperanza / Amazzone          | Playa Esperanza / Amazzone          | Ritirata (Settimana 5 - Giorno 32)  | Ritirata (Settimana 5 - Giorno 32)  | Ritirata (Settimana 5 - Giorno 32)  | Ritirata (Settimana 5 - Giorno 32)  | Ritirata (Settimana 5 - Giorno 32)  | Ritirata (Settimana 5 - Giorno 32)  | Ritirata (Settimana 5 - Giorno 32)  | Ritirata (Settimana 5 - Giorno 32)  | Ritirata (Settimana 5 - Giorno 32)  | Ritirata (Settimana 5 - Giorno 32)  | Ritirata (Settimana 5 - Giorno 32)   | Ritirata (Settimana 5 - Giorno 32)   | Ritirata (Settimana 5 - Giorno 32)   | Ritirata (Settimana 5 - Giorno 32)   | Ritirata (Settimana 5 - Giorno 32)   | Ritirata (Settimana 5 - Giorno 32)   | Ritirata (Settimana 5 - Giorno 32)              |
| Brando Giorgi           | Non in gara        | Rafinados          | Buriños            | Salvavita                          | Salvavita                          | N.D.                               | N.D.                                | N.D.                                | N.D.                                | Ritirato (Settimana 5 - Giorno 32)  | Ritirato (Settimana 5 - Giorno 32)  | Ritirato (Settimana 5 - Giorno 32)  | Ritirato (Settimana 5 - Giorno 32)  | Ritirato (Settimana 5 - Giorno 32)  | Ritirato (Settimana 5 - Giorno 32)  | Ritirato (Settimana 5 - Giorno 32)  | Ritirato (Settimana 5 - Giorno 32)  | Ritirato (Settimana 5 - Giorno 32)  | Ritirato (Settimana 5 - Giorno 32)  | Ritirato (Settimana 5 - Giorno 32)   | Ritirato (Settimana 5 - Giorno 32)   | Ritirato (Settimana 5 - Giorno 32)   | Ritirato (Settimana 5 - Giorno 32)   | Ritirato (Settimana 5 - Giorno 32)   | Ritirato (Settimana 5 - Giorno 32)   | Ritirato (Settimana 5 - Giorno 32)              |
| Drusilla Gucci          | Rafinados          | Rafinados          | Rafinados          | Rafinados                          | N.D.                               | N.D.                               | N.D.                                | N.D.                                | Eliminata (Settimana 5 - Giorno 29) | Eliminata (Settimana 5 - Giorno 29) | Eliminata (Settimana 5 - Giorno 29) | Eliminata (Settimana 5 - Giorno 29) | Eliminata (Settimana 5 - Giorno 29) | Eliminata (Settimana 5 - Giorno 29) | Eliminata (Settimana 5 - Giorno 29) | Eliminata (Settimana 5 - Giorno 29) | Eliminata (Settimana 5 - Giorno 29) | Eliminata (Settimana 5 - Giorno 29) | Eliminata (Settimana 5 - Giorno 29) | Eliminata (Settimana 5 - Giorno 29)  | Eliminata (Settimana 5 - Giorno 29)  | Eliminata (Settimana 5 - Giorno 29)  | Eliminata (Settimana 5 - Giorno 29)  | Eliminata (Settimana 5 - Giorno 29)  | Eliminata (Settimana 5 - Giorno 29)  | Eliminata (Settimana 5 - Giorno 29)             |
| Beppe Braida            | Non in gara        | Buriños            | Buriños            | Buriños                            | N.D.                               | N.D.                               | N.D.                                | Ritirato (Settimana 4 - Giorno 25)  | Ritirato (Settimana 4 - Giorno 25)  | Ritirato (Settimana 4 - Giorno 25)  | Ritirato (Settimana 4 - Giorno 25)  | Ritirato (Settimana 4 - Giorno 25)  | Ritirato (Settimana 4 - Giorno 25)  | Ritirato (Settimana 4 - Giorno 25)  | Ritirato (Settimana 4 - Giorno 25)  | Ritirato (Settimana 4 - Giorno 25)  | Ritirato (Settimana 4 - Giorno 25)  | Ritirato (Settimana 4 - Giorno 25)  | Ritirato (Settimana 4 - Giorno 25)  | Ritirato (Settimana 4 - Giorno 25)   | Ritirato (Settimana 4 - Giorno 25)   | Ritirato (Settimana 4 - Giorno 25)   | Ritirato (Settimana 4 - Giorno 25)   | Ritirato (Settimana 4 - Giorno 25)   | Ritirato (Settimana 4 - Giorno 25)   | Ritirato (Settimana 4 - Giorno 25)              |
| Daniela Martani         | Buriños            | Buriños            | Rafinados          | Rafinados                          | N.D.                               | N.D.                               | Eliminata (Settimana 4 - Giorno 22) | Eliminata (Settimana 4 - Giorno 22) | Eliminata (Settimana 4 - Giorno 22) | Eliminata (Settimana 4 - Giorno 22) | Eliminata (Settimana 4 - Giorno 22) | Eliminata (Settimana 4 - Giorno 22) | Eliminata (Settimana 4 - Giorno 22) | Eliminata (Settimana 4 - Giorno 22) | Eliminata (Settimana 4 - Giorno 22) | Eliminata (Settimana 4 - Giorno 22) | Eliminata (Settimana 4 - Giorno 22) | Eliminata (Settimana 4 - Giorno 22) | Eliminata (Settimana 4 - Giorno 22) | Eliminata (Settimana 4 - Giorno 22)  | Eliminata (Settimana 4 - Giorno 22)  | Eliminata (Settimana 4 - Giorno 22)  | Eliminata (Settimana 4 - Giorno 22)  | Eliminata (Settimana 4 - Giorno 22)  | Eliminata (Settimana 4 - Giorno 22)  | Eliminata (Settimana 4 - Giorno 22)             |
| Akash Kumar             | Rafinados          | Rafinados          | Rafinados          | Eliminato (Settimana 2 - Giorno 8) | Eliminato (Settimana 2 - Giorno 8) | Eliminato (Settimana 2 - Giorno 8) | Eliminato (Settimana 2 - Giorno 8)  | Eliminato (Settimana 2 - Giorno 8)  | Eliminato (Settimana 2 - Giorno 8)  | Eliminato (Settimana 2 - Giorno 8)  | Eliminato (Settimana 2 - Giorno 8)  | Eliminato (Settimana 2 - Giorno 8)  | Eliminato (Settimana 2 - Giorno 8)  | Eliminato (Settimana 2 - Giorno 8)  | Eliminato (Settimana 2 - Giorno 8)  | Eliminato (Settimana 2 - Giorno 8)  | Eliminato (Settimana 2 - Giorno 8)  | Eliminato (Settimana 2 - Giorno 8)  | Eliminato (Settimana 2 - Giorno 8)  | Eliminato (Settimana 2 - Giorno 8)   | Eliminato (Settimana 2 - Giorno 8)   | Eliminato (Settimana 2 - Giorno 8)   | Eliminato (Settimana 2 - Giorno 8)   | Eliminato (Settimana 2 - Giorno 8)   | Eliminato (Settimana 2 - Giorno 8)   | Eliminato (Settimana 2 - Giorno 8)              |
| Ferdinando Guglielmotti | Rafinados          | Rafinados          | Salvavita          | Ritirato (Settimana 1 - Giorno 4)  | Ritirato (Settimana 1 - Giorno 4)  | Ritirato (Settimana 1 - Giorno 4)  | Ritirato (Settimana 1 - Giorno 4)   | Ritirato (Settimana 1 - Giorno 4)   | Ritirato (Settimana 1 - Giorno 4)   | Ritirato (Settimana 1 - Giorno 4)   | Ritirato (Settimana 1 - Giorno 4)   | Ritirato (Settimana 1 - Giorno 4)   | Ritirato (Settimana 1 - Giorno 4)   | Ritirato (Settimana 1 - Giorno 4)   | Ritirato (Settimana 1 - Giorno 4)   | Ritirato (Settimana 1 - Giorno 4)   | Ritirato (Settimana 1 - Giorno 4)   | Ritirato (Settimana 1 - Giorno 4)   | Ritirato (Settimana 1 - Giorno 4)   | Ritirato (Settimana 1 - Giorno 4)    | Ritirato (Settimana 1 - Giorno 4)    | Ritirato (Settimana 1 - Giorno 4)    | Ritirato (Settimana 1 - Giorno 4)    | Ritirato (Settimana 1 - Giorno 4)    | Ritirato (Settimana 1 - Giorno 4)    | Ritirato (Settimana 1 - Giorno 4)               |

## Tabella delle nomination e dello svolgimento del programma
Legenda
     Concorrente leader con il potere di mandare in nomination ed immune
     Concorrente leader Salvador con il potere di mandare in nomination, di eliminare ed immune
     Concorrente della squadra dei Buriños immune dalle nomination
     Concorrente della squadra dei Rafinados immune dalle nomination
     Concorrente leader della squadra dei Primitivi con il potere di mandare in nomination ed immune, nominati dal gruppo
     Concorrente leader della squadra degli Arrivisti con il potere di mandare in nomination ed immune, nominati dal gruppo
     Concorrente immune dalle nomination
     Concorrente nuovo/rientrato in gioco immune dalle nomination
     Concorrente nominato dal vincitore della prova immunità/Concorrente direttamente in nomination per aver perso la prova immunità o per ufficio/Concorrente non salvato/Nominato per aver perso una prova o riceve un punto per le nomination
     Concorrente esonerato, non votante/Concorrente non candidato alla finale
     Concorrente Salvavita, non votante
     Bacio di Giuda
     Nominato dopo un televoto, votante/Non salvato dal leader
     Concorrente votato da un sondaggio del pubblico/scelto dal leader, per effettuare nomination palesi
     Concorrente su Playa Esperanza
     Concorrente su Playa Imboscada
     Concorrente su Playa Imboscadissima
     Concorrente su Cayo Paloma
     Concorrente salvato dai/dal vincitori/e della prova immunità o da una catena di salvataggio
     Concorrente candidato alla finale
     Concorrente finalista

|                                                   |                                                   | Settimana 1        | Settimana 1                                                | Settimana 2                        | Settimana 2                        | Settimana 3                                 | Settimana 3                        | Settimana 4                        | Settimana 4                         | Settimana 5                         | Settimana 5                                                              | Settimana 6                         | Settimana 6                         | Settimana 6                                                         | Settimana 7                         | Settimana 7                                                                                  | Settimana 7                                                                                  | Settimana 8                                         | Settimana 8                                                             | Settimana 9                                         | Settimana 9                                                                                        | Settimana 9                         | Settimana 10                                                         | Settimana 10                                                         | Settimana 10                                                         | Settimana 11                         | Settimana 11 | Settimana 11 | Settimana 11                                      | Settimana 12                         | Settimana 12                                                        | Settimana 12                                                        | Settimana 12                                                        | Settimana 12                         | Ultima settimana                              | Ultima settimana                               | Ultima settimana                               | Ultima settimana                               | Ultima settimana                                | Numero totale di nomination |
| Giorno 1                                          | Giorno 4                                          | Giorno 8           | Giorno 11                                                  | Giorno 15                          | Giorno 18                          | Giorno 22                                   | Giorno 22                          | Giorno 29                          | Giorno 32                           | Giorno 36                           | Giorno 36                                                                | Giorno 39                           | Giorno 43                           | Giorno 46                                                           | Giorno 46                           | Giorno 50                                                                                    | Giorno 54                                                                                    | Giorno 57                                           | Giorno 61                                                               | Giorno 61                                           | Giorno 64                                                                                          | Giorno 68                           | Giorno 68                                                            | Giorno 71                                                            | Giorno 71                                                            | Giorno 71                            | Giorno 71 | Giorno 78 | Giorno 78                                         | Giorno 78                            | Giorno 78                                                           | Giorno 78                                                           | Giorno 85                                                           | Giorno 85                            | Giorno 85                                     | Giorno 85                                      | Giorno 85                                      |                                                |                                                 | Numero totale di nomination |
| ------------------------------------------------- | ------------------------------------------------- | ------------------ | ---------------------------------------------------------- | ---------------------------------- | ---------------------------------- | ------------------------------------------- | ---------------------------------- | ---------------------------------- | ----------------------------------- | ----------------------------------- | ------------------------------------------------------------------------ | ----------------------------------- | ----------------------------------- | ------------------------------------------------------------------- | ----------------------------------- | -------------------------------------------------------------------------------------------- | -------------------------------------------------------------------------------------------- | --------------------------------------------------- | ----------------------------------------------------------------------- | --------------------------------------------------- | -------------------------------------------------------------------------------------------------- | ----------------------------------- | -------------------------------------------------------------------- | -------------------------------------------------------------------- | -------------------------------------------------------------------- | ------------------------------------ | --- | --- | ------------------------------------------------- | ------------------------------------ | ------------------------------------------------------------------- | ------------------------------------------------------------------- | ------------------------------------------------------------------- | ------------------------------------ | --------------------------------------------- | ---------------------------------------------- | ---------------------------------------------- | ---------------------------------------------- | ----------------------------------------------- | --------------------------- |
| Leader                                            | Leader                                            | Buriños            | Buriños                                                    | Rafinados                          | Rafinados                          | Angela                                      | Francesca                          | Roberto                            | Roberto                             | Brando                              | Andrea                                                                   | Roberto                             | Roberto                             | Francesca                                                           | Andrea                              | Angela                                                                                       | Angela                                                                                       | Angela                                              | Isolde                                                                  | Isolde                                              | Isolde                                                                                             | Isolde                              | Awed                                                                 | Nessuno                                                              | Nessuno                                                              | Nessuno                              | Nessuno | Nessuno | Ignazio                                           | Nessuno                              | Awed                                                                | Awed                                                                | Awed                                                                | Beatrice                             | Andrea                                        | Awed                                           | Nessuno                                        | Nessuno                                        | Nessuno                                         | Numero totale di nomination |
| Leader                                            | Leader                                            | Buriños            | Buriños                                                    | Rafinados                          | Rafinados                          | Angela                                      | Francesca                          | Roberto                            | Roberto                             | Brando                              | Andrea                                                                   | Roberto                             | Roberto                             | Francesca                                                           | Matteo                              | Angela                                                                                       | Angela                                                                                       | Isolde                                              | Isolde                                                                  | Isolde                                              | Ignazio                                                                                            | Isolde                              | Awed                                                                 | Nessuno                                                              | Nessuno                                                              | Nessuno                              | Nessuno | Nessuno | Ignazio                                           | Nessuno                              | Awed                                                                | Awed                                                                | Awed                                                                | Beatrice                             | Andrea                                        | Awed                                           | Nessuno                                        | Nessuno                                        | Nessuno                                         | Numero totale di nomination |
|                                                   |                                                   |                    |                                                            |                                    |                                    |                                             |                                    |                                    |                                     |                                     |                                                                          |                                     |                                     |                                                                     |                                     |                                                                                              |                                                                                              |                                                     |                                                                         |                                                     | |                                     |                                                                      |                                                                      |                                                                      |                                      | | |                                                   |                                      |                                                                     |                                                                     |                                                                     |                                      |                                               |                                                |                                                |                                                |                                                 |                             |
| Awed                                              | Awed                                              | Ferdinando         | Akash                                                      | Brando                             | Gilles                             | Francesca                                   | Daniela                            | Beppe                              | Brando                              | Roberto                             | Beatrice                                                                 | Valentina                           | Isolde                              | Fariba                                                              | Roberto                             | Isolde                                                                                       | Emanuela                                                                                     | Roberto                                             | Fariba                                                                  | Roberto                                             | Esonerato                                                                                          | Angela                              | Isolde                                                               | Non candidato                                                        | Fariba Miryea                                                        | Salvato                              | Non candidato | Isolde | Isolde                                            | Salvato                              | Miryea                                                              | Miryea                                                              | In finale                                                           | Matteo Valentina                     | Salvato                                       | Valentina                                      | Nominato                                       | Nomination finale                              | Vincitore (Settimana 13 - Giorno 85)            | 24                          |
| Valentina                                         | Valentina                                         | Non in gara        | : Elisa                                                    | Brando                             | Awed                               | Awed                                        | Drusilla                           | Roberto                            | Fariba                              | Fariba                              | Paul                                                                     | Ubaldo                              | Fariba                              | Fariba                                                              | Miryea                              | Esonerati                                                                                    | Gilles                                                                                       | Miryea                                              | Miryea                                                                  | Roberto                                             | Salvata                                                                                            | Roberto                             | Rosaria                                                              | Prova non superata                                                   | Matteo Miryea                                                        | Nominata                             | Non candidata | Isolde | Isolde                                            | Prova non superata                   | Nominata                                                            | Candidata                                                           | In finale                                                           | Ignazio Matteo                       | Salvata                                       | Nominata                                       | Salvata                                        | Nomination finale                              | Seconda classificata (Settimana 13 - Giorno 85) | 6                           |
| Andrea                                            | Andrea                                            | Non in gara        | Non in gara                                                | Non in gara                        | : Beppe                            | Miryea                                      | Daniela                            | Nominato                           | Brando                              | Roberto                             | Isolde                                                                   | Valentina Roberto                   | Fariba                              | Fariba                                                              | Ubaldo                              | Esonerati                                                                                    | Gilles                                                                                       | Ubaldo                                              | Francesca                                                               | Angela                                              | Esonerato                                                                                          | Matteo                              | Rosaria                                                              | Candidato                                                            | Fariba Miryea                                                        | In finale                            | In finale | In finale | Isolde                                            | In finale                            | In finale                                                           | In finale                                                           | In finale                                                           | Matteo Valentina                     | Beatrice                                      | Salvato                                        | Nominato                                       | Terzo classificato (Settimana 13 - Giorno 85)  | Terzo classificato (Settimana 13 - Giorno 85)   | 7                           |
| Ignazio                                           | Ignazio                                           | Non in gara        | Non in gara                                                | Non in gara                        | Non in gara                        | Non in gara                                 | Non in gara                        | Non in gara                        | Non in gara                         | Non in gara                         | Non in gara                                                              | Non in gara                         | Non in gara                         | Non in gara                                                         | Non in gara                         | Esonerati                                                                                    | Gilles                                                                                       | Francesca                                           | Francesca                                                               | Roberto                                             | Roberto                                                                                            | Nominato                            | Rosaria                                                              | Prova non superata                                                   | Fariba Matteo                                                        | Nominato                             | Candidato | : Matteo | : Matteo                                          | In finale                            | In finale                                                           | In finale                                                           | In finale                                                           | Matteo Valentina                     | Nominato                                      | Nominato                                       | Quarto classificato (Settimana 13 - Giorno 85) | Quarto classificato (Settimana 13 - Giorno 85) | Quarto classificato (Settimana 13 - Giorno 85)  | 1                           |
| Beatrice                                          | Beatrice                                          | Non in gara        | Non in gara                                                | Non in gara                        | Non in gara                        | Non in gara                                 | Non in gara                        | Awed                               | Angela                              | Roberto                             | Awed                                                                     | : Awed                              | Non votante                         | Non votante                                                         | Non votante                         | Non votante                                                                                  | Non votante                                                                                  | Non votante                                         | Non votante                                                             | Non votante                                         | Non votante                                                                                        | Non votante                         | Non votante                                                          | Non votante                                                          | Non votante                                                          | Non votante                          | Non votante | Non votante | Non votante                                       | Non votante                          | Nominata                                                            | Candidata                                                           | In finale                                                           | : Awed                               | Nominata                                      | Quinta classificata (Settimana 13 - Giorno 85) | Quinta classificata (Settimana 13 - Giorno 85) | Quinta classificata (Settimana 13 - Giorno 85) | Quinta classificata (Settimana 13 - Giorno 85)  | 4                           |
| Matteo                                            | Matteo                                            | Non in gara        | Non in gara                                                | Non in gara                        | Non in gara                        | Non in gara                                 | Non in gara                        | Non in gara                        | Non in gara                         | Non in gara                         | Non in gara                                                              | Non in gara                         | Non in gara                         | Roberto                                                             | Roberto Manuela                     | Awed                                                                                         | Roberto                                                                                      | Roberto                                             | Fariba                                                                  | Roberto                                             | Esonerato                                                                                          | Roberto                             | Andrea                                                               | Prova non superata                                                   | Fariba Miryea                                                        | Nominato                             | Candidati | Valentina | Valentina                                         | Prova non superata                   | Salvato                                                             | Salvato                                                             | In finale                                                           | Andrea Valentina                     | Sesto classificato (Settimana 13 - Giorno 85) | Sesto classificato (Settimana 13 - Giorno 85)  | Sesto classificato (Settimana 13 - Giorno 85)  | Sesto classificato (Settimana 13 - Giorno 85)  | Sesto classificato (Settimana 13 - Giorno 85)   | 9                           |
| Isolde                                            | Isolde                                            | Non in gara        | Non in gara                                                | Non in gara                        | Non in gara                        | Non in gara                                 | Non in gara                        | Immune                             | Drusilla                            | Andrea                              | Awed                                                                     | Roberto                             | Gilles                              | Fariba                                                              | Manuela                             | Roberto                                                                                      | Fariba                                                                                       | Emanuela                                            | Awed                                                                    | Valentina                                           | Emanuela                                                                                           | Andrea                              | Esonerata                                                            | Candidata                                                            | Fariba Miryea                                                        | Nominata                             | Candidati | Valentina | Valentina                                         | : Matteo                             | Nominata                                                            | Candidata                                                           | Eliminate (Settimana 12 - Giorno 78)                                | Eliminate (Settimana 12 - Giorno 78) | Eliminate (Settimana 12 - Giorno 78)          | Eliminate (Settimana 12 - Giorno 78)           | Eliminate (Settimana 12 - Giorno 78)           | Eliminate (Settimana 12 - Giorno 78)           | Eliminate (Settimana 12 - Giorno 78)            | 10                          |
| Miryea                                            | Miryea                                            | Non in gara        | Angela                                                     | Francesca                          | Beppe                              | Awed                                        | : Drusilla                         | Non votante                        | Non votante                         | Non votante                         | Immune                                                                   | Vera                                | Andrea                              | Andrea                                                              | Gilles                              | Esonerata                                                                                    | Gilles                                                                                       | Francesca                                           | Valentina                                                               | Angela                                              | Esonerata                                                                                          | Awed                                | Rosaria                                                              | Non candidata                                                        | Matteo Awed                                                          | Nominata                             | Non candidata | Isolde | Isolde                                            | Nominata                             | Awed                                                                | Awed                                                                | Eliminate (Settimana 12 - Giorno 78)                                | Eliminate (Settimana 12 - Giorno 78) | Eliminate (Settimana 12 - Giorno 78)          | Eliminate (Settimana 12 - Giorno 78)           | Eliminate (Settimana 12 - Giorno 78)           | Eliminate (Settimana 12 - Giorno 78)           | Eliminate (Settimana 12 - Giorno 78)            | 21                          |
| Roberto                                           | Roberto                                           | Drusilla           | Assente                                                    | Gilles                             | Awed                               | Awed                                        | Awed                               | Salvato                            | Andrea                              | Fariba                              | Paul                                                                     | Valentina                           | Miryea Vera                         | Fariba                                                              | Manuela                             | Emanuela                                                                                     | Emanuela                                                                                     | Emanuela                                            | Matteo                                                                  | Matteo                                              | Non salvato                                                                                        | Matteo                              | : Angela                                                             | Non votante                                                          | Non votante                                                          | Non votante                          | Non votante | Non votante | Non votante                                       | Non votante                          | Nominato                                                            | Eliminato (Settimana 12 - Giorno 78)                                | Eliminato (Settimana 12 - Giorno 78)                                | Eliminato (Settimana 12 - Giorno 78) | Eliminato (Settimana 12 - Giorno 78)          | Eliminato (Settimana 12 - Giorno 78)           | Eliminato (Settimana 12 - Giorno 78)           | Eliminato (Settimana 12 - Giorno 78)           | Eliminato (Settimana 12 - Giorno 78)            | 28                          |
| Angela                                            | Angela                                            | Drusilla           | Akash                                                      | Paul                               | Gilles                             | Miryea                                      | Drusilla                           | Immuni                             | Fariba                              | Paul                                | Beatrice                                                                 | Valentina                           | Vera                                | Fariba                                                              | Miryea                              | Esonerata                                                                                    | Gilles                                                                                       | Miryea Ubaldo                                       | Ignazio                                                                 | Roberto                                             | Esonerata                                                                                          | Matteo                              | Miryea                                                               | Candidata                                                            | Fariba Miryea                                                        | Nominata                             | Miryea | Eliminate (Settimana 11 - Giorno 71)                                                                                   | Eliminate (Settimana 11 - Giorno 71)              | Eliminate (Settimana 11 - Giorno 71) | Eliminate (Settimana 11 - Giorno 71)                                | Eliminate (Settimana 11 - Giorno 71)                                | Eliminate (Settimana 11 - Giorno 71)                                | Eliminate (Settimana 11 - Giorno 71) | Eliminate (Settimana 11 - Giorno 71)          | Eliminate (Settimana 11 - Giorno 71)           | Eliminate (Settimana 11 - Giorno 71)           | Eliminate (Settimana 11 - Giorno 71)           | Eliminate (Settimana 11 - Giorno 71)            | 13                          |
| Fariba                                            | Fariba                                            | Aspirante naufraga | Aspirante naufraga                                         | Aspirante naufraga                 | Aspirante naufraga                 | Aspirante naufraga                          | Immune                             | Immuni                             | Drusilla                            | Roberto                             | Gilles                                                                   | Vera                                | Gilles                              | Valentina                                                           | Roberto                             | Matteo                                                                                       | Roberto                                                                                      | Matteo                                              | Matteo                                                                  | Awed                                                | Esonerata                                                                                          | Awed                                | Rosaria                                                              | Non candidata                                                        | Matteo Miryea                                                        | Valentina                            | Valentina | Eliminate (Settimana 11 - Giorno 71)                                                                                   | Eliminate (Settimana 11 - Giorno 71)              | Eliminate (Settimana 11 - Giorno 71) | Eliminate (Settimana 11 - Giorno 71)                                | Eliminate (Settimana 11 - Giorno 71)                                | Eliminate (Settimana 11 - Giorno 71)                                | Eliminate (Settimana 11 - Giorno 71) | Eliminate (Settimana 11 - Giorno 71)          | Eliminate (Settimana 11 - Giorno 71)           | Eliminate (Settimana 11 - Giorno 71)           | Eliminate (Settimana 11 - Giorno 71)           | Eliminate (Settimana 11 - Giorno 71)            | 29                          |
| Rosaria                                           | Rosaria                                           | Non in gara        | Non in gara                                                | Non in gara                        | Non in gara                        | Non in gara                                 | Non in gara                        | Non in gara                        | Non in gara                         | Non in gara                         | Non in gara                                                              | Non in gara                         | Non in gara                         | Roberto                                                             | Awed                                | Nominata                                                                                     | Roberto                                                                                      | Roberto                                             | Fariba                                                                  | Roberto                                             | Salvata                                                                                            | Roberto                             | Miryea                                                               | Miryea                                                               | Eliminata (Settimana 10 - Giorno 68)                                 | Eliminata (Settimana 10 - Giorno 68) | Eliminata (Settimana 10 - Giorno 68)                                                                                   | Eliminata (Settimana 10 - Giorno 68)                                                                                   | Eliminata (Settimana 10 - Giorno 68)              | Eliminata (Settimana 10 - Giorno 68) | Eliminata (Settimana 10 - Giorno 68)                                | Eliminata (Settimana 10 - Giorno 68)                                | Eliminata (Settimana 10 - Giorno 68)                                | Eliminata (Settimana 10 - Giorno 68) | Eliminata (Settimana 10 - Giorno 68)          | Eliminata (Settimana 10 - Giorno 68)           | Eliminata (Settimana 10 - Giorno 68)           | Eliminata (Settimana 10 - Giorno 68)           | Eliminata (Settimana 10 - Giorno 68)            | 5                           |
| Francesca                                         | Francesca                                         | Ferdinando         | Angela                                                     | Brando                             | Awed                               | Awed                                        | Daniela                            | Immune                             | Brando                              | Isolde                              | Beatrice                                                                 | Valentina                           | Fariba                              | Awed                                                                | Miryea                              | Esonerata                                                                                    | Gilles                                                                                       | Ubaldo                                              | Andrea                                                                  | : Andrea                                            | Non votante                                                                                        | Non votante                         | Non votante                                                          | Eliminata (Settimana 10 - Giorno 64)                                 | Eliminata (Settimana 10 - Giorno 64)                                 | Eliminata (Settimana 10 - Giorno 64) | Eliminata (Settimana 10 - Giorno 64)                                                                                   | Eliminata (Settimana 10 - Giorno 64)                                                                                   | Eliminata (Settimana 10 - Giorno 64)              | Eliminata (Settimana 10 - Giorno 64) | Eliminata (Settimana 10 - Giorno 64)                                | Eliminata (Settimana 10 - Giorno 64)                                | Eliminata (Settimana 10 - Giorno 64)                                | Eliminata (Settimana 10 - Giorno 64) | Eliminata (Settimana 10 - Giorno 64)          | Eliminata (Settimana 10 - Giorno 64)           | Eliminata (Settimana 10 - Giorno 64)           | Eliminata (Settimana 10 - Giorno 64)           | Eliminata (Settimana 10 - Giorno 64)            | 12                          |
| Emanuela                                          | Emanuela                                          | Non in gara        | Non in gara                                                | Non in gara                        | Non in gara                        | Non in gara                                 | Non in gara                        | Non in gara                        | Non in gara                         | Non in gara                         | Non in gara                                                              | Non in gara                         | Non in gara                         | Roberto                                                             | Awed                                | Salvata                                                                                      | Awed                                                                                         | Roberto                                             | Roberto                                                                 | Roberto                                             | Non salvata                                                                                        | Roberto                             | Eliminata (Settimana 9 - Giorno 61)                                  | Eliminata (Settimana 9 - Giorno 61)                                  | Eliminata (Settimana 9 - Giorno 61)                                  | Eliminata (Settimana 9 - Giorno 61)  | Eliminata (Settimana 9 - Giorno 61)                                                                                    | Eliminata (Settimana 9 - Giorno 61)                                                                                    | Eliminata (Settimana 9 - Giorno 61)               | Eliminata (Settimana 9 - Giorno 61)  | Eliminata (Settimana 9 - Giorno 61)                                 | Eliminata (Settimana 9 - Giorno 61)                                 | Eliminata (Settimana 9 - Giorno 61)                                 | Eliminata (Settimana 9 - Giorno 61)  | Eliminata (Settimana 9 - Giorno 61)           | Eliminata (Settimana 9 - Giorno 61)            | Eliminata (Settimana 9 - Giorno 61)            | Eliminata (Settimana 9 - Giorno 61)            | Eliminata (Settimana 9 - Giorno 61)             | 4                           |
| Ubaldo                                            | Ubaldo                                            | Aspirante naufrago | Aspirante naufrago                                         | Aspirante naufrago                 | Aspirante naufrago                 | Aspirante naufrago                          | Immune                             | Immuni                             | Drusilla                            | Roberto                             | Isolde                                                                   | Roberto                             | Vera                                | Isolde                                                              | Miryea                              | Esonerato                                                                                    | Gilles                                                                                       | Miryea                                              | Ritirato (Settimana 8 - Giorno 53)                                      | Ritirato (Settimana 8 - Giorno 53)                  | Ritirato (Settimana 8 - Giorno 53)                                                                 | Ritirato (Settimana 8 - Giorno 53)  | Ritirato (Settimana 8 - Giorno 53)                                   | Ritirato (Settimana 8 - Giorno 53)                                   | Ritirato (Settimana 8 - Giorno 53)                                   | Ritirato (Settimana 8 - Giorno 53)   | Ritirato (Settimana 8 - Giorno 53)                                                                                     | Ritirato (Settimana 8 - Giorno 53)                                                                                     | Ritirato (Settimana 8 - Giorno 53)                | Ritirato (Settimana 8 - Giorno 53)   | Ritirato (Settimana 8 - Giorno 53)                                  | Ritirato (Settimana 8 - Giorno 53)                                  | Ritirato (Settimana 8 - Giorno 53)                                  | Ritirato (Settimana 8 - Giorno 53)   | Ritirato (Settimana 8 - Giorno 53)            | Ritirato (Settimana 8 - Giorno 53)             | Ritirato (Settimana 8 - Giorno 53)             | Ritirato (Settimana 8 - Giorno 53)             | Ritirato (Settimana 8 - Giorno 53)              | 4                           |
| Gilles                                            | Gilles                                            | Angela             | Angela                                                     | Brando                             | Awed                               | Awed                                        | Daniela                            | Immuni                             | Fariba                              | Fariba                              | Beatrice                                                                 | Andrea                              | Fariba                              | Fariba                                                              | Miryea                              | Esonerato                                                                                    | Miryea                                                                                       | Isolde                                              | Eliminato (Settimana 8 - Giorno 50)                                     | Eliminato (Settimana 8 - Giorno 50)                 | Eliminato (Settimana 8 - Giorno 50)                                                                | Eliminato (Settimana 8 - Giorno 50) | Eliminato (Settimana 8 - Giorno 50)                                  | Eliminato (Settimana 8 - Giorno 50)                                  | Eliminato (Settimana 8 - Giorno 50)                                  | Eliminato (Settimana 8 - Giorno 50)  | Eliminato (Settimana 8 - Giorno 50)                                                                                    | Eliminato (Settimana 8 - Giorno 50)                                                                                    | Eliminato (Settimana 8 - Giorno 50)               | Eliminato (Settimana 8 - Giorno 50)  | Eliminato (Settimana 8 - Giorno 50)                                 | Eliminato (Settimana 8 - Giorno 50)                                 | Eliminato (Settimana 8 - Giorno 50)                                 | Eliminato (Settimana 8 - Giorno 50)  | Eliminato (Settimana 8 - Giorno 50)           | Eliminato (Settimana 8 - Giorno 50)            | Eliminato (Settimana 8 - Giorno 50)            | Eliminato (Settimana 8 - Giorno 50)            | Eliminato (Settimana 8 - Giorno 50)             | 22                          |
| Manuela                                           | Manuela                                           | Non in gara        | Non in gara                                                | Non in gara                        | Non in gara                        | Non in gara                                 | Non in gara                        | Non in gara                        | Non in gara                         | Non in gara                         | Non in gara                                                              | Non in gara                         | Non in gara                         | Gilles                                                              | Roberto                             | Non salvata                                                                                  | Eliminata (Settimana 7 - Giorno 46)                                                          | Eliminata (Settimana 7 - Giorno 46)                 | Eliminata (Settimana 7 - Giorno 46)                                     | Eliminata (Settimana 7 - Giorno 46)                 | Eliminata (Settimana 7 - Giorno 46)                                                                | Eliminata (Settimana 7 - Giorno 46) | Eliminata (Settimana 7 - Giorno 46)                                  | Eliminata (Settimana 7 - Giorno 46)                                  | Eliminata (Settimana 7 - Giorno 46)                                  | Eliminata (Settimana 7 - Giorno 46)  | Eliminata (Settimana 7 - Giorno 46)                                                                                    | Eliminata (Settimana 7 - Giorno 46)                                                                                    | Eliminata (Settimana 7 - Giorno 46)               | Eliminata (Settimana 7 - Giorno 46)  | Eliminata (Settimana 7 - Giorno 46)                                 | Eliminata (Settimana 7 - Giorno 46)                                 | Eliminata (Settimana 7 - Giorno 46)                                 | Eliminata (Settimana 7 - Giorno 46)  | Eliminata (Settimana 7 - Giorno 46)           | Eliminata (Settimana 7 - Giorno 46)            | Eliminata (Settimana 7 - Giorno 46)            | Eliminata (Settimana 7 - Giorno 46)            | Eliminata (Settimana 7 - Giorno 46)             | 2                           |
| Vera                                              | Vera                                              | Angela             | Angela                                                     | Francesca                          | Gilles                             | : Francesca                                 | Non votante                        | Non votante                        | Non votante                         | Non votante                         | Immune                                                                   | Valentina                           | Andrea                              | Valentina                                                           | Awed                                | Eliminata (Settimana 7 - Giorno 43)                                                          | Eliminata (Settimana 7 - Giorno 43)                                                          | Eliminata (Settimana 7 - Giorno 43)                 | Eliminata (Settimana 7 - Giorno 43)                                     | Eliminata (Settimana 7 - Giorno 43)                 | Eliminata (Settimana 7 - Giorno 43)                                                                | Eliminata (Settimana 7 - Giorno 43) | Eliminata (Settimana 7 - Giorno 43)                                  | Eliminata (Settimana 7 - Giorno 43)                                  | Eliminata (Settimana 7 - Giorno 43)                                  | Eliminata (Settimana 7 - Giorno 43)  | Eliminata (Settimana 7 - Giorno 43)                                                                                    | Eliminata (Settimana 7 - Giorno 43)                                                                                    | Eliminata (Settimana 7 - Giorno 43)               | Eliminata (Settimana 7 - Giorno 43)  | Eliminata (Settimana 7 - Giorno 43)                                 | Eliminata (Settimana 7 - Giorno 43)                                 | Eliminata (Settimana 7 - Giorno 43)                                 | Eliminata (Settimana 7 - Giorno 43)  | Eliminata (Settimana 7 - Giorno 43)           | Eliminata (Settimana 7 - Giorno 43)            | Eliminata (Settimana 7 - Giorno 43)            | Eliminata (Settimana 7 - Giorno 43)            | Eliminata (Settimana 7 - Giorno 43)             | 4                           |
| Paul                                              | Paul                                              | Ferdinando         | Angela                                                     | Vera                               | Sospeso                            | Sospeso                                     | Immune                             | Immune                             | Drusilla                            | Roberto                             | Gilles                                                                   | Awed                                | Fariba                              | Ritirato (Settimana 6 - Giorno 39)                                  | Ritirato (Settimana 6 - Giorno 39)  | Ritirato (Settimana 6 - Giorno 39)                                                           | Ritirato (Settimana 6 - Giorno 39)                                                           | Ritirato (Settimana 6 - Giorno 39)                  | Ritirato (Settimana 6 - Giorno 39)                                      | Ritirato (Settimana 6 - Giorno 39)                  | Ritirato (Settimana 6 - Giorno 39)                                                                 | Ritirato (Settimana 6 - Giorno 39)  | Ritirato (Settimana 6 - Giorno 39)                                   | Ritirato (Settimana 6 - Giorno 39)                                   | Ritirato (Settimana 6 - Giorno 39)                                   | Ritirato (Settimana 6 - Giorno 39)   | Ritirato (Settimana 6 - Giorno 39)                                                                                     | Ritirato (Settimana 6 - Giorno 39)                                                                                     | Ritirato (Settimana 6 - Giorno 39)                | Ritirato (Settimana 6 - Giorno 39)   | Ritirato (Settimana 6 - Giorno 39)                                  | Ritirato (Settimana 6 - Giorno 39)                                  | Ritirato (Settimana 6 - Giorno 39)                                  | Ritirato (Settimana 6 - Giorno 39)   | Ritirato (Settimana 6 - Giorno 39)            | Ritirato (Settimana 6 - Giorno 39)             | Ritirato (Settimana 6 - Giorno 39)             | Ritirato (Settimana 6 - Giorno 39)             | Ritirato (Settimana 6 - Giorno 39)              | 4                           |
| Elisa                                             | Elisa                                             | Ferdinando         | Akash                                                      | Brando                             | Gilles                             | Miryea                                      | Gilles                             | Nominata                           | : Drusilla                          | Non votante                         | Ritirati (Settimana 5 - Giorno 32)                                       | Ritirati (Settimana 5 - Giorno 32)  | Ritirati (Settimana 5 - Giorno 32)  | Ritirati (Settimana 5 - Giorno 32)                                  | Ritirati (Settimana 5 - Giorno 32)  | Ritirati (Settimana 5 - Giorno 32)                                                           | Ritirati (Settimana 5 - Giorno 32)                                                           | Ritirati (Settimana 5 - Giorno 32)                  | Ritirati (Settimana 5 - Giorno 32)                                      | Ritirati (Settimana 5 - Giorno 32)                  | Ritirati (Settimana 5 - Giorno 32)                                                                 | Ritirati (Settimana 5 - Giorno 32)  | Ritirati (Settimana 5 - Giorno 32)                                   | Ritirati (Settimana 5 - Giorno 32)                                   | Ritirati (Settimana 5 - Giorno 32)                                   | Ritirati (Settimana 5 - Giorno 32)   | Ritirati (Settimana 5 - Giorno 32)                                                                                     | Ritirati (Settimana 5 - Giorno 32)                                                                                     | Ritirati (Settimana 5 - Giorno 32)                | Ritirati (Settimana 5 - Giorno 32)   | Ritirati (Settimana 5 - Giorno 32)                                  | Ritirati (Settimana 5 - Giorno 32)                                  | Ritirati (Settimana 5 - Giorno 32)                                  | Ritirati (Settimana 5 - Giorno 32)   | Ritirati (Settimana 5 - Giorno 32)            | Ritirati (Settimana 5 - Giorno 32)             | Ritirati (Settimana 5 - Giorno 32)             | Ritirati (Settimana 5 - Giorno 32)             | Ritirati (Settimana 5 - Giorno 32)              | 2                           |
| Brando                                            | Brando                                            | Non in gara        | Drusilla                                                   | Francesca                          | Non votante                        | Non votante                                 | Immune                             | Immune                             | Angela                              | Valentina                           | Ritirati (Settimana 5 - Giorno 32)                                       | Ritirati (Settimana 5 - Giorno 32)  | Ritirati (Settimana 5 - Giorno 32)  | Ritirati (Settimana 5 - Giorno 32)                                  | Ritirati (Settimana 5 - Giorno 32)  | Ritirati (Settimana 5 - Giorno 32)                                                           | Ritirati (Settimana 5 - Giorno 32)                                                           | Ritirati (Settimana 5 - Giorno 32)                  | Ritirati (Settimana 5 - Giorno 32)                                      | Ritirati (Settimana 5 - Giorno 32)                  | Ritirati (Settimana 5 - Giorno 32)                                                                 | Ritirati (Settimana 5 - Giorno 32)  | Ritirati (Settimana 5 - Giorno 32)                                   | Ritirati (Settimana 5 - Giorno 32)                                   | Ritirati (Settimana 5 - Giorno 32)                                   | Ritirati (Settimana 5 - Giorno 32)   | Ritirati (Settimana 5 - Giorno 32)                                                                                     | Ritirati (Settimana 5 - Giorno 32)                                                                                     | Ritirati (Settimana 5 - Giorno 32)                | Ritirati (Settimana 5 - Giorno 32)   | Ritirati (Settimana 5 - Giorno 32)                                  | Ritirati (Settimana 5 - Giorno 32)                                  | Ritirati (Settimana 5 - Giorno 32)                                  | Ritirati (Settimana 5 - Giorno 32)   | Ritirati (Settimana 5 - Giorno 32)            | Ritirati (Settimana 5 - Giorno 32)             | Ritirati (Settimana 5 - Giorno 32)             | Ritirati (Settimana 5 - Giorno 32)             | Ritirati (Settimana 5 - Giorno 32)              | 10                          |
| Drusilla                                          | Drusilla                                          | Ferdinando         | Akash                                                      | Vera                               | Francesca                          | Miryea                                      | Roberto                            | Immune                             | Brando                              | Brando                              | Eliminata (Settimana 5 - Giorno 29)                                      | Eliminata (Settimana 5 - Giorno 29) | Eliminata (Settimana 5 - Giorno 29) | Eliminata (Settimana 5 - Giorno 29)                                 | Eliminata (Settimana 5 - Giorno 29) | Eliminata (Settimana 5 - Giorno 29)                                                          | Eliminata (Settimana 5 - Giorno 29)                                                          | Eliminata (Settimana 5 - Giorno 29)                 | Eliminata (Settimana 5 - Giorno 29)                                     | Eliminata (Settimana 5 - Giorno 29)                 | Eliminata (Settimana 5 - Giorno 29)                                                                | Eliminata (Settimana 5 - Giorno 29) | Eliminata (Settimana 5 - Giorno 29)                                  | Eliminata (Settimana 5 - Giorno 29)                                  | Eliminata (Settimana 5 - Giorno 29)                                  | Eliminata (Settimana 5 - Giorno 29)  | Eliminata (Settimana 5 - Giorno 29)                                                                                    | Eliminata (Settimana 5 - Giorno 29)                                                                                    | Eliminata (Settimana 5 - Giorno 29)               | Eliminata (Settimana 5 - Giorno 29)  | Eliminata (Settimana 5 - Giorno 29)                                 | Eliminata (Settimana 5 - Giorno 29)                                 | Eliminata (Settimana 5 - Giorno 29)                                 | Eliminata (Settimana 5 - Giorno 29)  | Eliminata (Settimana 5 - Giorno 29)           | Eliminata (Settimana 5 - Giorno 29)            | Eliminata (Settimana 5 - Giorno 29)            | Eliminata (Settimana 5 - Giorno 29)            | Eliminata (Settimana 5 - Giorno 29)             | 15                          |
| Beppe                                             | Beppe                                             | Non in gara        | : Angela                                                   | Brando                             | Gilles                             | Awed                                        | Drusilla                           | Valentina                          | Fariba                              | Ritirato (Settimana 4 - Giorno 25)  | Ritirato (Settimana 4 - Giorno 25)                                       | Ritirato (Settimana 4 - Giorno 25)  | Ritirato (Settimana 4 - Giorno 25)  | Ritirato (Settimana 4 - Giorno 25)                                  | Ritirato (Settimana 4 - Giorno 25)  | Ritirato (Settimana 4 - Giorno 25)                                                           | Ritirato (Settimana 4 - Giorno 25)                                                           | Ritirato (Settimana 4 - Giorno 25)                  | Ritirato (Settimana 4 - Giorno 25)                                      | Ritirato (Settimana 4 - Giorno 25)                  | Ritirato (Settimana 4 - Giorno 25)                                                                 | Ritirato (Settimana 4 - Giorno 25)  | Ritirato (Settimana 4 - Giorno 25)                                   | Ritirato (Settimana 4 - Giorno 25)                                   | Ritirato (Settimana 4 - Giorno 25)                                   | Ritirato (Settimana 4 - Giorno 25)   | Ritirato (Settimana 4 - Giorno 25)                                                                                     | Ritirato (Settimana 4 - Giorno 25)                                                                                     | Ritirato (Settimana 4 - Giorno 25)                | Ritirato (Settimana 4 - Giorno 25)   | Ritirato (Settimana 4 - Giorno 25)                                  | Ritirato (Settimana 4 - Giorno 25)                                  | Ritirato (Settimana 4 - Giorno 25)                                  | Ritirato (Settimana 4 - Giorno 25)   | Ritirato (Settimana 4 - Giorno 25)            | Ritirato (Settimana 4 - Giorno 25)             | Ritirato (Settimana 4 - Giorno 25)             | Ritirato (Settimana 4 - Giorno 25)             | Ritirato (Settimana 4 - Giorno 25)              | 2                           |
| Daniela                                           | Daniela                                           | Ferdinando         | Elisa                                                      | Francesca                          | Gilles                             | Awed                                        | Gilles                             | Francesca                          | Eliminata (Settimana 4 - Giorno 22) | Eliminata (Settimana 4 - Giorno 22) | Eliminata (Settimana 4 - Giorno 22)                                      | Eliminata (Settimana 4 - Giorno 22) | Eliminata (Settimana 4 - Giorno 22) | Eliminata (Settimana 4 - Giorno 22)                                 | Eliminata (Settimana 4 - Giorno 22) | Eliminata (Settimana 4 - Giorno 22)                                                          | Eliminata (Settimana 4 - Giorno 22)                                                          | Eliminata (Settimana 4 - Giorno 22)                 | Eliminata (Settimana 4 - Giorno 22)                                     | Eliminata (Settimana 4 - Giorno 22)                 | Eliminata (Settimana 4 - Giorno 22)                                                                | Eliminata (Settimana 4 - Giorno 22) | Eliminata (Settimana 4 - Giorno 22)                                  | Eliminata (Settimana 4 - Giorno 22)                                  | Eliminata (Settimana 4 - Giorno 22)                                  | Eliminata (Settimana 4 - Giorno 22)  | Eliminata (Settimana 4 - Giorno 22)                                                                                    | Eliminata (Settimana 4 - Giorno 22)                                                                                    | Eliminata (Settimana 4 - Giorno 22)               | Eliminata (Settimana 4 - Giorno 22)  | Eliminata (Settimana 4 - Giorno 22)                                 | Eliminata (Settimana 4 - Giorno 22)                                 | Eliminata (Settimana 4 - Giorno 22)                                 | Eliminata (Settimana 4 - Giorno 22)  | Eliminata (Settimana 4 - Giorno 22)           | Eliminata (Settimana 4 - Giorno 22)            | Eliminata (Settimana 4 - Giorno 22)            | Eliminata (Settimana 4 - Giorno 22)            | Eliminata (Settimana 4 - Giorno 22)             | 4                           |
| Akash                                             | Akash                                             | Drusilla           | Drusilla                                                   | Eliminato (Settimana 2 - Giorno 8) | Eliminato (Settimana 2 - Giorno 8) | Eliminato (Settimana 2 - Giorno 8)          | Eliminato (Settimana 2 - Giorno 8) | Eliminato (Settimana 2 - Giorno 8) | Eliminato (Settimana 2 - Giorno 8)  | Eliminato (Settimana 2 - Giorno 8)  | Eliminato (Settimana 2 - Giorno 8)                                       | Eliminato (Settimana 2 - Giorno 8)  | Eliminato (Settimana 2 - Giorno 8)  | Eliminato (Settimana 2 - Giorno 8)                                  | Eliminato (Settimana 2 - Giorno 8)  | Eliminato (Settimana 2 - Giorno 8)                                                           | Eliminato (Settimana 2 - Giorno 8)                                                           | Eliminato (Settimana 2 - Giorno 8)                  | Eliminato (Settimana 2 - Giorno 8)                                      | Eliminato (Settimana 2 - Giorno 8)                  | Eliminato (Settimana 2 - Giorno 8)                                                                 | Eliminato (Settimana 2 - Giorno 8)  | Eliminato (Settimana 2 - Giorno 8)                                   | Eliminato (Settimana 2 - Giorno 8)                                   | Eliminato (Settimana 2 - Giorno 8)                                   | Eliminato (Settimana 2 - Giorno 8)   | Eliminato (Settimana 2 - Giorno 8)                                                                                     | Eliminato (Settimana 2 - Giorno 8)                                                                                     | Eliminato (Settimana 2 - Giorno 8)                | Eliminato (Settimana 2 - Giorno 8)   | Eliminato (Settimana 2 - Giorno 8)                                  | Eliminato (Settimana 2 - Giorno 8)                                  | Eliminato (Settimana 2 - Giorno 8)                                  | Eliminato (Settimana 2 - Giorno 8)   | Eliminato (Settimana 2 - Giorno 8)            | Eliminato (Settimana 2 - Giorno 8)             | Eliminato (Settimana 2 - Giorno 8)             | Eliminato (Settimana 2 - Giorno 8)             | Eliminato (Settimana 2 - Giorno 8)              | 4                           |
| Ferdinando                                        | Ferdinando                                        | Drusilla           | Non votante                                                | Ritirato (Settimana 1 - Giorno 4)  | Ritirato (Settimana 1 - Giorno 4)  | Ritirato (Settimana 1 - Giorno 4)           | Ritirato (Settimana 1 - Giorno 4)  | Ritirato (Settimana 1 - Giorno 4)  | Ritirato (Settimana 1 - Giorno 4)   | Ritirato (Settimana 1 - Giorno 4)   | Ritirato (Settimana 1 - Giorno 4)                                        | Ritirato (Settimana 1 - Giorno 4)   | Ritirato (Settimana 1 - Giorno 4)   | Ritirato (Settimana 1 - Giorno 4)                                   | Ritirato (Settimana 1 - Giorno 4)   | Ritirato (Settimana 1 - Giorno 4)                                                            | Ritirato (Settimana 1 - Giorno 4)                                                            | Ritirato (Settimana 1 - Giorno 4)                   | Ritirato (Settimana 1 - Giorno 4)                                       | Ritirato (Settimana 1 - Giorno 4)                   | Ritirato (Settimana 1 - Giorno 4)                                                                  | Ritirato (Settimana 1 - Giorno 4)   | Ritirato (Settimana 1 - Giorno 4)                                    | Ritirato (Settimana 1 - Giorno 4)                                    | Ritirato (Settimana 1 - Giorno 4)                                    | Ritirato (Settimana 1 - Giorno 4)    | Ritirato (Settimana 1 - Giorno 4)                                                                                      | Ritirato (Settimana 1 - Giorno 4)                                                                                      | Ritirato (Settimana 1 - Giorno 4)                 | Ritirato (Settimana 1 - Giorno 4)    | Ritirato (Settimana 1 - Giorno 4)                                   | Ritirato (Settimana 1 - Giorno 4)                                   | Ritirato (Settimana 1 - Giorno 4)                                   | Ritirato (Settimana 1 - Giorno 4)    | Ritirato (Settimana 1 - Giorno 4)             | Ritirato (Settimana 1 - Giorno 4)              | Ritirato (Settimana 1 - Giorno 4)              | Ritirato (Settimana 1 - Giorno 4)              | Ritirato (Settimana 1 - Giorno 4)               | 6                           |
|                                                   |                                                   |                    |                                                            |                                    |                                    |                                             |                                    |                                    |                                     |                                     |                                                                          |                                     |                                     |                                                                     |                                     |                                                                                              |                                                                                              |                                                     |                                                                         |                                                     | |                                     |                                                                      |                                                                      |                                                                      |                                      | | |                                                   |                                      |                                                                     |                                                                     |                                                                     |                                      |                                               |                                                |                                                |                                                |                                                 |                             |
| Nominato dal/dai leader                           | Nominato dal/dai leader                           | Ferdinando         | Angela                                                     | Francesca                          | Gilles                             | Miryea                                      | Daniela                            | Nessuno                            | Andrea                              | Valentina                           | Nessuno                                                                  | Miryea                              | Miryea                              | Nessuno                                                             | Ubaldo                              | Nessuno                                                                                      | Nessuno                                                                                      | Ubaldo                                              | Nessuno                                                                 | Valentina                                           | Andrea                                                                                             | Andrea                              | Isolde                                                               | Nessuno                                                              | Nessuno                                                              | Matteo                               | Matteo | Matteo | Matteo                                            | Miryea                               | Miryea                                                              | Miryea                                                              | Miryea                                                              | Awed                                 | Beatrice                                      | Valentina                                      | Nessuno                                        | Nessuno                                        | Nessuno                                         |                             |
| Nominato dal/dai leader                           | Nominato dal/dai leader                           | Ferdinando         | Angela                                                     | Francesca                          | Gilles                             | Miryea                                      | Daniela                            | Nessuno                            | Andrea                              | Valentina                           | Nessuno                                                                  | Miryea                              | Miryea                              | Nessuno                                                             | Manuela                             | Nessuno                                                                                      | Nessuno                                                                                      | Emanuela                                            | Nessuno                                                                 | Valentina                                           | Andrea                                                                                             | Andrea                              | Isolde                                                               | Nessuno                                                              | Nessuno                                                              | Matteo                               | Matteo | Matteo | Matteo                                            | Miryea                               | Miryea                                                              | Miryea                                                              | Miryea                                                              | Awed                                 | Beatrice                                      | Valentina                                      | Nessuno                                        | Nessuno                                        | Nessuno                                         |                             |
| Nominati dal gruppo                               | Nominati dal gruppo                               | Drusilla           | Akash                                                      | Brando                             | Awed                               | Awed                                        | Drusilla                           | Nessuno                            | Drusilla                            | Fariba Roberto                      | Beatrice                                                                 | Andrea Fariba Gilles Vera           | Andrea Fariba Gilles Vera           | Fariba                                                              | Miryea                              | Gilles                                                                                       | Gilles                                                                                       | Francesca Miryea Ubaldo                             | Francesca                                                               | Roberto                                             | Roberto                                                                                            | Roberto                             | Rosaria                                                              | Fariba Miryea                                                        | Fariba Miryea                                                        | Isolde Matteo                        | Isolde Matteo | Isolde | Isolde                                            | Nessuno                              | Nessuno                                                             | Nessuno                                                             | Nessuno                                                             | Matteo                               | Nessuno                                       | Nessuno                                        | Nessuno                                        | Nessuno                                        | Nessuno                                         |                             |
| Nominati dal gruppo                               | Nominati dal gruppo                               | Drusilla           | Akash                                                      | Brando                             | Awed                               | Awed                                        | Drusilla                           | Nessuno                            | Drusilla                            | Fariba Roberto                      | Beatrice                                                                 | Andrea Fariba Gilles Vera           | Andrea Fariba Gilles Vera           | Fariba                                                              | Awed Roberto                        | Roberto                                                                                      | Roberto                                                                                      | Roberto                                             | Fariba                                                                  | Roberto                                             | Roberto                                                                                            | Roberto                             | Rosaria                                                              | Fariba Miryea                                                        | Fariba Miryea                                                        | Isolde Matteo                        | Isolde Matteo | Isolde | Isolde                                            | Nessuno                              | Nessuno                                                             | Nessuno                                                             | Nessuno                                                             | Matteo                               | Nessuno                                       | Nessuno                                        | Nessuno                                        | Nessuno                                        | Nessuno                                         |                             |
| Nominati dopo una prova                           | Nominati dopo una prova                           | Nessuno            | Nessuno                                                    | Nessuno                            | Vera                               | Nessuno                                     | Nessuno                            | Andrea Elisa                       | Nessuno                             | Nessuno                             | Nessuno                                                                  | Nessuno                             | Nessuno                             | Nessuno                                                             | Nessuno                             | Rosaria                                                                                      | Rosaria                                                                                      | Nessuno                                             | Nessuno                                                                 | Emanuela Rosaria                                    | Ignazio                                                                                            | Ignazio                             | Nessuno                                                              | Andrea Angela Isolde                                                 | Nessuno                                                              | Angela Ignazio Miryea Valentina      | Ignazio Isolde Matteo                                                                                                  | Nessuno | Nessuno                                           | Valentina                            | Valentina                                                           | Valentina                                                           | Valentina                                                           | Nessuno                              | Ignazio                                       | Ignazio                                        | Andrea Awed                                    | Nessuno                                        | Nessuno                                         |                             |
| Nominati dopo un televoto/ Non salvato dal leader | Nominati dopo un televoto/ Non salvato dal leader | Nessuno            | Nessuno                                                    | Nessuno                            | Nessuno                            | Nessuno                                     | Nessuno                            | Nessuno                            | Nessuno                             | Nessuno                             | Fariba                                                                   | Nessuno                             | Nessuno                             | Vera                                                                | Nessuno                             | Manuela                                                                                      | Manuela                                                                                      | Nessuno                                             | Emanuela                                                                | Nessuno                                             | Emanuela Roberto                                                                                   | Emanuela Roberto                    | Nessuno                                                              | Nessuno                                                              | Nessuno                                                              | Nessuno                              | Nessuno | Nessuno | Nessuno                                           | Nessuno                              | Nessuno                                                             | Nessuno                                                             | Nessuno                                                             | Nessuno                              | Nessuno                                       | Nessuno                                        | Nessuno                                        | Nessuno                                        | Nessuno                                         |                             |
| Nominati d'ufficio                                | Nominati d'ufficio                                | Nessuno            | Nessuno                                                    | Nessuno                            | Nessuno                            | Nessuno                                     | Nessuno                            | Nessuno                            | Nessuno                             | Nessuno                             | Nessuno                                                                  | Nessuno                             | Nessuno                             | Nessuno                                                             | Nessuno                             | Nessuno                                                                                      | Nessuno                                                                                      | Nessuno                                             | Nessuno                                                                 | Nessuno                                             | Nessuno                                                                                            | Nessuno                             | Fariba                                                               | Nessuno                                                              | Nessuno                                                              | Nessuno                              | Nessuno | Nessuno | Nessuno                                           | Nessuno                              | Nessuno                                                             | Nessuno                                                             | Nessuno                                                             | Nessuno                              | Nessuno                                       | Nessuno                                        | Nessuno                                        | Nessuno                                        | Nessuno                                         |                             |
| Salvato dal televoto                              | Salvato dal televoto                              | Nessuno            | Drusilla 38% per eliminare                                 | Angela 24% per eliminare           | Francesca 34% per eliminare        | Awed 51% per salvare Gilles 34% per salvare | Awed 35% per eliminare             | Drusilla 26% per eliminare         | Andrea 53% per salvare              | Andrea 42% per eliminare            | Valentina 46% per salvare Fariba 42% per salvare Roberto 12% per salvare | Fariba 39% per eliminare            | Fariba 39% per eliminare            | Fariba 42% per salvare Miryea 41% per salvare Vera 17% per salvare  | Fariba 43% per eliminare            | Miryea 51% per salvare Ubaldo 28% per salvare Roberto 13% per salvare Manuela 8% per salvare | Miryea 51% per salvare Ubaldo 28% per salvare Roberto 13% per salvare Manuela 8% per salvare | Rosaria 22% per eliminare Roberto 17% per eliminare | Miryea 60% per salvare Roberto 24% per salvare Emanuela 16% per salvare | Fariba 26% per eliminare Emanuela 25% per eliminare | Valentina 44% per salvare Roberto 21% per salvare Emanuela 20% per salvare Rosaria 15% per salvare | Roberto 57% per salvare             | Andrea 31% per eliminare Ignazio 13% per eliminare                   | Fariba 47% per salvare Isolde 28% per salvare                        | Andrea 49% per la finale                                             | Miryea 46% per eliminare             | Valentina 22% per salvare Isolde 21% per salvare Miryea 20% per salvare Matteo 18% per salvare Ignazio 16% per salvare | Valentina 22% per salvare Isolde 21% per salvare Miryea 20% per salvare Matteo 18% per salvare Ignazio 16% per salvare | Ignazio 66% per la finale                         | Matteo 44% per eliminare             | Valentina 53% per la finale                                         | Valentina 53% per la finale                                         | Valentina 53% per la finale                                         | Beatrice 62% per la finale           | Awed 27% per eliminare                        | Ignazio 46% per eliminare                      | Valentina 48% per eliminare                    | Awed 33% per eliminare                         | Awed 61% per vincere                            |                             |
| Eliminato dal televoto                            | Eliminato dal televoto                            | Nessuno            | Ferdinando 62% per eliminare                               | Akash 76% per eliminare            | Brando 66% per eliminare           | Vera 15% per salvare                        | Miryea 65% per eliminare           | Daniela 74% per eliminare          | Elisa 47% per salvare               | Drusilla 58% per eliminare          | Nessuno                                                                  | Beatrice 61% per eliminare          | Beatrice 61% per eliminare          | Nessuno                                                             | Vera 57% per eliminare              | Nessuno                                                                                      | Nessuno                                                                                      | Gilles 61% per eliminare                            | Nessuno                                                                 | Francesca 49% per eliminare                         | Nessuno                                                                                            | Emanuela 43% per salvare            | Roberto 56% per eliminare                                            | Rosaria 25% per salvare                                              | Isolde 42% per la finale Angela 9% per la finale                     | Fariba 54% per eliminare             | Angela 3% per salvare                                                                                                  | Angela 3% per salvare                                                                                                  | Isolde 23% per la finale Matteo 11% per la finale | Isolde 56% per eliminare             | Miryea 47% per la finale                                            | Miryea 47% per la finale                                            | Miryea 47% per la finale                                            | Isolde 38% per la finale             | Matteo 73% per eliminare                      | Beatrice 54% per eliminare                     | Ignazio 52% per eliminare                      | Andrea 67% per eliminare                       | Valentina 39% per vincere                       |                             |
| Vittime del bacio di Giuda                        | Vittime del bacio di Giuda                        | Nessuno            | Nessuno                                                    | Nessuno                            | Nessuno                            | Francesca                                   | Drusilla                           | Francesca                          | Drusilla                            | Brando                              | Nessuno                                                                  | Awed                                | Awed                                | Nessuno                                                             | Awed                                | Nessuno                                                                                      | Nessuno                                                                                      | Isolde                                              | Nessuno                                                                 | Andrea                                              | Nessuno                                                                                            | Roberto                             | Angela                                                               | Miryea                                                               | Miryea                                                               | Miryea                               | Miryea | Valentina | Valentina                                         | Awed                                 | Awed                                                                | Awed                                                                | Matteo                                                              | Matteo                               | Nessuno                                       | Nessuno                                        | Nessuno                                        | Nessuno                                        | Nessuno                                         |                             |
| Spareggio per rimanere in gioco                   | Parasite Island                                   | Nessuno            | Nessuno                                                    | Nessuno                            | Nessuno                            | Nessuno                                     | Brando 56% per rientrare in gioco  | Nessuno                            | Nessuno                             | Nessuno                             | Nessuno                                                                  | Nessuno                             | Nessuno                             | Nessuno                                                             | Nessuno                             | Nessuno                                                                                      | Nessuno                                                                                      | Nessuno                                             | Nessuno                                                                 | Nessuno                                             | Nessuno                                                                                            | Nessuno                             | Nessuno                                                              | Nessuno                                                              | Nessuno                                                              | Nessuno                              | Nessuno | Nessuno | Nessuno                                           | Nessuno                              | Nessuno                                                             | Nessuno                                                             | Nessuno                                                             | Nessuno                              | Nessuno                                       | Nessuno                                        | Nessuno                                        | Nessuno                                        | Nessuno                                         |                             |
| Spareggio per rimanere in gioco                   | Parasite Island                                   | Nessuno            | Nessuno                                                    | Nessuno                            | Nessuno                            | Nessuno                                     | Vera 44% per rientrare in gioco    | Nessuno                            | Nessuno                             | Nessuno                             | Nessuno                                                                  | Nessuno                             | Nessuno                             | Nessuno                                                             | Nessuno                             | Nessuno                                                                                      | Nessuno                                                                                      | Nessuno                                             | Nessuno                                                                 | Nessuno                                             | Nessuno                                                                                            | Nessuno                             | Nessuno                                                              | Nessuno                                                              | Nessuno                                                              | Nessuno                              | Nessuno | Nessuno | Nessuno                                           | Nessuno                              | Nessuno                                                             | Nessuno                                                             | Nessuno                                                             | Nessuno                              | Nessuno                                       | Nessuno                                        | Nessuno                                        | Nessuno                                        | Nessuno                                         |                             |
| Spareggio per rimanere in gioco                   | Playa Imboscadissima                              | Nessuno            | Nessuno                                                    | Nessuno                            | Nessuno                            | Nessuno                                     | Nessuno                            | Nessuno                            | Nessuno                             | Nessuno                             | Nessuno                                                                  | Nessuno                             | Nessuno                             | Nessuno                                                             | Nessuno                             | Nessuno                                                                                      | Nessuno                                                                                      | Nessuno                                             | Nessuno                                                                 | Nessuno                                             | Nessuno                                                                                            | Nessuno                             | Roberto 41% per rimanere in gioco Beatrice 36% per rimanere in gioco | Roberto 44% per rimanere in gioco Beatrice 36% per rimanere in gioco | Roberto 44% per rimanere in gioco Beatrice 36% per rimanere in gioco | Nessuno                              | Nessuno | Nessuno | Nessuno                                           | Nessuno                              | Nessuno                                                             | Nessuno                                                             | Nessuno                                                             | Nessuno                              | Nessuno                                       | Nessuno                                        | Nessuno                                        | Nessuno                                        | Nessuno                                         |                             |
| Spareggio per rimanere in gioco                   | Playa Imboscadissima                              | Nessuno            | Nessuno                                                    | Nessuno                            | Nessuno                            | Nessuno                                     | Nessuno                            | Nessuno                            | Nessuno                             | Nessuno                             | Nessuno                                                                  | Nessuno                             | Nessuno                             | Nessuno                                                             | Nessuno                             | Nessuno                                                                                      | Nessuno                                                                                      | Nessuno                                             | Nessuno                                                                 | Nessuno                                             | Nessuno                                                                                            | Nessuno                             | Francesca 23% per rimanere in gioco                                  | Rosaria 20% per rimanere in gioco                                    | Rosaria 20% per rimanere in gioco                                    | Nessuno                              | Nessuno | Nessuno | Nessuno                                           | Nessuno                              | Nessuno                                                             | Nessuno                                                             | Nessuno                                                             | Nessuno                              | Nessuno                                       | Nessuno                                        | Nessuno                                        | Nessuno                                        | Nessuno                                         |                             |
| Spareggio per rimanere in gioco                   | Cayo Paloma                                       | Nessuno            | Nessuno                                                    | Nessuno                            | Nessuno                            | Nessuno                                     | Nessuno                            | Nessuno                            | Nessuno                             | Nessuno                             | Nessuno                                                                  | Nessuno                             | Nessuno                             | Nessuno                                                             | Nessuno                             | Nessuno                                                                                      | Nessuno                                                                                      | Nessuno                                             | Nessuno                                                                 | Nessuno                                             | Nessuno                                                                                            | Nessuno                             | Nessuno                                                              | Nessuno                                                              | Nessuno                                                              | Nessuno                              | Nessuno | Nessuno | Nessuno                                           | Nessuno                              | Isolde 46% per rimanere in gioco Beatrice 36% per rimanere in gioco | Isolde 46% per rimanere in gioco Beatrice 36% per rimanere in gioco | Isolde 46% per rimanere in gioco Beatrice 36% per rimanere in gioco | Nessuno                              | Nessuno                                       | Nessuno                                        | Nessuno                                        | Nessuno                                        | Nessuno                                         |                             |
| Spareggio per rimanere in gioco                   | Cayo Paloma                                       | Nessuno            | Nessuno                                                    | Nessuno                            | Nessuno                            | Nessuno                                     | Nessuno                            | Nessuno                            | Nessuno                             | Nessuno                             | Nessuno                                                                  | Nessuno                             | Nessuno                             | Nessuno                                                             | Nessuno                             | Nessuno                                                                                      | Nessuno                                                                                      | Nessuno                                             | Nessuno                                                                 | Nessuno                                             | Nessuno                                                                                            | Nessuno                             | Nessuno                                                              | Nessuno                                                              | Nessuno                                                              | Nessuno                              | Nessuno | Nessuno | Nessuno                                           | Nessuno                              | Roberto 18% per rimanere in gioco                                   |                                                                     |                                                                     | Nessuno                              | Nessuno                                       | Nessuno                                        | Nessuno                                        | Nessuno                                        | Nessuno                                         |                             |
| Concorrenti su isole alternative                  | Parasite Island                                   | Fariba Ubaldo      | Fariba Ubaldo                                              | Fariba Ubaldo                      | Fariba Ubaldo                      | Fariba Ubaldo                               | Nessuno                            | Nessuno                            | Nessuno                             | Nessuno                             | Nessuno                                                                  | Nessuno                             | Nessuno                             | Nessuno                                                             | Nessuno                             | Nessuno                                                                                      | Nessuno                                                                                      | Nessuno                                             | Nessuno                                                                 | Nessuno                                             | Nessuno                                                                                            | Nessuno                             | Nessuno                                                              | Nessuno                                                              | Nessuno                                                              | Nessuno                              | Nessuno | Nessuno | Nessuno                                           | Nessuno                              | Nessuno                                                             | Nessuno                                                             | Nessuno                                                             | Nessuno                              | Nessuno                                       | Nessuno                                        | Nessuno                                        | Nessuno                                        | Nessuno                                         |                             |
| Concorrenti su isole alternative                  | Parasite Island                                   | Nessuno            | Ferdinando                                                 | Nessuno                            | Brando                             | Brando Vera                                 | Nessuno                            | Nessuno                            | Nessuno                             | Nessuno                             | Nessuno                                                                  | Nessuno                             | Nessuno                             | Nessuno                                                             | Nessuno                             | Nessuno                                                                                      | Nessuno                                                                                      | Nessuno                                             | Nessuno                                                                 | Nessuno                                             | Nessuno                                                                                            | Nessuno                             | Nessuno                                                              | Nessuno                                                              | Nessuno                                                              | Nessuno                              | Nessuno | Nessuno | Nessuno                                           | Nessuno                              | Nessuno                                                             | Nessuno                                                             | Nessuno                                                             | Nessuno                              | Nessuno                                       | Nessuno                                        | Nessuno                                        | Nessuno                                        | Nessuno                                         |                             |
| Concorrenti su isole alternative                  | Playa Esperanza                                   | Nessuno            | Nessuno                                                    | Nessuno                            | Nessuno                            | Nessuno                                     | Miryea Vera                        | Elisa Miryea Vera                  | Elisa Miryea Vera                   | Elisa Miryea Vera                   | Elisa Miryea Vera                                                        | Nessuno                             | Nessuno                             | Nessuno                                                             | Nessuno                             | Nessuno                                                                                      | Nessuno                                                                                      | Nessuno                                             | Nessuno                                                                 | Nessuno                                             | Nessuno                                                                                            | Nessuno                             | Nessuno                                                              | Nessuno                                                              | Nessuno                                                              | Nessuno                              | Nessuno | Nessuno | Nessuno                                           | Nessuno                              | Nessuno                                                             | Nessuno                                                             | Nessuno                                                             | Nessuno                              | Nessuno                                       | Nessuno                                        | Nessuno                                        | Nessuno                                        | Nessuno                                         |                             |
| Concorrenti su isole alternative                  | Playa Imboscada                                   | Nessuno            | Nessuno                                                    | Nessuno                            | Nessuno                            | Nessuno                                     | Nessuno                            | Nessuno                            | Nessuno                             | Nessuno                             | Nessuno                                                                  | Beatrice                            | Beatrice                            | Beatrice                                                            | Beatrice                            | Beatrice                                                                                     | Beatrice                                                                                     | Beatrice                                            | Beatrice                                                                | Nessuno                                             | Nessuno                                                                                            | Nessuno                             | Nessuno                                                              | Nessuno                                                              | Nessuno                                                              | Nessuno                              | Nessuno | Nessuno | Nessuno                                           | Nessuno                              | Nessuno                                                             | Nessuno                                                             | Nessuno                                                             | Nessuno                              | Nessuno                                       | Nessuno                                        | Nessuno                                        | Nessuno                                        | Nessuno                                         |                             |
| Concorrenti su isole alternative                  | Playa Imboscadissima                              | Nessuno            | Nessuno                                                    | Nessuno                            | Nessuno                            | Nessuno                                     | Nessuno                            | Nessuno                            | Nessuno                             | Nessuno                             | Nessuno                                                                  | Nessuno                             | Nessuno                             | Nessuno                                                             | Nessuno                             | Nessuno                                                                                      | Nessuno                                                                                      | Nessuno                                             | Nessuno                                                                 | Beatrice Francesca                                  | Beatrice Francesca                                                                                 | Beatrice Francesca                  | Beatrice Roberto                                                     | Beatrice Roberto                                                     | Beatrice Roberto                                                     | Nessuno                              | Nessuno | Nessuno | Nessuno                                           | Nessuno                              | Nessuno                                                             | Nessuno                                                             | Nessuno                                                             | Nessuno                              | Nessuno                                       | Nessuno                                        | Nessuno                                        | Nessuno                                        | Nessuno                                         |                             |
| Concorrenti su isole alternative                  | Cayo Paloma                                       | Nessuno            | Nessuno                                                    | Nessuno                            | Nessuno                            | Nessuno                                     | Nessuno                            | Nessuno                            | Nessuno                             | Nessuno                             | Nessuno                                                                  | Nessuno                             | Nessuno                             | Nessuno                                                             | Nessuno                             | Nessuno                                                                                      | Nessuno                                                                                      | Nessuno                                             | Nessuno                                                                 | Nessuno                                             | Nessuno                                                                                            | Nessuno                             | Nessuno                                                              | Nessuno                                                              | Nessuno                                                              | Beatrice Roberto                     | Beatrice Roberto | Beatrice Roberto | Beatrice Roberto                                  | Beatrice Roberto                     | Beatrice Isolde                                                     | Beatrice Isolde                                                     | Beatrice Isolde                                                     | Tutti i finalisti                    | Tutti i finalisti                             | Nessuno                                        | Nessuno                                        | Nessuno                                        | Nessuno                                         |                             |
| Nuovi sbarchi                                     | Nuovi sbarchi                                     | Nessuno            | Beppe Braida Brando Giorgi Miryea Stabile Valentina Persia | Nessuno                            | Andrea Cerioli                     | Nessuno                                     | Nessuno                            | Beatrice Marchetti Isolde Kostner  | Beatrice Marchetti Isolde Kostner   | Nessuno                             | Nessuno                                                                  | Nessuno                             | Nessuno                             | Emanuela Tittocchia Manuela Ferrera Matteo Diamante Rosaria Cannavò | Nessuno                             | Ignazio Moser                                                                                | Ignazio Moser                                                                                | Nessuno                                             | Nessuno                                                                 | Nessuno                                             | Nessuno                                                                                            | Nessuno                             | Nessuno                                                              | Nessuno                                                              | Nessuno                                                              | Nessuno                              | Nessuno | Nessuno | Nessuno                                           | Nessuno                              | Nessuno                                                             | Nessuno                                                             | Nessuno                                                             | Nessuno                              | Nessuno                                       | Nessuno                                        | Nessuno                                        | Nessuno                                        | Nessuno                                         |                             |
| Ritirati                                          | Ritirati                                          | Nessuno            | Ferdinando                                                 | Nessuno                            | Nessuno                            | Nessuno                                     | Nessuno                            | Nessuno                            | Beppe                               | Nessuno                             | Brando Elisa                                                             | Nessuno                             | Nessuno                             | Paul                                                                | Nessuno                             | Nessuno                                                                                      | Nessuno                                                                                      | Nessuno                                             | Ubaldo                                                                  | Nessuno                                             | Nessuno                                                                                            | Nessuno                             | Nessuno                                                              | Nessuno                                                              | Nessuno                                                              | Nessuno                              | Nessuno | Nessuno | Nessuno                                           | Nessuno                              | Nessuno                                                             | Nessuno                                                             | Nessuno                                                             | Nessuno                              | Nessuno                                       | Nessuno                                        | Nessuno                                        | Nessuno                                        | Nessuno                                         |                             |
- La concorrente Fariba Tehrani è la concorrente più nominata di questa edizione

## Cronologia degli episodi

### Prima puntata
La conduttrice Ilary Blasi accende lo studio e presenta i nuovi opinionisti, Iva Zanicchi, Elettra Lamborghini (che ha seguito la puntata in collegamento, a causa della sua positività al SARS-CoV-2) e Tommaso Zorzi, infine annuncia che i naufraghi vengono divisi in due squadre: in Buriños e in Rafinados. La conduttrice mostra una clip dove viene presentato il nuovo inviato, Massimiliano Rosolino che sbarca sull'isola nuotando nelle acque dell'Honduras.
La conduttrice si collega con il primo gruppo di naufraghi in Honduras, in particolare con Playa Movida dove risiedono i Buriños: Paul Gascoigne, Gilles Rocca, Awed, Vera Gemma, Daniela Martani e Francesca Lodo.
La conduttrice si collega con il secondo gruppo di naufraghi, in particolare con I Giardini de la Buena Educiacion, dove risiedono i Rafinados: Elisa Isoardi, Angela Melillo, Ferdinando Guglielmotti, Drusilla Gucci, Akash Kumar e Roberto Ciufoli.
Ilary Blasi mostra un filmato dove vengono presentati i primi tre naufraghi per la squadra dei Buriños: Gilles Rocca, Vera Gemma e Awed che si tuffano dall'elicottero salpando sull'isola, dove vengono accolti dall'inviato Massimiliano Rosolino. Dopo i primi tre sbarchi, la conduttrice presenta altri tre naufraghi per la squadra dei Buriños: Daniela Martani, Francesca Lodo e Paul Gascoigne che si tuffano dall'elicottero salpando sull'isola.
La conduttrice spiega la novità di Parasite Island, dove vivranno due aspiranti naufraghi: Fariba Tehrani e Ubaldo Lanzo. I due vengono invitati a una prima prova nel loro lungo esperimento per diventare dei veri naufraghi: salire su un cayuco e raggiungere la riva di Parasite Island. I due al primo tentativo cadono in acqua, infine, i due dopo essersi sforzati sbarcano sulla spiaggia. Dopo essere arrivati sulla spiaggia, la conduttrice mostra un filmato dove viene presentato Marco Maddaloni, vincitore dell'edizione precedente, che dovrà andare su Parasite Island per aiutare Fariba e Ubaldo nel ruolo di Salvavita.
I Buriños affrontano la prima prova Kit, dove dovranno affrontare una prova a tempo di 2 minuti per ottenere i propri effetti personali. I Buriños decidono di far giocare Gilles Rocca, che per ogni naufrago deve accendere una fiaccola e spezzare con la fiamma la corda che mantiene in ostaggio il sacco. Gilles riesce a recuperare quattro sacchi su sei; mancano quelli di Paul Gascoigne e Daniela Martani, che nei primi giorni dovranno sopravvivere senza effetti personali.
Ilary Blasi mostra un filmato dove vengono presentati i primi tre naufraghi per la squadra dei Rafinados: Akash Kumar, Ferdinando Guglielmotti e Roberto Ciufoli che si tuffano dall'elicottero salpando sull'isola. Dopo i primi tre sbarchi, la conduttrice presenta gli ultimi tre naufraghi per la squadra dei Rafinados: Angela Melillo, Elisa Isoardi e Drusilla Gucci che si tuffano dall'elicottero salpando sull'isola
La conduttrice si collega con Elettra Lamborghini, che si trova a casa sua a causa della positività al SARS-CoV-2.
I Rafinados affrontano la prima prova Kit, dove dovranno affrontare una prova a tempo di 2 minuti per ottenere i propri effetti personali. I Rafinados decidono di far giocare Akash Kumar, che per ogni naufrago deve accendere una fiaccola e spezzare con la fiamma la corda che mantiene in ostaggio il sacco. Akash riesce a recuperare due sacchi su sei; manca il suo sacco, quello di Angela Melillo, di Ferdinando Guglielmotti e di Roberto Ciufoli, che nei primi giorni dovranno sopravvivere senza effetti personali.
Dopo che i naufraghi hanno affrontato le prove, vengono accompagnati in Palapa dove viene spiegato il meccanismo del programma. La conduttrice invita tutti i naufraghi a uscire dalla Palapa perché dovranno affrontare la prova immunità, che renderà immuni dalle nomination o i Buriños o i Rafinados. Intanto, la conduttrice si collega con Parasite Island dove Fariba Tehrani e Ubaldo Lanzo dovranno costruire una capanna.
I naufraghi affrontano la prova immunità che consiste nell'aprire i forzieri con delle chiavi (tre chiavi su un altarino e tre chiavi in un lago di fango) e prendere i pezzi del puzzle; tirare dinanzi un muro, creato con un altro mosaico compatto, scavalcarlo e comporci sopra il puzzle correttamente. Chi lo fa nel minor tempo garantisce al proprio gruppo l'immunità dalle nomination settimanali. I primi a giocare sono i Buriños, che impiegano 2 minuti e mezzo, mentre i Rafinados, portano a termine il percorso in 4:07. Infine, i Buriños vincono la prova diventando immuni dalle prime nomination. La conduttrice si congratula con i Buriños e li invita a raggiungere la spiaggia, mentre i Rafinados devono rientrare in Palapa.
I Buriños raggiungono Playa Burina, dove scoprono dell'esistenza di una barriera, che verranno separati da un muro in due parti di spiaggia dove nell'altra metà andranno ad abitare i Rafinados su Playa Rafinada, infine, la conduttrice spiega a loro le regole. Poi affrontano le nomination, i Buriños le svolgono in maniera palese, mentre i Rafinados le fanno segrete.
Durante la prova immunità nella puntata il concorrente Roberto Ciufoli ha subito un infortunio alla spalla e viene subito medicato, venendo poi sottoposto a un check-up medico.
I Buriños: Awed, Vera Gemma, Gilles Rocca, Francesca Lodo, Daniela Martani e Paul Gascoigne. Questi ultimi ottengono l'immunità.
I Rafinados: Akash Kumar, Drusilla Gucci, Ferdinando Guglielmotti, Elisa Isoardi, Angela Melillo e Roberto Ciufoli. Questi ultimi perdono e dovranno affrontare le nomination.
La puntata si conclude con le nomination: i nominati della puntata sono Drusilla Gucci (nominata dai Rafinados) e Ferdinando Guglielmotti (nominato dai Buriños).

### Seconda puntata
Ilary Blasi entra in studio ricordando la giornata nazionale per le vittime della pandemia di COVID-19, il 18 marzo, la conduttrice invita il pubblico e agli opinionisti in studio: Iva Zanicchi e Tommaso Zorzi, ad alzarsi in piedi per osservare un minuto di silenzio. Ilary Blasi mostra un riassuntino dei ultimi giorni trascorsi sull'isola, poi una volta essersi collegata con l'Honduras, l'inviato Massimiliano Rosolino ricorda che il concorrente Roberto Ciufoli non partecipa alla puntata, in quanto è ancora sottoposto alle cure mediche.
Ilary Blasi mostra un filmato dove vengono presentati due nuovi naufraghi per la squadra dei Buriños: Beppe Braida e Valentina Persia che si tuffano dall'elicottero salpando sull'isola. Poi sempre con un filmato vengono presentati altri due naufraghi per la squadra dei Rafinados: Brando Giorgi e Miryea Stabile che si tuffano dall'elicottero salpando sull'isola.
I quattro nuovi naufraghi affrontano una prova per ottenere il cibo e churros. La prova è denominata la Vasca della vergogna, che consiste nel tirare una corda con il tentativo di trascinare nella vasca piena di fango gli avversari. A finire dentro la vasca fangosa è Beppe Braida e quindi vince la squadra di Brando Giorgi e Miryea Stabile, i Rafinados, che ottengono cibo e churros per il loro gruppo e dovranno mangiare in 1:30.
La conduttrice si collega con Parasite Island dove mostra un filmato degli ultimi giorni che hanno trascorso Fariba Tehrani e Ubaldo Lanzo sull'isola. Intanto, in studio l'opinionista Tommaso Zorzi ha il suo spazio dal titolo Punto Z e commenta velocemente alcuni naufraghi.
I naufraghi affrontano la prova ricompensa, con i capitani Paul Gascoigne per i Buriños e Ferdinando Guglielmotti per i Rafinados. Si gioca in sei, i due capitani delle squadre dovranno escludere due naufraghi dalla propria squadra; Paul decide di escludere Vera Gemma e Daniela Martani, mentre Ferdinando decide di escludere Miryea Stabile (e a Roberto Ciufoli, che non c'è). La prova è denominata Pelota hondurena e consiste nel fare canestro dentro a delle casse di legno dentro l'acqua. Infine, i Buriños vincono la prova 4 a 0 e si aggiudicano come ricompensa un telo per coprire la capanna.
La conduttrice si collega con Parasite Island dove Fariba Tehrani e Ubaldo Lanzo con un cayuco dovranno raggiungere una boa e recuperare un cerino. Infine, i due con fatica riescono a raggiungere la boa e prendere il cerino.
Ilary Blasi ferma il televoto e annuncia che il naufrago a essere eliminato è Ferdinando Guglielmotti con il 62%, che viene sconfitto da Drusilla Gucci con il 38%. Al concorrente eliminato viene offerta una seconda possibilità, che consiste nel continuare la sua avventura nell'isola, a Parasite Island insieme agli aspiranti naufraghi: Fariba Tehrani e Ubaldo Lanzo, dove andrà a sostituire Marco Maddaloni. Lui accetta questa seconda possibilità e continua la sua avventura. Tuttavia il giorno seguente, il 19 marzo 2021, Ferdinando decide di ritirarsi dal gioco.
I naufraghi affrontano la prova immunità, dove partecipano Vera Gemma per i Buriños e Brando Giorgi per i Rafinados. La prova consiste trasportare più acqua possibile all'interno dei contenitori saltando degli ostacoli. I contenitori vanno versati dentro dei barili al fine di riempire delle vasche in cui sono sdraiati due concorrenti che devono resistere in apnea. Chi resiste per più tempo, fa vincere a tutto il gruppo l'immunità dalle nomination settimanali. Infine, la prova viene vinta dai Buriños che diventano immuni dalle nomination, mentre i Rafinados dovranno affrontare le nomination.
La conduttrice si collega con Elettra Lamborghini in collegamento da casa, a causa della sua positività al SARS-CoV-2.
I Buriños: Awed, Vera Gemma, Gilles Rocca, Francesca Lodo, Daniela Martani, Paul Gascoigne, Beppe Braida e Valentina Persia, ottengono l'immunità.
I Rafinados: Akash Kumar, Drusilla Gucci, Ferdinando Guglielmotti (escluso in quanto è diventato il Salvavita), Elisa Isoardi, Angela Melillo perdono e dovranno affrontare le nomination. I nuovi Rafinados Brando Giorgi e Miryea Stabile sono immuni poiché appena entrati in gioco.
La puntata si conclude con le nomination: i nominati della puntata sono Akash Kumar (nominato dai Rafinados) e Angela Melillo (nominata dai Buriños).

### Terza puntata
Ilary Blasi entra in studio accogliendo Elettra Lamborghini come opinionista, guarita dal COVID-19. Insieme a lei, sono sempre presenti Iva Zanicchi e Tommaso Zorzi. Infine, la conduttrice mostra un riassuntino dei ultimi giorni trascorsi sull'isola.
La conduttrice si collega con la Palapa dove l'inviato Massimiliano Rosolino comunica che il concorrente Roberto Ciufoli è guarito, quindi può partecipare.
La conduttrice mostra un filmato sui giorni da nominati di Angela Melillo e Akash Kumar.
Elisa Isoardi e Valentina Persia raggiungono la spiaggia per affrontare la prova duello. L'inviato Massimiliano Rosolino spiega il meccanismo della prova: dovranno sollevare un bilanciere di sacchi di sabbia e tenerlo il più a lungo possibile con le braccia tese in avanti. Infine, Elisa cede per prima, mentre Valentina vince la prova e ottiene le coperte per i Buriños.
Akash Kumar e Gilles Rocca affrontano una prova duello per ottenere una maschera da sub. La prova consiste nell'appendersi sulla sbarra e rimanere appesi più tempo possibile. Infine, Akash Kumar vince la prova per i Rafinados.
Ilary Blasi ferma il televoto e annuncia che il naufrago a essere eliminato è Akash Kumar con il 76%, che viene sconfitto da Angela Melillo con il 24%. Al concorrente eliminato viene offerta una seconda possibilità, che consiste nel continuare la sua avventura nell'isola nel ruolo di Salvavita, a Parasite Island insieme agli aspiranti naufraghi Fariba Tehrani e Ubaldo Lanzo. Lui rifiuta e decide di interrompere la sua avventura e di tornare a casa.
In vista della prova ricompensa, ciascun gruppo deve decidere chi non far giocare dell'altro gruppo perché considerano il più forte. Gli esclusi dalla prova sono Gilles Rocca per i Buriños e Brando Giorgi per i Rafinados. Le squadre non sanno che il premio in palio è proprio l’escluso: se vincono i Buriños si prenderanno Brando, mentre se vincono i Rafinados si prenderanno Gilles. Tutti i naufraghi raggiungono la spiaggia per affrontare la prova. La conduttrice rivela che il premio in palio e via alla sfida, in un percorso a ostacoli fatto di concentrazione, equilibrio e forza. I Rafinados portano a termine la prova in 5:20 che vincono la prova, mentre i Buriños arrivano a 5:03. Intanto, i Brando Giorgi cambia squadra andando dai Buriños, mentre Daniela Martani va nella squadra dei Rafinados.
La conduttrice si collega con Parasite Island per avvisare Fariba Tehrani e Ubaldo Lanzo che ben presto un naufrago li raggiungerà. Infine, il naufrago eliminato rifiuta di rimanere con loro.
Nel corso della puntata Ilary Blasi mostra la presentazione della fiction con protagonista Sabrina Ferilli, Svegliati amore mio, previsto per mercoledì 24 marzo 2021.
Le donne si sfidano per ottenere l'immunità, in una prova di forza che consiste nello spingere un tronco e vincere la resistenza dell’avversaria. Le prime a sfidarsi sono Vera Gemma per i Buriños e Daniela Martani per i Rafinados. Il tempo passa, nessuna prevale sull’altra; tra le due è pareggio. Poi si sfidano Francesca Lodo per i Buriños e Miryea Stabile per i Rafinados. A vincere è Miryea, che consegna ai Rafinados la prima vittoria nella prova immunità.
Ilary Blasi comunica che Brando Giorgi farà parte dei Buriños e Daniela Martani dei Rafinados, scambiandosi di squadra. Ad aver scelto l'ordine sono stati i naufraghi stessi con una catena di scelte.
I Buriños: Awed, Beppe Braida, Brando Giorgi, Gilles Rocca, Francesca Lodo, Paul Gascoigne, Valentina Persia e Vera Gemma. Questi ultimi perdono e dovranno affrontare le nomination.
I Rafinados: Angela Melillo, Drusilla Gucci, Elisa Isoardi, Daniela Martani, Miryea Stabile e Roberto Ciufoli. Questi ultimi ottengono l'immunità.
La puntata si conclude con le nomination: i nominati della puntata sono Brando Giorgi (nominato dai Buriños) e Francesca Lodo (nominata dai Buriños).

### Quarta puntata
Ilary Blasi entra in studio presentando gli opinionisti, e mostra un riassuntino dei ultimi giorni trascorsi sull'isola.
La conduttrice mostra un filmato dove viene presentato un nuovo concorrente per la squadra dei Buriños, Andrea Cerioli.
I naufraghi affrontano la prova ricompensa in apnea. Il primo scontro è tra Elisa Isoardi per i Rafinados contro Valentina Persia per i Buriños. Elisa risale dopo appena 17 secondi, mentre Valentina resiste per 28 secondi. La seconda manche è tra Francesca Lodo per i Buriños contro Miryea Stabile per i Rafinados. Miryea porta il tempo a 38 secondi, mentre Francesca sale a 1:03. La prova viene vinta dai Buriños, e in barca è in arrivo il loro premio: Andrea Cerioli, che sbarca sull'isola con una corda e un mazzo di fiori per le naufraghe.
Durante la prova ricompensa il concorrente Paul Gascoigne subisce un infortunio alla spalla, quando ha tentato di scavalcare la rete della prova e viene sottoposto a degli accertamenti medici.
La conduttrice si collega con Parasite Island per rivivere gli ultimi giorni trascorsi da Fariba Tehrani e Ubaldo Lanzo e cercare di capire perché nessuno degli eliminati accetti di restare con loro.
Tutti i naufraghi raggiungono la spiaggia per un'importante prova ricompensa: in palio spaghetti e polpette. La prova consiste in una staffetta a ostacoli, in un tempo massimo di 5 minuti. La prova viene vinta dai Buriños, nonostante l'infortunio alla spalla di Paul Gascoigne, che viene subito portato dal medico. I vincitori hanno 1 minuto e mezzo per mangiare, lasciando qualcosa anche a Paul.
Ilary Blasi ferma il televoto e annuncia che il naufrago a essere eliminato è Brando Giorgi con il 66%, che viene sconfitto da Francesca Lodo con il 34%. Al concorrente eliminato viene offerta una seconda possibilità, che consiste nel continuare la sua avventura nell'isola nel ruolo di Salvavita, a Parasite Island insieme agli aspiranti naufraghi: Fariba Tehrani e Ubaldo Lanzo. Lui accetta questa seconda possibilità e continua la sua avventura.
I naufraghi raggiungono di nuovo la spiaggia per la prova immunità. La prova consiste nel rimanere in equilibrio e attaccati su dei chiodi di legno a delle pedane e resistere il più tempo possibile; il primo che cade in acqua perde, mentre chi resiste di più diventa immune. A sfidarsi sono Andrea Cerioli per i Buriños e Roberto Ciufoli per i Rafinados. Infine, Andrea cade per primo in acqua, mentre Roberto vince la prova per i Rafinados. Durante la prova parte una catena di scelte, nella quale Vera Gemma rimane esclusa.
La conduttrice annuncia che è stato aperto un sondaggio sul web e sui social, che richiede se abbattere il muro che separa i Buriños e i Rafinados. In seguito il sondaggio risulta essere positivo e quindi i naufraghi vivranno tutti insieme senza il muro. Dopo che il muro viene abbattuto le squadre vengono unite.
I Buriños: Andrea Cerioli (non votante in quanto immune), Awed, Beppe Braida, Brando Giorgi, Gilles Rocca, Francesca Lodo, Paul Gascoigne (non votante in quanto assente per l'infortunio), Valentina Persia e Vera Gemma (già in nomination). Questi ultimi perdono e dovranno affrontare le nomination.
I Rafinados: Angela Melillo, Drusilla Gucci, Elisa Isoardi, Daniela Martani, Miryea Stabile e Roberto Ciufoli. Questi ultimi ottengono l'immunità.
La puntata si conclude con le nomination: i nominati della puntata sono Gilles Rocca (nominato dai Buriños), Awed (nominato dai Buriños) e Vera Gemma (mandata direttamente al televoto per aver perso una prova).

### Quinta puntata
Ilary Blasi entra in studio presentando gli opinionisti, in seguito mostra un riassuntino dei ultimi giorni trascorsi sull'isola.
La conduttrice si collega con la Palapa dove l'inviato Massimiliano Rosolino comunica che il concorrente Paul Gascoigne è ancora sotto gli accertamenti medici e indossa un tutore. La conduttrice mostra un montaggio con i suoi momenti simpatici.
I naufraghi nominati: Gilles Rocca, Awed e Vera Gemma; affrontano un grande classico dell'Isola, la prova di apnea: Gilles vince la prova e sceglie di prendere come ricompensa la farina.
Ilary Blasi ferma il televoto e annuncia che primo naufrago a essere salvo è Awed con il 51%, il secondo a salvarsi è Gilles Rocca con il 34%, mentre Vera Gemma viene eliminata con il 15%. Alla concorrente eliminata viene offerta una seconda possibilità, che consiste nel continuare la sua avventura nell'isola nel ruolo di Salvavita, a Parasite Island insieme agli aspiranti naufraghi: Fariba Tehrani e Ubaldo Lanzo, e per unirsi all'eliminato della puntata precedente Brando Giorgi. Lei accetta questa seconda possibilità e continua la sua avventura.
I naufraghi affrontano la prova Leader tutti divisi, in quanto le squadre si sono sciolte: Angela Melillo e Awed vincono la prova, ovvero tenere in mano col braccio teso in avanti un sacco, dal peso pari al 5% della massa del concorrente, per più tempo possibile e in seguito per ottenere l'immunità, dovranno affrontare la mitica prova del fuoco, che consiste nel stare attaccati a un'asse di legno mentre la fiamma aumenta. Angela Melillo vince la prova del fuoco e diventa immune.
La puntata si conclude con le nomination: i nominati della puntata sono Miryea Stabile (nominata dal leader della puntata, Angela Melillo) e Awed (nominato dal gruppo).

### Sesta puntata
Ilary Blasi entra in studio mostrando un riassuntino dei ultimi giorni trascorsi sull'isola, e in seguito presenta gli opinionisti in studio.
L'inviato Massimiliano Rosolino comunica che il concorrente Paul Gascoigne può partecipare con il tutore al braccio, e dovrà rispettare due regole per accordi medici: non potrà partecipare alle gare e dovrà dormire su una brandina personale.
Gilles Rocca e Awed, affrontano la prova ricompensa, che consiste nel stare legati a un elastico, recuperare il maggior numero di totem in 1 minuto di tempo. In palio una barretta di cioccolata. Infine, a vincere è Gilles, che decide di dividere con tutti la ricompensa. La stessa prova viene affrontata da Miryea Stabile e Drusilla Gucci. Infine, Miryea vince la cioccolata e decide di condividerla con i compagni.
Ilary Blasi ferma il televoto e annuncia che la naufraga a essere eliminata è Miryea Stabile con il 65%, che viene sconfitta da Awed con il 35%. Alla concorrente eliminata viene offerta una seconda possibilità, che consiste nel continuare la sua avventura nell'isola, a Parasite Island, in seguito denominata in Playa Esperanza, insieme a Vera Gemma. Lei accetta questa seconda possibilità e continua la sua avventura.
A Playa Palapa i naufraghi affrontano la prova ricompensa per ottenere un premio piuttosto speciale: la pizza. Il gioco è la fionda hondurena: a ogni bersaglio centrato viene vinto un pezzo di pizza. Il tempo a disposizione è di 4 minuti e i naufraghi giocano tutti a turno. I naufraghi riescono ad aggiudicarsi quattro fette.
Ilary Blasi annuncia che Parasite Island chiude e gli aspiranti naufraghi: Fariba Tehrani e Ubaldo Lanzo, diventano concorrenti ufficiali, mentre i due Salvavita, Brando Giorgi e Vera Gemma affronteranno un televoto flash, per avere l'opportunità a uno dei due di tornare in gioco. Infine il concorrente a ritornare in gioco è Brando Giorgi con il 56%, mentre Vera Gemma con il 44%, le fanno credere che viene eliminata, e in seguito viene riportata su Parasite Island, denominata in Playa Esperanza, insieme all'eliminata della puntata Miryea Stabile.
I naufraghi affrontano la prova Leader, Francesca Lodo e Gilles Rocca vincono la prova, ovvero strisciare sulla sabbia come un serpente, legati con mani e piedi tirando avanti con le spalle e con la testa una palla fino al traguardo e in seguito per ottenere l'immunità, dovranno affrontare la mitica prova del fuoco, che consiste nel stare attaccati a un'asse di legno mentre la fiamma aumenta. Francesca Lodo vince la prova del fuoco e diventa immune.
La puntata si conclude con le nomination: i nominati della puntata sono Daniela Martani (nominata dal leader della puntata, Francesca Lodo) e Drusilla Gucci (nominata dal gruppo).

### Settima puntata
Ilary Blasi entra in studio e mostra i temi della puntata, poi presenta gli opinionisti, infine, mostra un riassunto degli ultimi giorni trascorsi sull'isola. La conduttrice mostra un filmato dove vengono presentate due nuove naufraghe: Isolde Kostner e Beatrice Marchetti. Le due si tuffano dall'elicottero e sbarcano sull'isola.
La naufraga a essere eliminata è Daniela Martani con il 74%, che viene sconfitta da Drusilla Gucci con il 26%.
Ilary Blasi annuncia che la prossima puntata prevista per giovedì 8 aprile 2021 non andrà in onda, in quanto andrà in onda la prima puntata della versione spagnola del reality, Supervivientes in onda su Telecinco che utilizza la stessa location e quindi la prossima puntata italiana andrà in onda direttamente lunedì 12 aprile.
La conduttrice annuncia che i naufraghi esclusi dalla catena di scelte della prova ricompensa, dovranno affrontare un televoto flash per decretare una seconda eliminazione. Andrea Cerioli ed Elisa Isoardi vengono esclusi dalla catena di scelte e dovranno affrontare il televoto flash per l'eliminazione.
Ilary Blasi ferma il televoto flash e annuncia che la naufrago salvo è Andrea Cerioli con il 53%, che ha sconfitto Elisa Isoardi con il 47%. Alla concorrente eliminata viene offerta una seconda possibilità, che consiste nel continuare la sua avventura su Playa Esperanza dove raggiungerà la prima eliminata della puntata: Daniela Martani. Le due ex naufraghe vengono accompagnate su un'isola di sosta dove dovranno decidere se continuare la loro avventura oppure no. Infine, Daniela Martani rifiuta la seconda possibilità e viene accompagnata a casa, mentre Elisa Isoardi accetta e viene accompagnata su Playa Esperanza da Miryea Stabile e Vera Gemma.
I naufraghi raggiungono la spiaggia per la prova ricompensa, che porterà a un'eliminazione. Sarà una sfida tra due squadre, capitanate dalle nuove arrivate. Beatrice sceglie Valentina Persia, Elisa Isoardi, Awed, Roberto Ciufoli, Beppe Braida e Andrea Cerioli; Isolde Kostner sceglie Gilles Rocca, Brando Giorgi, Francesca Lodo, Angela Melillo, Ubaldo Lanzo e Drusilla Gucci. Fariba Tehrani e Paul Gascoigne non partecipano al gioco ma scommettono sulla squadra di Isolde.
I naufraghi affrontano la prova Leader, Angela Melillo e Roberto Ciufoli vincono la prova, ovvero mantenere il più tempo possibile in equilibrio su una gamba tesa verso l'alto un sacco pieno di sabbia e in seguito per ottenere l'immunità, affrontano la prova del fuoco, che consiste nel stare attaccati a un'asse di legno mentre una fiamma a pochi metri di distanza aumenta progressivamente di intensità. Roberto Ciufoli vince e diventa immune.
La puntata si conclude con le nomination: i nominati della puntata sono Andrea Cerioli (nominato dal leader della puntata, Roberto Ciufoli) e Drusilla Gucci (nominata dal gruppo).
Giorno 25
Il concorrente Beppe Braida decide di lasciare l'isola per gravi motivi familiari sopraggiunti nelle ultime ore.

### Ottava puntata
Ilary Blasi entra in studio illustrando i temi della puntata, in seguito presenta gli opinionisti, infine, mostra un riassuntino dei ultimi giorni trascorsi sull'isola.
Elisa Isoardi, Miryea Stabile e Vera Gemma vengono accompagnate da Playa Esperanza a Playa Reuníon per partecipare alla prova ricompensa insieme a tutti i naufraghi. La conduttrice chiede ad Awed di andare sulla spiaggia dove viene bendato e affronta Vera Gemma. Elisa, Miryea e Vera affrontano la prova ricompensa che consiste nel spingere con più forza degli avversari il tronco fino in fondo per far cadere il totem. Elisa affronta la prova contro Valentina Persia, Miryea contro Drusilla Gucci, Vera contro Francesca Lodo. Una volta che Elisa, Miryea e Vera hanno vinto la prova ricompensa vengono riportate su Playa Esperanza.
La conduttrice si collega con la Palapa dove l'inviato Massimiliano Rosolino ricorda che il concorrente Beppe Braida ha dovuto abbandonare l'isola per problemi familiari.
Ilary Blasi accoglie in studio il secondo eliminato dell'edizione Akash Kumar e commenta con lui alcuni fatti accaduti.
Ilary Blasi ferma il televoto e annuncia che la naufraga a essere eliminata è Drusilla Gucci con il 58%, che viene sconfitta da Andrea Cerioli con il 42%. Alla concorrente eliminata viene offerta una seconda possibilità che consiste nel continuare la sua avventura su Playa Esperanza, insieme a Elisa Isoardi Miryea Stabile e Vera Gemma. Lei rifiuta questa seconda possibilità e decide di interrompere la sua avventura e di tornare a casa e di conseguenza viene eliminata.
I naufraghi affrontano la prova Leader, Valentina Persia vince la prova per le donne e Brando Giorgi vince la prova per gli uomini, ovvero tenere in mano col braccio teso in avanti un sacco, dal peso pari al 5% della massa del concorrente, per più tempo possibile. Chi fa cadere il sacco perde, mentre chi lo tiene per tutta la prova vince l'immunità. I due finalisti della prova, una per le donne e uno per gli uomini, dovranno affrontare la mitica prova del fuoco, che consiste nel stare attaccati a un'asse di legno mentre la fiamma aumenta. Brando Giorgi vince la prova del fuoco e diventa immune.
Al termine della puntata Ilary Blasi annuncia che il televoto verrà chiuso giovedì 15 aprile 2021 nel day-time in onda su Canale 5 dall'inviato Massimiliano Rosolino, in quanto la puntata serale verrà registrata nel pomeriggio andando in onda in differita, per non evitare scontri con la versione spagnola del reality Supervivientes in onda su Telecinco. Infine, i risultati del televoto verranno comunicati dalla conduttrice nella puntata in onda il 15 aprile in prima serata.
La puntata si conclude con le nomination: i nominati della puntata sono Valentina Persia (nominata dal leader della puntata, Brando Giorgi), Fariba Tehrani e Roberto Ciufoli (nominati dal gruppo).

### Nona puntata
Ilary Blasi entra in studio illustrando i temi della puntata, poi presenta gli opinionisti, infine, mostra un riassuntino dei ultimi giorni trascorsi sull'isola.
Miryea Stabile e Vera Gemma vengono accompagnate da Playa Esperanza a Playa Palapa per tornare nuovamente in gioco, tranne Elisa Isoardi che le seguirà più tardi a causa di un infortunio, provocato quando ha cucinato con un forte vento e un lapillo le sarebbe volato nell'occhio. Nel corso della puntata Elisa viene sottoposta a vari accertamenti medici. Nel corso della puntata, prima della prova del fuoco, annuncia il suo ritiro dal gioco per far ritorno in Italia, a causa di accertamenti medici.
L'inviato Massimiliano Rosolino annuncia che il concorrente Brando Giorgi a causa di un infortunio all'occhio è stato costretto ad abbandonare il gioco.
Miryea Stabile e Vera Gemma affrontano la prova ricompensa contro Fariba Tehrani e Ubaldo Lanzo, tranne Elisa Isoardi che non ha partecipato a causa dell'infortunio all'occhio. La prova ricompensa consiste nel seguire una corda, legati uno all'altro, passando sopra un'asse di legno, sotto una rete e far suonare una campana, infine le vincitrici della prova Miryea e Vera insieme a Elisa vincono come ricompensa patatine fritte, würstel, uova e patate.
Ilary Blasi legge il verdetto del televoto, in quanto il televoto è stato già chiuso dall'inviato Massimiliano Rosolino al termine del day-time del 15 aprile andato in onda su Canale 5, e annuncia che la naufraga a essere salva è Valentina Persia con il 46%, mentre il destino di Fariba Tehrani con il 42% e Roberto Ciufoli con il 12% rimane sospeso, in quanto uno dei due dovrà essere salvato dal Leader della puntata, mentre l'altro sarà il primo nominato della puntata.
I naufraghi affrontano la prova Leader, Andrea Cerioli vince la prova e diventa immune, ovvero tenere in mano due blocchi di legno con in mezzo una sfera per più tempo possibile, chi farà cadere la sfera per primo viene eliminato dalla prova, mentre chi resiste per più tempo diventa immune. Dopo aver vinto la prova Leader, Andrea manda al televoto Fariba Tehrani e salva Roberto Ciufoli.
Miryea Stabile e Vera Gemma vengono accompagnate a Playa Reuníon. Le due per rientrare in gioco dovranno affrontare la mitica prova del fuoco a Playa Palapa che consiste nel stare attaccati a un'asse di legno mentre la fiamma aumenta. Miryea e Vera vincono la prova del fuoco e rientrano in gioco diventando immuni dalle nomination della puntata.
La puntata si conclude con le nomination: i nominati della puntata sono Fariba Tehrani (mandata direttamente al televoto per non essere stata salvata dal leader Salvador, Andrea Cerioli) e Beatrice Marchetti (nominata dal gruppo).

### Decima puntata
Ilary Blasi entra in studio illustrando i temi della puntata, poi presenta gli opinionisti, infine, mostra un riassuntino dei ultimi giorni trascorsi sull'isola.
Ilary Blasi invita alle nominate della puntata precedente: Beatrice Marchetti e Fariba Tehrani di lasciare Playa Palapa. Una volta uscite dalla Palapa le due si recano sulla spiaggia dove vengono avvisate dalla conduttrice che per scoprire il verdetto del televoto dovranno recarsi a Playa Imboscada, una nuova isola in cui viene concessa una nuova possibilità all'eliminata. Beatrice e Fariba appena sbarcate sull'isola, scoprono il verdetto del televoto da Ilary Blasi che annuncia che la naufraga a essere eliminata è Beatrice Marchetti con il 61%, che viene sconfitta da Fariba Tehrani con il 39%. Infine Fariba viene riportata a Playa Palapa, mentre Beatrice decide di rimanere su Playa Imboscada e di continuare la sua avventura.
Miryea Stabile e Vera Gemma affrontano la prova ricompensa contro Angela Melillo e Francesca Lodo. La prova ricompensa consiste nel trascinare una ruota gigante avanti su degli ostacoli, prendere il timone e avvitare i pomelli e in seguito girare il timone per far uscire la bandiera da una cassa. Infine le vincitrici della prova ricompensa sono Angela e Francesca che decidono di condividere la ricompensa con Isolde Kostner e Valentina Persia, ovvero pane e cioccolato.
La conduttrice invita ad Awed di compiere una missione, che viene accompagnato su Playa Imboscada da Beatrice Marchetti per avere un confronto con lei. Una volta essersi confrontati, Beatrice dà il bacio di Giuda ad Awed e in seguito viene accompagnato a Playa Palapa, dopo essere stato avvisato dalla conduttrice di non rivelare Playa Imboscada, altrimenti andrà direttamente al televoto.
La conduttrice annuncia che è stato aperto un sondaggio sui social per decidere quattro naufraghi che dovranno affrontare le nomination palesi della puntata. Il pubblico sceglie: Fariba Tehrani, Awed, Valentina Persia e Vera Gemma.
Nel corso della puntata Ilary Blasi mostra la presentazione della fiction con protagonista Raoul Bova, Buongiorno, mamma!, previsto per mercoledì 21 aprile 2021.
I naufraghi affrontano la prova Leader, Roberto Ciufoli e Valentina Persia vengono scelti dai naufraghi come candidati leader. Il vincitore della prova diventerà immune. La prima prova viene fatta da tutti i naufraghi, che consiste nel scrivere su una lavagnetta il nome del naufrago che viene scelto come candidato Leader. I naufraghi scelgono Roberto (infine viene scelto dal Leader precedente, Andrea Cerioli, in quanto c'è una parità dei voti con Vera Gemma) e Valentina, in seguito i due dovranno affrontare la prova Leader, che consiste nel stare in equilibrio sull'acqua su due assi di legno attaccate su una corda e far suonare una campana. Roberto Ciufoli vince la prova e diventa immune.
Ilary Blasi annuncia che anche la prossima puntata prevista per giovedì 22 aprile, come già successo per il 15 aprile, sarà trasmessa in differita, e quindi il televoto verrà chiuso al termine del day-time in onda su Canale 5 dall'inviato Massimiliano Rosolino.
La puntata si conclude con le nomination: i nominati della puntata sono Fariba Tehrani (nominata dal gruppo), Miryea Stabile (nominata dal leader della puntata, Roberto Ciufoli) e Vera Gemma (nominata dal leader della puntata dopo il sondaggio del pubblico).

### Undicesima puntata
Ilary Blasi entra in studio illustrando i temi della puntata, poi presenta gli opinionisti.
La conduttrice presenta quattro nuovi naufraghi denominati gli Arrivisti: Emanuela Tittocchia, Manuela Ferrera, Matteo Diamante e Rosaria Cannavò, vengono accompagnati con un motoscafo su Playa Reuníon e dovranno sfidarsi con i naufraghi per guadagnare il fuoco. La sfida in cui si sfidano i naufraghi è denominata la Pelota Hondurena, che consiste nel fare canestro con delle palle all'interno delle casse di legno.
Andrea Cerioli affronta la mitica prova del fuoco, che consiste nel stare attaccati a un'asse di legno mentre la fiamma aumenta, se non vince la prova va direttamente in nomination. Infine, Andrea vince la prova del fuoco e supera il record di 2:50, e vince un cesto pieno di alimenti.
Ilary Blasi legge il verdetto del televoto, in quanto il televoto è stato già chiuso dall'inviato Massimiliano Rosolino al termine del day-time del 22 aprile andato in onda su Canale 5, e annuncia che la naufraga a essere salva è Fariba Tehrani con il 42%, mentre il destino di Miryea Stabile con il 41% e Vera Gemma con il 17% rimane sospeso, in quanto uno dei due dovrà essere salvato dal Leader della puntata, mentre l'altro sarà il primo nominato della puntata.
La conduttrice si collega con Paul Gascoigne dall'hotel e gli comunica che è costretto ad abbandonare per motivi di salute e per il tutore al braccio.
I naufraghi affrontano la prova Leader Salvador, Francesca Lodo vince la prova e diventa immune, ovvero mantenere un blocco di legno sulla testa per più tempo possibile, mantenendosi in equilibrio su un'asse di legno, chi farà cadere il blocco per primo viene eliminato dalla prova, mentre chi resiste per più tempo diventa immune. Dopo aver vinto la prova Leader Salvador, Francesca manda al televoto Vera Gemma e salva Miryea Stabile.
Beatrice Marchetti affronta la prova ricompensa, ovvero mantenere in equilibrio sulle braccia un bastone di legno con sopra attaccati dei sacchi. Beatrice vince la prova e ottiene come ricompensa 1 kg di pasta e un diario personale.
Ilary Blasi accoglie in studio la terza eliminata dell'edizione Daniela Martani e commenta con lei i fatti recentemente accaduti sull'isola.
La puntata si conclude con le nomination: i nominati della puntata sono Vera Gemma (mandata direttamente al televoto per non essere stata salvata dal leader Salvador, Francesca Lodo) e Fariba Tehrani (nominata dal gruppo). Infine, la conduttrice annuncia che l'eliminata lascerà il gioco definitivamente per far ritorno in Italia, in quanto entrambe già sono state su un'altra isola e hanno già avuto una seconda chance.

### Dodicesima puntata
Ilary Blasi entra in studio e mostra i temi della puntata, poi presenta gli opinionisti, infine, annuncia che i naufraghi verranno divisi in due gruppi: I Primitivi e gli Arrivisti.
La conduttrice accoglie in studio Asia Argento e Giulia Salemi per sostenere le naufraghe al televoto: Fariba Tehrani e Vera Gemma.
Ilary Blasi chiede a Francesca Lodo in quanto Leader di escludere i naufraghi dal gruppo dei primitivi. Lei esclude Isolde Kostner, Fariba Tehrani, Roberto Ciufoli e Awed e vanno nella squadra degli Arrivisti, composta da Emanuela Tittocchia, Manuela Ferrera, Matteo Diamante e Rosaria Cannavò.
Isolde Kostner, Roberto Ciufoli e Awed affrontano la prova ricompensa per gli Arrivisti, mentre Gilles Rocca, Valentina Persia e Ubaldo Lanzo per i Primitivi. La prova ricompensa consiste nel spingere il compagno di squadra sulla carriola, prendere le bandierine superando gli ostacoli e arrivare al traguardo. Durante la prova Isolde e Valentina vengono scelte per essere accompagnate sulla carriola. Infine la prova viene vinta da Isolde, Roberto e Awed per gli Arrivisti e anche Beatrice Marchetti su Playa Imboscada usufluisce della ricompensa, ovvero un bagno profumato per lavarsi.
Manuela Ferrera e Awed affrontano la prova ricompensa contro Matteo Diamante e Vera Gemma, mentre Francesca Lodo e Gilles Rocca sono stati esclusi dalla prova a causa dei motivi personali di Gilles. La prova consiste nel baciarsi per più tempo possibile sott'acqua, in seguito imboccare il proprio partner con la ricompensa vinta con gli occhi bendati, ovvero pasta e maccheroni. Infine, la prova viene vinta da Matteo Diamante e Vera Gemma.
Ilary Blasi ferma il televoto e annuncia che la naufraga a essere eliminata è Vera Gemma con il 57%, che viene sconfitta da Fariba Tehrani con il 43%. Infine, Vera dà il Bacio di Giuda ad Awed come ultimo voto.
La conduttrice annuncia che è stato aperto un sondaggio sui social per decidere i candidati Leader. Il pubblico via social ha scelto gli otto naufraghi che gareggeranno nella prova Leader: per i Primitivi, Andrea Cerioli, Miryea Stabile e Valentina Persia e Ubaldo Lanzo; per gli Arrivisti, Awed, Roberto Ciufoli (che sostituisce Fariba Tehrani per un problema fisico), Isolde Kostner e Matteo Diamante. La prova Leader consiste nel prendere i bastoni di legno per appendersi su una trave per recuperare un amuleto in cima e in seguito portarlo fino a riva, dove viene incoronato leader. Vincono la prova Andrea Cerioli per i Primitivi, mentre Matteo Diamante vince la prova per gli Arrivisti.
Ilary Blasi annuncia che anche la prossima puntata prevista per giovedì 29 aprile, come già successo per il 15 e il 22 aprile, sarà trasmessa in differita, e quindi il televoto verrà chiuso al termine del day-time in onda su Canale 5 dall'inviato Massimiliano Rosolino. La conduttrice infine, annuncia che nella puntata di giovedì 29 aprile entrerà in gioco un nuovo naufrago, Ignazio Moser. Infine, Playa Reuníon viene divisa in due gruppi, in Primitivi e in Arrivisti.
La puntata si conclude con le nomination: i nominati della puntata sono Miryea Stabile (nominata dai Primitivi) e Roberto Ciufoli (nominato dagli Arrivisti, in seguito viene confermato dal leader degli Arrivisti, Matteo Diamante, in quanto ha salvato Awed dal televoto), Ubaldo Lanzo (nominato da Andrea Cerioli, leader dei Primitivi) e Manuela Ferrera (nominata da Matteo Diamante, leader degli Arrivisti).

### Tredicesima puntata
Ilary Blasi entra in studio illustrando i temi della puntata, poi presenta gli opinionisti. Infine, si collega con il nuovo naufrago, Ignazio Moser e accoglie in studio gli ospiti: Giulia Salemi, Cecilia Rodríguez e Giovanni Ciacci.
Ilary Blasi presenta il nuovo naufrago Ignazio Moser, che viene accompagnato in elicottero, in seguito Ignazio si tuffa dall'elicottero e sbarca sull'isola e farà parte della squadra dei Primitivi. Una volta sbarcato sull'isola Ignazio, dovrà affrontare la prova del bacio in apnea con Francesca Lodo, battendo il record precedente di Vera Gemma e Matteo Diamante. I due superano il record precedente e vincono la pasta al ragù. Dopo aver vinto la prova, Francesca decide di condividere la ricompensa con Andrea Cerioli.
Andrea Cerioli affronta la prova duello per i Primitivi contro Matteo Diamante per gli Arrivisti. La prova consiste nel tirare con più forza possibile dei manubri attaccati a dei sacchi collegati con delle corde a un secchio pieno di fango. Chi farà cadere il secchio viene rovesciato dal fango e perde la prova, mentre chi resiste per più tempo vince la prova. Infine, Andrea vince la prova per i Primitivi e vince come ricompensa i messaggi in bottiglia, da parte dei parenti dei naufraghi. Anche Beatrice Marchetti su Playa Imboscada usufruisce della ricompensa.
Ilary Blasi legge il verdetto del televoto, in quanto il televoto è stato già chiuso dall'inviato Massimiliano Rosolino al termine del day-time del 29 aprile andato in onda su Canale 5, e annuncia che la naufraga a essere salva è Miryea Stabile con il 51%, mentre il destino di Ubaldo Lanzo con il 28%, Roberto Ciufoli con il 13% e di Manuela Ferrera con l'8% rimane sospeso, in quanto due dei naufraghi dovranno essere salvati dal Leader Salvador della puntata, mentre l'altro sarà direttamente eliminato.
I naufraghi affrontano la prova Leader Salvador, Angela Melillo vince la prova e diventa immune, ovvero rimanere per più tempo possibile sulla piattaforma, mentre viene inclinata, una volta che il naufrago perde l'equilibrio cade in acqua, mentre chi resiste per più tempo attaccato alla pedana diventa immune. Dopo aver vinto la prova Leader, Angela taglia la corda di Manuela Ferrera lasciandola cadere in acqua che viene eliminata e salva Roberto Ciufoli e Ubaldo Lanzo. Dopo aver abbandonato Playa Palapa, Manuela viene accompagnata su Playa Imboscada dove risiede Beatrice Marchetti, per la seconda possibilità. Infine, Manuela rifiuta la seconda chance e decide di interrompere la sua avventura, per poi essere eliminata.
La puntata si conclude con le nomination: i nominati della puntata sono Rosaria Cannavò (nominata dagli Arrivisti per non essere stata salvata da una prova), Gilles Rocca (nominato dai Primitivi) e Roberto Ciufoli (nominato dagli Arrivisti).

### Quattordicesima puntata
Ilary Blasi entra in studio illustrando i temi della puntata, poi presenta gli opinionisti e accoglie in studio i naufraghi che si sono ritirati dal gioco Elisa Isoardi e Brando Giorgi. Infine, annuncia che la prossima puntata andrà in onda venerdì 7 maggio 2021, al posto del giovedì, in modo da garantire due dirette a settimana.
Ilary Blasi ferma il televoto e annuncia che il naufrago a essere eliminato è Gilles Rocca con il 61%, che viene sconfitto da Rosaria Cannavò con il 22% e Roberto Ciufoli con il 17%. Infine, Gilles dà il Bacio di Giuda a Isolde Kostner come ultima nomination. Dopo aver abbandonato Playa Palapa, Gilles viene accompagnato su Playa Imboscada dove risiede Beatrice Marchetti, per la seconda possibilità. Lui rifiuta questa seconda possibilità e decide di interrompere la sua avventura.
La conduttrice accoglie in studio la quarta eliminata Drusilla Gucci e commenta con lei gli i fatti accaduti recentemente sull'isola.
Matteo Diamante, Isolde Kostner, Roberto Ciufoli e Awed affrontano la prova ricompensa per gli Arrivisti, mentre Andrea Cerioli, Miryea Stabile, Ignazio Moser e Ubaldo Lanzo per i Primitivi. La prova ricompensa consiste nel resistere il più lungo possibile mentre il naufrago viene tirato dell'elastico per poi recuperare il maggior numero di totem. Infine, i Primitivi: Matteo, Isolde, Roberto e Awed, vincono come ricompensa gli spiedini (ricompensa scelta dal pubblico, tramite un sondaggio sui social).
Ignazio Moser affronta la prova ricompensa denominata Prova dell'eroe, affrontando la mitica prova del fuoco, che consiste nel stare attaccati a un'asse di legno mentre la fiamma aumenta, che dovrà superare il record precedente di 2:58 di Andrea Cerioli. Ignazio supera il record precedente e vince il caffè come ricompensa per i Primitivi.
I naufraghi affrontano la prova Leader, Angela Melillo vince la prova per i Primitivi, mentre Isolde Kostner vince la prova per gli Arrivisti, ed entrambe diventano immuni, ovvero impugnare un manubrio per più tempo possibile, stando attaccati a una pedana di legno, mentre la piattaforma viene inclinata con delle corde attaccate a un timone, pilotato dall'inviato Massimiliano Rosolino. Chi cade in acqua per primo viene eliminato dalla prova, mentre chi resiste per più tempo sull'asse di legno diventa immune.
Ilary Blasi comunica ai naufraghi che si sta per procedere con la prova ricompensa denominata La mela del peccato. In palio c'è una notte da sogno, su un'altra spiaggia, sopra un vero materasso. I naufraghi giocano a coppie: Francesca Lodo con Matteo Diamante, Valentina Persia con Ignazio Moser, Emanuela Tittocchia con Awed. Vince la coppia che, in 90 secondi, finisce per prima la mela, da mangiare senza utilizzare le mani. Siccome le mele cadono subito, il materasso è per tutte le coppie.
La puntata si conclude con le nomination: i nominati della puntata sono Miryea Stabile (nominata dai Primitivi, in seguito viene confermata dal leader dei Primitivi, Angela Melillo, a causa di una parità dei voti tra Francesca Lodo, Miryea e Ubaldo Lanzo) e Roberto Ciufoli (nominato dagli Arrivisti), Ubaldo Lanzo (nominato da Angela Melillo, leader dei Primitivi) e Emanuela Tittocchia (nominata da Isolde Kostner, leader degli Arrivisti).
Giorno 53
Il concorrente Ubaldo Lanzo viene costretto a ritirarsi dal gioco per essersi rotto due denti, e viene accompagnato in Italia per accertamenti medici. Dopo il suo ritiro il televoto che lo vedeva coinvolto, viene prima chiuso, e poi riaperto con solamente Emanuela Tittocchia, Miryea Stabile e Roberto Ciufoli.

### Quindicesima puntata
Ilary Blasi entra in studio e ricorda che il concorrente Ubaldo Lanzo ha dovuto ritirarsi dal gioco, poi mostra i temi della puntata e presenta gli opinionisti.
I naufraghi affrontano la prova Leader, alla quale non partecipano i tre concorrenti al televoto, Fariba Tehrani (a causa di condizioni fisiche) e Valentina Persia (non scelta dai Primitivi). Andrea Cerioli e Isolde Kostner vincono la prova e diventano candidati leader, ovvero rimanere in equilibrio per più tempo possibile su degli scalini di una piattaforma in mare. Chi resiste per più tempo possibile sulla piattaforma vince la prova, mentre chi cade in mare perde la prova.
Ilary Blasi ferma il televoto e annuncia che la naufraga a essere salva è Miryea Stabile con il 60%, mentre il destino di Emanuela Tittocchia con il 16% e di Roberto Ciufoli con il 24% rimane sospeso, in quanto uno dei due dovrà essere salvato dal leader Salvador, mentre l'altro andrà direttamente in nomination.
Andrea Cerioli e Isolde Kostner affrontano la prova Leader Salvador, denominata Prova del girarrosto, ovvero resistere per più tempo possibile aggrappati a un attrezzo che ruota e cambia continuamente direzione. Dopo più di 5 minuti, il primo a cedere in acqua è Andrea, mentre Isolde diventa Leader Salvador e in seguito immune. Dopo aver vinto, Isolde, taglia la corda di Emanuela Tittocchia lasciandola cadere in acqua che va direttamente in nomination e salva Roberto Ciufoli.
La conduttrice si collega con Beatrice Marchetti, che nel frattempo ha cambiato spiaggia e si trova su Playa Imboscadissima. Beatrice, a bordo di un cayuco, deve riuscire a raggiungere la spiaggia delle sorprese. Tutti i naufraghi raggiungono la Palapa, eccetto Andrea Cerioli che è dal medico perché ha avuto un mancamento dopo la prova Salvador contro Isolde Kostner.
La conduttrice accoglie in studio l'eliminato Paul Gascoigne che rassicura di stare molto meglio, poi con l'aiuto di Tommaso Zorzi, gli vengono fatte delle domande in inglese e lui le dovrà tradurre in italiano, dopo aver superato la prova, Paul riceve come premio un attestato. Più tardi, la conduttrice saluta anche Beppe Braida, già presente in studio dall'inizio della puntata.
Awed viene invitato a raggiungere Playa Palapa, dove ascolta un messaggio della madre, e in seguito per conquistare la parmigiana di melanzane, Elisa Isoardi e Drusilla Gucci in studio dovranno giocare per lui, affrontando la prova ricompensa. La prova consiste nel rimanere a braccia tese, tenendo un'asta con sopra attaccati dei sacchi e dovranno resistere per almeno 90 secondi. Elisa e Drusilla vincono la prova per Awed, che decide di non condividere la ricompensa con i compagni. Dopo la prova superata, Iva Zanicchi abbandona lo studio per tornare a casa, a causa di una puntura di un'ape sopra la mano.
Roberto Ciufoli affronta la prova dell'eroe, che dovrà superare la mitica prova del fuoco, che consiste nel stare attaccati a un'asse di legno mentre la fiamma aumenta, superando il record precedente di Ignazio Moser di 3:04. Al naufrago gli viene offerto di scambiarsi di gruppo con Miryea Stabile, andando nel gruppo dei Primitivi. Roberto, dopo essere arrivato a 3:14 alla prova del fuoco, rifiuta di scambiarsi di gruppo e vince come ricompensa la pasta.
Francesca Lodo, Miryea Stabile e Valentina Persia affrontano la prova ricompensa per i Primitivi, mentre Isolde Kostner, Matteo Diamante e Roberto Ciufoli per gli Arrivisti. La prova consiste nel affrontare un percorso ricco di ostacoli con le mani legate dietro la schiena, infine i Primitivi vincono una festa tra balli e stuzzichini. La prova superata dai naufraghi viene vinta anche per Beatrice Marchetti su Playa Imboscadissima, che vince la farina. Infine, i naufraghi vengono accompagnati su Playa Reuníon, mentre i Primitivi iniziano a festeggiare e a brindare tra balli e stuzzichini.
La puntata si conclude con le nomination: i nominati della puntata sono Emanuela Tittocchia (mandata direttamente al televoto per non essere stata salvata dal leader Salvador, Isolde Kostner), Fariba Tehrani (nominata dagli Arrivisti) e Francesca Lodo (nominata dai Primitivi).

### Sedicesima puntata
Ilary Blasi entra in studio illustrando i temi della puntata, poi presenta gli opinionisti e saluta gli ex naufraghi. Infine, si collega con la Palapa, dove l'inviato Massimiliano Rosolino spiega le ultime novità. Tra esse, annuncia che Valentina Persia è passata nel gruppo degli Arrivisti, in quanto esclusa dai nuovi naufraghi.
Ilary Blasi ferma il televoto e annuncia che la naufraga a essere eliminata è Francesca Lodo con il 49%, che viene sconfitta da Fariba Tehrani con il 26% e da Emanuela Tittocchia con il 25%. Infine, Francesca dà il Bacio di Giuda ad Andrea Cerioli come ultima nomination. Dopo aver abbandonato la Palapa, Francesca viene accompagnata su Playa Imboscadissima dove risiede Beatrice Marchetti, per la seconda possibilità. Lei accetta questa seconda possibilità e decide di continuare la sua avventura.
Viene spiegato che il passaggio di Valentina Persia tra gli Arrivisti: è stata scelta direttamente dai tre: Matteo Diamante, Emanuela Tittocchia e Rosaria Cannavò, che l'hanno fatta prigioniera dopo aver trascorso un po' di tempo con i Primitivi.
I naufraghi raggiungono la spiaggia, dove la leader Isolde Kostner viene chiamata a un'importante scelta: deve indicare tre dei suoi compagni Arrivisti che secondo lei non meritano di stare sull'isola. Il primo nome che fa è Awed, il secondo nome è Valentina Persia e infine, il terzo nome a sorpresa è Roberto Ciufoli. La conduttrice annuncia che i gruppi sono definitivamente sciolte e i naufraghi dovranno vedersela da soli fino alla vittoria finale. I tre ex Arrivisti indicati da Isolde sono a rischio nomination. Ciascuno dei tre dovrà sfidare un naufrago in un duello: lo sconfitto andrà direttamente al televoto. Awed decide di sfidare Emanuela Tittocchia, Valentina sfida Rosaria Cannavò, infine, Roberto sfida Fariba Tehrani.
A Playa Imboscadissima, Beatrice Marchetti accoglie l'eliminata Francesca Lodo. La conduttrice le spiega questa seconda opportunità di continuare a essere naufraga. Nel frattempo, in studio, la conduttrice accoglie l'eliminata Vera Gemma e commenta con lei gli ultimi fatti accaduti. Tra essi, mostra un filmato del suo triangolo amoroso con Jedà Lenfoire e Vera.
Awed e Emanuela Tittocchia affrontano la prima prova duello, denominata Prova del girarrosto, i due dovranno riuscire a resistere per più tempo possibile agrappati a un attrezzo che ruota e cambia continuamente direzione. A cedere per prima in acqua è Emanuela, che diventa la prima nominata della puntata, mentre Awed si salva.
Nella Palapa risuona You Are The Reason, la canzone d'amore di Andrea Cerioli e la sua Arianna. Andrea viene invitato in spiaggia perché c'è una proposta per lui: da una parte i biscotti, dall'altra qualcuno che ha sorvolato l'oceano per vederlo. Andrea dovrà fare una scelta di pancia o di cuore. Lui segue il cuore, apre la tenda e scopre che in realtà c'è soltanto la sagoma della sua fidanzata, e può godersi anche i biscotti, che condivide con gli altri naufraghi. Più tardi viene comunicato che durante la notte, Roberto Ciufoli ha violato il confine della spiaggia per andare a prendere un fruttino nel gruppo dei Primitivi, e quindi come punizione è stata diminuita la quantità di riso per gli Arrivisti.
Valentina Persia e Rosaria Cannavò affrontano la seconda prova duello, ovvero tirare con più forza possibile dei manubri attaccati a dei sacchi collegati con delle corde a un secchio pieno di fango. Chi farà cadere il secchio viene rovesciato dal fango e perde la prova, mentre chi resiste per più tempo vince la prova. Rosaria perde la prova, diventando la seconda nominata della puntata, mentre Valentina si salva.
Roberto Ciufoli e Fariba Tehrani affrontano il terzo e ultimo duello affrontando la mitica prova del fuoco, che consiste nel stare attaccati a un'asse di legno mentre la fiamma aumenta, superando il record precedente di Roberto di 3:14. Fariba arriva a 5:19, mentre Roberto arriva a 5:22, ed entrambi si salvano dal televoto.
In Palapa scatta una catena di salvataggio per stabilire i sette naufraghi che prenderanno parte alla nuova prova Leader. Si parte da Isolde Kostner, leader in carica: fa il nome di Matteo Diamante. Quest'ultimo fa il nome di Awed, che sceglie Valentina Persia, lei sceglie Roberto Ciufoli, quest'ultimo sceglie Angela Melillo, infine, quest'ultima sceglie Miryea Stabile. I naufraghi affrontano la prova Leader, Isolde Kostner vince la prova e diventa immune, ovvero rimanere in equilibrio su dei paletti di legno, mantenendo le mani su delle corde con sopra attaccati dei sacchi di sabbia, vince la prova chi resiste il maggior tempo possibile. A vincere la prova contro Angela e Valentina, rimaste per ultime in gara, è Isolde che si conferma leader diventando immune dalle nomination.
In studio, Akash Kumar affronta la prova ricompensa per Beatrice Marchetti e Francesca Lodo su Playa Imboscadissima. La prova consiste nel resistere appeso per 2 minuti su un'asta. Come ricompensa c'è la pasta, che le due non avranno perché la prova non è stata superata da Akash.
La puntata si conclude con le nomination: i nominati della puntata sono Emanuela Tittocchia e Rosaria Cannavò (mandate direttamente in nomination per non aver superato le prove), Roberto Ciufoli (nominato dal gruppo) e Valentina Persia (nominata dal leader, Isolde Kostner).

### Diciassettesima puntata
Ilary Blasi entra in studio illustrando i temi della puntata, poi presenta gli opinionisti e saluta gli ex naufraghi. Infine, accoglie in studio l'eliminata Manuela Ferrera e commenta con lei gli ultimi fatti accaduti. La conduttrice si collega con Playa Palapa e comunica che i leader Salvador della puntata saranno due, che poi ne dovrà rimanere solo uno in quanto i due leader dovranno affrontare una prova duello e il vincitore diventerà super leader, ovvero il padrone dell'isola, mentre il perdente andrà direttamente in nomination.
Ilary Blasi ferma il televoto e annuncia che la naufraga a salvarsi è Valentina Persia con il 44%, mentre il destino di Roberto Ciufoli con il 21%, Emanuela Tittocchia con il 20% e di Rosaria Cannavò con il 15%, è sospeso in quanto uno dei tre verrà salvato, mentre gli altri due verranno scelti dai leader Salvador per vedersela al televoto flash per l'eliminazione.
Isolde Kostner e Valentina Persia affrontano la prova del girarrosto, che consiste nel resistere per più tempo possibile aggrappati a un attrezzo che ruota e cambia continuamente direzione. Dopo più di 3 minuti, la prima a cadere in acqua è Valentina, mentre Isolde viene eletta prima leader Salvador della serata. Isolde viene chiamata alla cerimonia della salvaciòn, per stabilire chi mandare al televoto flash tra i tre naufraghi a rischio, la leader taglia la corda di Emanuela Tittocchia, mandandola a rischio eliminazione.
La conduttrice annuncia che il secondo leader Salvador della puntata, che manderà al televoto flash uno tra Roberto Ciufoli e Rosaria Cannavò, sarà uomo. Ignazio Moser, Andrea Cerioli, Matteo Diamante e Awed, vengono chiamati a tuffarsi in acqua, salire su una torre, recuperare un secchio e man mano riempirlo d'acqua per recuperare un amuleto. Infine, la prova viene vinta da Ignazio, che taglia la corda di Roberto mandandolo al televoto flash contro Emanuela, salvando Rosaria dal rischio eliminazione.
Ilary Blasi apre il televoto flash tra Emanuela Tittocchia e Roberto Ciufoli che verrà chiuso con l'eliminazione di uno dei due. Nel frattempo in studio la conduttrice accoglie nuovamente Vera Gemma, che sfila ancora più elegante. Una volta chiuso il televoto flash, la conduttrice legge il verdetto e annuncia che la naufraga a essere eliminata è Emanuela con 43%, che viene sconfitta da Roberto con il 57%. Infine, Emanuela dà il Bacio di Giuda a Roberto come ultima nomination. Dopo aver abbandonato la Palapa, Emanuela viene accompagnata su Playa Imboscadissima dove risiedono Beatrice Marchetti e Francesca Lodo, per la seconda possibilità. Infine, lei rifiuta questa seconda possibilità e decide di interrompere la sua avventura.
I naufraghi affrontano la prova ricompensa, denominata Se mi lasci non vale divisi tra la squadra di Ignazio Moser e Isolde Kostner. L'obiettivo di ciascuna squadra è salire su una torre e tutti insieme resistere attaccati per almeno 10 secondi, infine la prova viene vinta dalla squadra di Ignazio. La ricompensa comprende dei piatti: pasta al pesto, cotoletta, insalata, un cucchiaio di dolce e una tazzina di caffè. Ignazio deve assegnare ogni portata a un naufrago della sua squadra e decide di dare la pasta ad Andrea Cerioli propone di lasciare le pietanze più gustose alle due donne, poi decide di assegnare la cotoletta a Valentina Persia, l'insalata per sé stesso, il dolce a Miryea Stabile e il caffè a Roberto Ciufoli.
I naufraghi affrontano le nomination, i leader Salvador devono indicare due naufraghi che dovranno fare le loro scelte in maniera palese. Ignazio Moser e Isolde Kostner affrontano la prova Leader per diventare il sovrano dell'isola, mentre il perdente della prova andrà in nomination. La prova consiste nel resistere il maggior tempo possibile sdraiati in una vasca che man mano si riempirà d’acqua. Infine, dopo quasi 9 minuti, il primo a risalire è Ignazio, che va direttamente al televoto, mentre Isolde diventa super leader. Ilary Blasi spiega che in quanto leader, Isolde, ogni giorno al calar del sole dovrà indicare il peggior naufrago e dargli il bacio di Giuda.
La puntata si conclude con le nomination: i nominati della puntata sono Ignazio Moser (mandato direttamente in nomination per non aver superato la prova leader), Roberto Ciufoli (nominato dal gruppo) e Andrea Cerioli (nominato dal leader, Isolde Kostner).

### Diciottesima puntata
Ilary Blasi entra in studio e mostra i temi della puntata, poi presenta gli opinionisti e saluta gli ex naufraghi. Infine, si collega con la Palapa dove si commenta lo scontro tra Ignazio Moser e Matteo Diamante.
Ilary Blasi ferma il televoto e annuncia che il naufrago a essere eliminato è Roberto Ciufoli con il 56%, che viene sconfitto da Andrea Cerioli con il 31% e da Ignazio Moser con il 13%. Infine, Roberto dà il Bacio di Giuda ad Angela Melillo come ultima nomination. Dopo aver abbandonato la Palapa, Roberto viene accompagnato su Playa Imboscadissima dove risiedono Beatrice Marchetti e Francesca Lodo, per la seconda possibilità. Lui accetta questa seconda possibilità, ma dovrà vedersela al televoto flash contro Beatrice e Francesca. Il televoto verrà chiuso con l'eliminazione di uno fra i tre.
I naufraghi raggiungono Playa Palapa dove dovranno affrontare la prova immunità. Il primo naufrago a giocare è Matteo Diamante. La leader Isolde Kostner, viene chiamata a una scelta, dovrà decidere chi dovrà sfidare Matteo. La leader decide di farlo sfidare con Andrea Cerioli e non con Ignazio Moser. Andrea e Matteo si sfidano in un duello per conquistare l'immunità: la prova consiste nel stare legati da una corda poi i due naufraghi devono cercare di raggiungere i cocchi e riportarli in postazione. Infine, Matteo vince la prova e diventa immune, mentre Andrea si arrende al primo tentativo.
La conduttrice invita Fariba Tehrani in postazione nomination. Fariba ha infranto il regolamento, rivelando l'esistenza di un'altra isola. Quest'ultima spiega gli altri già lo sapevano, poi la conduttrice annuncia che per punizione andrà direttamente in nomination d'ufficio. Infine, la conduttrice le dice che se rivela ancora i dettagli avrà altre punizioni.
I naufraghi raggiungono la spiaggia per la seconda prova immunità. A sfidarsi sono Angela Melillo e Miryea Stabile. Entrambe potranno avere una compagna di squadra: Valentina Persia o Rosaria Cannavò e spetta a Isolde Kostner formare le coppie. La leader manda Angela con Valentina, mentre Miryea con Rosaria. La prova consiste nel rimanere per più tempo possibile in apnea in due manche. Angela resiste per 40 secondi, mentre Miryea resiste per 18 secondi. Dopo una falsa partenza, si gioca la seconda manche tra Valentina e Rosaria. Quest'ultima risale subito, mentre Valentina porta il tempo di Angela a 1:48. Infine, Angela e Valentina diventano immuni insieme a Matteo Diamante.
Roberto Ciufoli conferma la sua volontà di restare su Playa Imboscadissima. A questo punto, Ilary Blasi apre un televoto flash, per decidere chi deve rimanere tra lui, Beatrice Marchetti e Francesca Lodo. Il meno votato dovrà abbandonare definitivamente l'isola.
La terza prova immunità è tra Awed e Ignazio Moser. La sfida è sui social, i due si appellano al pubblico e chi riceverà più like diventerà immune dalle nomination.
La conduttrice accoglie in studio l'eliminato Gilles Rocca e commenta con lui gli ultimi fatti accaduti sull'isola.
I naufraghi affrontano la prova ricompensa. Fariba non partecipa alla prova a causa di problemi fisici, che mangerà qualora il gruppo dovesse perdere. Quest'ultima deve scegliere uno iettatore che dovrà affiancarla e fa il nome di Awed. I naufraghi iniziano la prova che consiste nel ricomporre in 5 minuti un mega puzzle in acqua, con Angela Melillo che dà le dritte. La prova viene vinta dai naufraghi che ottengono come ricompensa i cannelloni e dovranno mangiarli in 2 minuti, mentre Fariba e Awed non potranno usufluire della ricompensa.
Ilary Blasi si collega con Playa Imboscadissima dove ferma il televoto flash e annuncia che la prima naufraga a essere salva è Beatrice Marchetti con il 36%, poi il secondo naufrago salvo è Roberto Ciufoli con il 41%, mentre Francesca Lodo viene eliminata con il 23%. Dopo aver perso al televoto Francesca abbandona l'isola e viene accompagnata in Italia, mentre Roberto rimane sull'isola continuando la sua avventura insieme a Beatrice.
Awed in settimana si è allenato con l'aiuto di Angela Melillo e Ignazio Moser, per battere Isolde Kostner. Awed ha la possibilità di mettere alla prova i suoi miglioramenti sollevando un peso di 50 chili e tenerlo per 2 minuti, in palio un panino. Il peso da sollevare è Isolde, infine, Awed supera la prova e si gusta la ricompensa.
Ilary Blasi comunica che tra Ignazio Moser e Awed, il quarto immune della puntata è proprio Awed per aver superato i like sui social.
Isolde Kostner e Awed raggiungono la spiaggia per affrontare la prova Leader denominata il Serpente honduregno. La prova consiste nel stare legati con le mani e le gambe, poi strisciare sulla sabbia e spingere un pallone in avanti fino al traguardo. Infine, Awed vince la prova diventando il nuovo leader, mentre Isolde perde la prova e viene nominata da Awed.
La puntata si conclude con le nomination: i nominati della puntata sono Fariba Tehrani (mandata direttamente in nomination d'ufficio per punizione), Rosaria Cannavò (nominata dal gruppo) e Isolde Kostner (nominata dal leader, Awed).

### Diciannovesima puntata
Ilary Blasi entra in studio e mostra i temi della puntata, poi presenta gli opinionisti e saluta gli ex naufraghi, infine, annuncia che durante la puntata verrà proclamato il primo finalista dell'edizione.
Ilary Blasi ferma il televoto e annuncia che la naufraga a essere eliminata è Rosaria Cannavò con il 25%, che viene sconfitta da Fariba Tehrani con il 47% e da Isolde Kostner con il 28%. Infine, Rosaria dà il Bacio di Giuda a Miryea Stabile come ultima nomination. Dopo aver abbandonato Playa Palapa, Rosaria viene accompagnata su Playa Imboscadissima dove risiedono Beatrice Marchetti e Roberto Ciufoli, per la seconda possibilità. Lei accetta questa seconda possibilità, ma dovrà vedersela al televoto flash contro Beatrice e Roberto. Il televoto verrà chiuso con l'eliminazione di uno fra i tre.
La conduttrice spiega velocemente il meccanismo che porterà alla scelta del primo finalista. Ci saranno tre gare con tre vincitori, infine, tra i tre verrà proclamato il finalista tramite il televoto flash. La prima manche vedrà protagoniste le donne: Angela Melillo, Isolde Kostner, Miryea Stabile e Valentina Persia, tranne Fariba Tehrani che non partecipa a causa di problemi fisici. La prova consiste nell'impugnare un manubrio per più tempo possibile, stando attaccati a una pedana di legno, mentre la piattaforma viene inclinata con delle corde attaccate a un timone, pilotato dall'inviato Massimiliano Rosolino. Chi cade in acqua per primo viene eliminato dalla prova e riceve un punto per le nomination, mentre chi resiste per più tempo sull'asse di legno diventa immune e sia candidato finalista. Infine, Valentina cade per prima in acqua che si becca una nomination, dopo di lei cade Miryea, mentre Isolde supera Angela e diventa la prima aspirante finalista e immune.
Rosaria Cannavò conferma la sua volontà di restare su Playa Imboscadissima. A questo punto, Ilary Blasi apre un televoto flash, per decidere chi deve rimanere tra lei, Beatrice Marchetti e Roberto Ciufoli. Il meno votato dovrà abbandonare definitivamente l'isola.
La seconda prova per scegliere il secondo finalista è tra i quattro uomini: Andrea Cerioli, Ignazio Moser, Matteo Diamante e Awed. Il gioco è lo stesso di quello delle donne: la prova viene vinta dal naufrago che resiste per più tempo possibile sull'asse di legno, mentre chi cade in acqua per primo riceve un punto per le nomination. Il primo a cadere è Ignazio che si becca una nomination, poi Awed e Matteo Diamante. Infine, la prova viene vinta da Andrea, che diventa il secondo aspirante finalista e immune.
Ilary Blasi si collega con Playa Imboscadissima dove ferma il televoto flash e annuncia che la prima naufraga a essere salva è Beatrice Marchetti con il 36%, poi il secondo naufrago salvo è Roberto Ciufoli con il 44%, mentre Rosaria Cannavò viene eliminata definitivamente con il 20% e viene accompagnata in Italia.
I naufraghi affrontano la terza prova per stabilire il terzo aspirante finalista. In spiaggia giocano Angela Melillo, Awed, Matteo Diamante e Miryea Stabile. La prova consiste nel tenere dei sacchi attaccati a un'asta con le braccia tese in avanti e resistere per più tempo possibile, mentre chi tocca la corda per primo riceve una nomination. Il primo naufrago che tocca la corda è Matteo, che riceve una nomination. Dopo quasi 9 minuti, Angela, Miryea e Awed vengono invitati a stare su una gamba sola. La prova viene vinta da Angela che diventa terza aspirante finalista e immune.
Dopo che i naufraghi hanno eseguito tutte e tre le prove, la conduttrice apre il televoto flash per stabilire il primo finalista: tra Isolde Kostner, Andrea Cerioli e Angela Melillo.
Tutti i naufraghi raggiungono Playa Palapa per la prova ricompensa. La prova è una sfida a squadre, che mette in palio spaghetti con polpette, mentre gli sconfitti mangeranno gli avanzi. La sorte sceglie Valentina Persia e Ignazio Moser come capitani dopo che hanno pescato il bastoncino rosso. I due capitani si danno alla formazione delle squadre: Valentina sceglie Andrea Cerioli, Miryea Stabile e Isolde Kostner, mentre Ignazio sceglie Matteo Diamante, Awed e Angela Melillo. Fariba Tehrani non partecipa alla prova, ma scomette sulla squadra di Valentina. La prova è il tiro della fune: che consiste nel tirare una corda, facendo cadere un'ascia su un'asse di legno. La prova viene vinta dalla squadra di Ignazio, che ha un minuto di tempo per mangiare (uno alla volta), mentre la squadra di Valentina ha 30 secondi per mangiare gli avanzi.
La conduttrice accoglie in studio il concorrente Ubaldo Lanzo, che è stato costretto a ritirarsi dal gioco per essersi fratturato due denti, e commenta con lui gli ultimi fatti accaduti. Poi, la conduttrice si collega con la Palapa, dove fa gli auguri di buon compleanno ad Andrea Cerioli.
Ilary Blasi ferma il televoto flash per decidere chi dovrà essere il primo finalista e annuncia che il primo finalista è Andrea Cerioli con il 49%, che supera Isolde Kostner con il 42% e Angela Melillo con 9%.
La puntata si conclude con le nomination: i nominati della puntata sono Fariba Tehrani e Miryea Stabile, entrambe nominate dal gruppo.

### Ventesima puntata
Ilary Blasi entra in studio illustrando i temi della puntata, poi presenta gli opinionisti e saluta gli ex naufraghi, infine, annuncia che durante la puntata verrà proclamato il secondo finalista dell'edizione e che ci sarà una doppia eliminazione.
Ilary Blasi si collega con Playa Palapa, dove ferma il televoto e annuncia che il naufraga a essere eliminata è Fariba Tehrani con il 54%, che viene sconfitta da Miryea Stabile con il 46%. Infine, Fariba dà il Bacio di Giuda a Valentina Persia come ultima nomination, ma non gli viene concessa l'opportunità di restare in gioco con Beatrice Marchetti e Roberto Ciufoli, in quanto ha già vissuto su isole alternative e viene accompagnata subito in Italia.
I naufraghi sono in spiaggia, dove dovranno affrontare la prova, eccetto Matteo Diamante e Isolde Kostner che sono stati nominati in modo palese dai compagni il giorno prima della puntata con l'aiuto dell'inviato Massimiliano Rosolino. Chi vincerà la prova sarà salvo, mentre gli altri andranno al televoto flash con Matteo e Isolde per la seconda eliminazione della puntata. La prova è denominata il serpente honduregno, che consiste nel stare con braccia e gambe legate, strisciare spingendo un pallone unicamente con la testa. A vincere la prova è Awed, con un certo distacco sugli altri. La conduttrice apre il televoto flash per decidere chi salvare tra Angela Melillo, Ignazio Moser, Isolde Kostner, Matteo Diamante, Miryea Stabile e Valentina Persia, tranne Awed che ha vinto la prova.
La conduttrice chiude il televoto flash e procede con i verdetti: sono salvi Isolde Kostner con il 21%, Miryea Stabile con il 20%, Matteo Diamante con il 18% e Ignazio Moser con il 16%, mentre Angela Melillo e Valentina Persia restano in bilico. I naufraghi vengono invitati a prendere una posizione, ovvero schierarsi al fianco di chi vorrebbero eliminare tra Angela e Valentina. Isolde si schiera dalla parte di Valentina, mentre tutti gli altri si schierano contro Angela. Infine, la conduttrice legge il verdetto finale e annuncia che la naufraga a essere eliminata è Angela votata soltanto dal 3%, mentre Valentina si salva con il 22%. Infine, Angela dà il Bacio di Giuda a Miryea come ultima nomination.
I naufraghi procedono con la scelta del secondo finalista, affrontando tre duelli che decreteranno i tre aspiranti finalisti. Le coppie vengono decise dalla sorte, a seconda del colore del bastoncino pescato: Miryea Stabile contro Isolde Kostner, Valentina Persia contro Matteo Diamante, Awed contro Ignazio Moser.
La prima sfida per descretare il primo aspirante finalista è tra Valentina Persia e Matteo Diamante. La prova consiste nel recuperare in fondo al mare alcuni pezzi di un totem rinchiusi in quattro casse e portare i pezzi a riva per costruire il totem. Infine, Matteo vince la prova diventando il primo aspirante finalista della puntata, mentre Valentina perde la prova.
Dopo aver abbandonato Playa Palapa, Angela Melillo viene accompagnata su Cayo Paloma dove risiedono Beatrice Marchetti e Roberto Ciufoli che come ricompensa hanno cambiato isola, per la seconda possibilità. Lei rifiuta questa seconda possibilità e decide di interrompere la sua avventura venendo accompagnata in Italia.
In spiaggia si svolge la seconda sfida per descretare il secondo aspirante finalista tra Miryea Stabile e Isolde Kostner. La prova consiste nel stare aggrappate con le mani su dei chiodi di legno sopra delle pareti che man mano si inclinano verso il mare, vince la prova chi resiste per più tempo possibile. La prima a cadere in acqua è Miryea, mentre Isolde diventa la seconda aspirante finalista della puntata.
Ilary Blasi invita Andrea Cerioli a raggiungere il boschetto dove potrà specchiarsi dopo due mesi e mezzo, e dopo essersi visto allo specchio si piace. Andrea dopo essere tornato dagli altri, viene messo alla prova: deve accettare di farsi tagliare i capelli e la barba a zero in cambio di una cofana di pasta per il gruppo per una settimana intera. Andrea non ne vuole sapere e rifiuta di farsi tagliare i capelli e la barba a zero, quindi viene offerta la possibilità a Ignazio Moser. Dopo il consenso della sua fidanzata Cecilia Rodríguez, Ignazio decide di farsi tagliare la barba e i capelli a zero, poi si va a specchiarsi e dopo aver superato la prova conquista la cofana di spaghetti per una settimana intera.
Si prosegue con il terzo e ultimo duello tra Awed e Ignazio Moser. I due si sfidano alla prova del girarrosto, che consiste nel resistere per più tempo possibile aggrappati a un attrezzo che ruota e cambia continuamente direzione. Dopo più di 5 minuti, Awed si arrende, mentre Ignazio diventa il terzo aspirante finalista contro Matteo Diamante e Isolde Kostner.
Ilary Blasi apre il televoto flash per decidere chi mandare in finale tra Matteo Diamante, Isolde Kostner e Ignazio Moser. La conduttrice comunica che il secondo finalista sarà in automatico anche leader della puntata. Poi ferma il televoto flash e annuncia che il secondo finalista è Ignazio Moser con il 66%, che batte Isolde con il 23% e Matteo con l'11%.
La puntata si conclude con le nomination: i nominati della puntata sono Isolde Kostner (nominata dal gruppo) e Matteo Diamante (nominato dal leader, Ignazio Moser).

### Ventunesima puntata -Semifinale
Ilary Blasi entra in studio illustrando i temi della puntata, poi presenta gli opinionisti e saluta gli ex naufraghi, infine, annuncia che i naufraghi cambieranno spiaggia e torneranno a lottare per il fuoco. Dopo aver salutato anche Andrea Damante presente in studio in quanto amico di Ignazio Moser, la conduttrice mostra un filmato che riassume il viaggio dei nove naufraghi superstiti verso la finale.
Ilary Blasi ferma il televoto e annuncia che la naufraga a essere eliminata è Isolde Kostner con il 56%, che viene sconfitta da Matteo Diamante con il 47%. Infine, Isolde dà il Bacio di Giuda a Matteo Diamante come ultima nomination. Dopo aver abbandonato Playa Palapa, Isolde viene accompagnata su Cayo Paloma dove risiedono Beatrice Marchetti e Roberto Ciufoli, per la seconda possibilità. Lei accetta questa seconda possibilità, ma dovrà vedersela al televoto flash contro Beatrice e Roberto. Il televoto verrà chiuso con l'eliminazione di uno fra i tre.
A Playa Palapa, Matteo Diamante, Miryea Stabile, Valentina Persia e Awed affrontano la sfida per la proclamazione del terzo finalista. La prova finalista consiste nel resistere il maggior tempo possibile sdraiati in una vasca che man mano si riempirà d'acqua. Infine, Awed vince la prova dopo essere resistito di più e viene proclamato terzo finalista, mentre Miryea, Valentina e Matteo risalgono subito. Dopo aver vinto la prova Awed viene invitato a fare una scelta, dovrà indicare chi mandare al televoto flash tra i suoi compagni. Awed sceglie Miryea, mentre Matteo e Valentina dovranno vedersela in un duello, dove il perdente andrà al televoto flash insieme a Miryea.
Ilary Blasi ferma il televoto flash tra Beatrice Marchetti, Isolde Kostner e Roberto Ciufoli su Cayo Paloma e annuncia che il naufrago a essere eliminato è Roberto con il 18%, che viene sconfitto da Isolde con il 46% e da Beatrice con il 36%.
In spiaggia, Matteo Diamante e Valentina Persia si sfidano per la finale. La prova consiste nel camminare sulle corde, avanzando spostando di volta in volta delle tavolette. Vince la prova chi arriva per primo alla piattaforma, recupera il totem e torna al punto di partenza. Infine, Matteo vince la prova diventando il quarto finalista, mentre Valentina perde e dovrà vedersela al televoto flash contro Miryea Stabile.
Ilary Blasi ferma il televoto e annuncia che la naufraga a essere eliminata è Miryea Stabile con il 47%, che viene sconfitta da Valentina Persia con il 53% che diventa la quinta finalista. Infine, Miryea dà il Bacio di Giuda ad Awed come ultima nomination. Dopo aver abbandonato Playa Palapa, la conduttrice chiede a Miryea di fare uno scherzo a Beatrice Marchetti e a Isolde Kostner su Cayo Paloma, lo scherzo consiste nel far nel scegliere chi eliminare tra Beatrice e Isolde. Lei con la complicità della conduttrice fa il nome di Beatrice, che le fa credere di essere eliminata e che Miryea prende il suo posto su Cayo Paloma. Dopo essere stato svelato che è stato tutto uno scherzo, Beatrice viene riportata sull'isola, mentre Miryea viene definitivamente eliminata e accompagnata in Italia. Più tardi, la conduttrice apre un televoto flash per scegliere la sesta finalista tra Beatrice e Isolde, mentre la perdente sarà eliminata definitivamente.
Nel corso della puntata, la conduttrice mostra la presentazione del film Ultima gara in onda giovedì 3 giugno 2021 con protagonista Raoul Bova. Nel film è presente anche l'inviato Massimiliano Rosolino.
Ilary Blasi ferma il televoto e annuncia che la sesta finalista è Beatrice Marchetti con il 62%, che sconfigge Isolde Kostner con il 38% venendo eliminata definitivamente e accompagnata in Italia, mentre Beatrice viene accompagnata a Playa Reuníon insieme agli altri naufraghi.
In spiaggia, Andrea Cerioli, Ignazio Moser, Matteo Diamante, Valentina Persia e Awed affrontano l'ultima prova Leader dell'edizione. La prova consiste nel riuscire a restare appesi, tenendo un sacco appoggiato sulle gambe, senza toccare la pedana con i piedi. La prova viene vinta da Andrea che arriva a 1:27, record che viene battuto da Beatrice Marchetti appena tornata da Cayo Paloma, che vince la prova venendo incoronata leader e immune dalle nomination.
Ilary Blasi accoglie in studio l'eliminata Francesca Lodo e commenta con lei gli ultimi fatti accaduti sull'isola.
I naufraghi proseguono con le nomination dove gli viene concessa l'opportunità di specchiarsi. Dopo aver fatto le nomination, i naufraghi vengono trasferiti su Cayo Paloma per l'ultima settimana prima della finale, tranne Beatrice che rimane in zona nomination per scegliere chi nominare come leader. Dopo aver fatto la sua nomination, Beatrice viene accompagnata su Cayo Paloma insieme ai compagni.
La puntata si conclude con le nomination: i nominati della puntata sono Matteo Diamante (nominato dal gruppo) e Awed (nominato dal leader, Beatrice Marchetti).

### Ventiduesima puntata -Finale
Ilary Blasi entra in studio illustrando i temi della puntata, poi presenta per l'ultima volta gli opinionisti e saluta gli ex naufraghi. L'opinionista Tommaso Zorzi ci tiene a fare un saluto al cantante Michele Merlo, scomparso il 7 giugno 2021. La conduttrice mostra un filmato con le immagini dei naufraghi che danno il loro addio alla spiaggia che li ha ospitati fino alla finale.
La conduttrice si collega con la Palapa dove è presente solo l'inviato Massimiliano Rosolino, poi quest'ultimo accoglie in Palapa per l'ultima volta i sei finalisti: Andrea Cerioli, Beatrice Marchetti, Ignazio Moser, Matteo Diamante, Valentina Persia e Awed.
Ilary Blasi ferma il televoto e annuncia che il sesto classificato a dover abbandonare l'isola è Matteo Diamante con il 73%, che viene sconfitto da Awed con il 27%.
I cinque finalisti rimasti in gara, per la prima volta si rivedono nelle immagini che ripercorrono la loro avventura sull’isola. Intanto, Arianna Cirrincione e Cecilia Rodríguez, rispettivamente le fidanzate di Andrea Cerioli e Ignazio Moser sbarcano su Playa Palapa. All’insapute dei due naufraghi, le due si sfideranno in un duello dove soltanto la vincitrice potrà riabbracciare il proprio uomo. La conduttrice comunica ad Andrea e a Ignazio che le loro fidanzate si stanno per sfidare in spiaggia al girarrosto, che consiste nel resistere per più tempo possibile aggrappati a un attrezzo che ruota e cambia continuamente direzione. I due assistono guardando la prova dalla Palapa ma non credono che siano veramente in Honduras. I due quando vedono nell'inquadratura anche Massimiliano Rosolino si ricredono. Arianna e Cecilia affrontano la prova, ma subito dopo pochi secondi Arianna cade in acqua e viene invitata a lasciare l'isola, mentre Cecilia potrà incontrare Ignazio. Infine, la conduttrice comunica che anche Andrea potrà incontrare ben presto la sua amata Arianna.
I cinque finalisti si sfidano in mare per la prova finale. La prova consiste nel rimanere sdraiati su dei letti di legno che man mano si inclinano dove i naufraghi devono mantenersi stretti con le mani su un'asta, il primo a cadere in acqua andrà al televoto, mentre il vincitore sarà salvo e dovrà scegliere chi mandare al televoto flash contro il perdente della prova. Infine, il primo a cadere in acqua è Ignazio Moser che dovrà affrontare il televoto flash per l'eliminazione, mentre Andrea Cerioli vince la prova e dovrà scegliere chi mandare al televoto flash contro Ignazio. Infine, Andrea manda al televoto flash Beatrice Marchetti. Dopo la prova, la conduttrice apre il televoto flash per decidere chi eliminare tra Ignazio e Beatrice. Intanto, in studio la conduttrice saluta il fidanzato di Beatrice, Mathieu.
La conduttrice invita Ignazio Moser a salire su una barca, dove viene accompagnato su Cayo Paloma, dove trova in una cassa un diario con foto e pensieri che gli manda la sua fidanzata Cecilia Rodríguez. Poi Ignazio corre verso la sua amata, dove si abbracciano e si baciano. La conduttrice prova a convincere Ignazio a farle la proposta in diretta, ma i due rifiutano, dopo che il naufrago trova un anello sotto la sabbia e quindi i due decidono di non averne bisogno.
La conduttrice si collega con i tre naufraghi eliminati in Semifinale: Isolde Kostner, Miryea Stabile e Roberto Ciufoli che si trovano in un hotel per sottoporsi alla quarantena a causa del COVID-19 e poi mostra un filmato della loro avventura sull'isola.
Ilary Blasi ferma il televoto flash e annuncia che la quinta classificata a dover abbandonare l'isola è Beatrice Marchetti con il 54%, che viene sconfitta da Ignazio Moser con il 46%.
I quattro finalisti si sfidano in spiaggia per la prova finale. La prova consiste nel superare un percorso ricco di ostacoli e intrecci, con l'obiettivo di non aggrovigliare la corda e arrivare fino al traguardo con una bandierina, chi vince è salvo e dovrà decidere chi mandare al televoto flash contro il perdente, mentre chi perde va direttamente al televoto flash. Infine, Ignazio Moser perde la prova e dovrà affrontare il televoto flash per l'eliminazione, mentre Awed vince la prova e decide di mandare Valentina Persia al televoto flash contro Ignazio. Dopo la prova, la conduttrice apre il televoto flash per decidere chi eliminare tra Ignazio e Valentina. Intanto, in studio la conduttrice fa una sorpresa a Valentina che si collega con la madre e il fratello e i due la salutano. Poi la conduttrice mostra delle clip sui momenti cult dell'Isola, premiati con il Rosolone d'Oro! Ubaldo Lanzo riceve una statuetta, che la dedica a Massimiliano Rosolino e a tutte le maestranze. Infine, la conduttrice apre il televoto flash per decidere chi eliminare tra Ignazio e Valentina.
Ilary Blasi ferma il televoto flash e annuncia che il quarto classificato a dover abbandonare l'isola è Ignazio Moser con il 52%, che viene sconfitto da Valentina Persia con il 48%.
I tre superstiti finalisti si giocano la finalissima alla prova del fuoco. La prova consiste nel stare attaccati a un'asse di legno mentre la fiamma aumenta. Il primo a sfidare le fiamme è Andrea Cerioli che resiste per 1:14, poi Valentina Persia resiste per 1:29, mentre Awed resiste per 1:26. Infine, Valentina va allo scontro finale, mentre Andrea e Awed se la vedranno al televoto flash per l'eliminazione. Infine, la conduttrice apre il televoto flash per decidere chi eliminare tra Andrea e Awed.
La conduttrice fa una sorpresa ad Awed, che non sa che sta per incontrare suo fratello Daniele. Prima, Awed riceve da lui un videomessaggio, poi viene invitato a un banchetto di parmigiana. A portargliela, è proprio il fratello camuffato da cameriere/chef, Awed lo riconosce subito e lo abbraccia. Intanto in studio risuona il nuovo singolo di Elettra Lamborghini: Pistolero. Andrea Cerioli viene invitato in spiaggia, dove corre convinto di incontrare la fidanzata Arianna, ma ad attenderlo dietro a una tenda c'è la nemica Daniela Martani. Lei gli tende la mano, mentre lui gliela stringe ma prende subito le distanze, infine alle sue spalle arriva anche la sua amata Arianna.
Ilary Blasi ferma il televoto flash e annuncia che il terzo classificato a dover abbandonare l'isola è Andrea Cerioli con il 67%, che viene sconfitto da Awed con il 33%. Infine, viene aperto l'ultimo televoto flash per proclamare il vincitore tra Valentina Persia e Awed.
L'inviato Massimiliano Rosolino rimane da solo e procede allo spegnimento della Palapa e ne approfitta per ringraziare tutti, soprattutto la conduttrice. Anche Ilary Blasi ne approfitta per ringraziare tutti e anche Jedà Lenfoire.
La proclamazione del vincitore avviene sul palco allestito in mare, dove i due super finalisti vengono affiancati dall'inviato Massimiliano Rosolino fino alla proclamazione del vincitore.
Ilary Blasi chiude il televoto flash e procede con il verdetto finale: a vincere l'edizione è Awed con il 61%, mentre Valentina Persia con il 39% è seconda classificata. In studio tutti si fanno i complimenti in una pioggia di coriandoli, mentre il vincitore rimane incredulo viene raggiunto da tutti i finalisti.

## Prove Leader
Nella tabella sono riassunte tutte le prove del Migliore (Leader) di questa edizione con i relativi risultati.
| Giorno | Descrizione della prova | Esito |
| ------ | --- | --- |
| 15     | Tenere in mano col braccio teso in avanti un sacco, dal peso pari al 5% della massa del concorrente, per più tempo possibile. Chi fa cadere il sacco perde, mentre chi lo tiene per tutta la prova vince l'immunità. I due finalisti della prova devono affrontare la prova del fuoco, che consiste nello stare attaccati a un'asse di legno mentre la fiamma aumenta. | Angela Melillo e Awed vincono la prima prova. Angela Melillo vince la prova del fuoco e diventa immune. |
| 18     | Strisciare sulla sabbia come un serpente, legati con mani e piedi tirando avanti con le spalle e con la testa una palla fino al traguardo. Infine, dovranno affrontare la prova del fuoco, che consiste nel stare attaccati a un'asse di legno mentre la fiamma aumenta. | Vincono la prima prova Francesca Lodo per le femmine e Gilles Rocca per i maschi. Francesca Lodo vince la prova del fuoco e diventa immune. |
| 22     | Mantenere il più tempo possibile in equilibrio su una gamba tesa verso l'alto un sacco pieno di sabbia. Infine dovranno affrontare la prova del fuoco, che consiste nel stare attaccati a un'asse di legno mentre la fiamma aumenta. | Vincono la prima prova Angela Melillo e Roberto Ciufoli. Quest'ultimo vince la prova del fuoco e diventa immune. |
| 29     | Tenere in mano col braccio teso in avanti un sacco, dal peso pari al 5% della massa del concorrente, per più tempo possibile. Chi fa cadere il sacco perde, mentre chi lo tiene per tutta la prova vince l'immunità. I due finalisti della prova, una per le donne e uno per gli uomini, devono affrontare la prova del fuoco, che consiste nello stare attaccati a un'asse di legno mentre la fiamma aumenta. | Valentina Persia vince la prova per le donne, mentre Brando Giorgi vince la prova per gli uomini. Brando Giorgi vince la prova del fuoco e diventa immune. |
| 32     | Tenere in mano due blocchi di legno con in mezzo una sfera per più tempo possibile. Chi farà cadere la sfera per primo viene eliminato dalla prova, mentre chi resiste per più tempo diventa immune. | Andrea Cerioli vince la prova e diventa immune, in seguito dovrà scegliere chi salvare dal televoto. Lui manda al televoto Fariba Tehrani e salva Roberto Ciufoli. |
| 36     | I naufraghi devono scrivere su una lavagnetta il nome del naufrago che viene scelto come candidato Leader. I naufraghi scelgono come candidati Leader Roberto Ciufoli (infine viene scelto dal Leader precedente, Andrea Cerioli, in quanto c'è una parità dei voti con Vera Gemma) e Valentina Persia. In seguito i due affrontano la prova leader, che consiste nel stare in equilibrio sull'acqua su due assi di legno attaccate su una corda e far suonare una campana. | Roberto Ciufoli e Valentina Persia vengono scelti dai naufraghi come candidati leader. Infine, Roberto Ciufoli vince la prova e diventa immune. |
| 39     | Mantenere un blocco di legno sulla testa per più tempo possibile, mantenendosi in equilibrio su un'asse di legno. Chi farà cadere il blocco per primo viene eliminato dalla prova, mentre chi resiste per più tempo diventa immune. | Francesca Lodo vince la prova e diventa immune, in seguito dovrà scegliere chi salvare dal televoto. Lei manda al televoto Vera Gemma e salva Miryea Stabile. |
| 43     | Prendere i bastoni di legno per appendersi su una trave per recuperare un amuleto in cima e in seguito portarlo fino a riva, dove viene incoronato Leader. Partecipano alla prova Andrea Cerioli, Miryea Stabile, Valentina Persia e Ubaldo Lanzo, mentre Isolde Kostner, Matteo Diamante, Roberto Ciufoli (che sostituisce Fariba) e Awed. | Vincono la prova Andrea Cerioli per i Primitivi, mentre Matteo Diamante vince la prova per gli Arrivisti. Andrea e Matteo vincono e diventano immuni dalle nomination. |
| 46     | Rimanere per più tempo possibile sulla piattaforma, mentre viene inclinata, una volta che il naufrago perde l'equilibrio cade in acqua, mentre chi resiste per più tempo attaccato alla pedana diventa immune. | Vince la prova Angela Melillo che diventa immune. Angela decide di tagliare la corda di Manuela Ferrera, scegliendo di farla eliminare e salva Roberto Ciufoli e Ubaldo Lanzo. |
| 50     | Impugnare un manubrio per più tempo possibile, stando attaccati a una pedana di legno, mentre la piattaforma viene inclinata con delle corde attaccate a un timone, pilotato dall'inviato Massimiliano Rosolino. Chi cade in acqua per primo viene eliminato dalla prova, mentre chi resiste per più tempo sull'asse di legno diventa immune. | Angela Melillo vince la prova per i Primitivi, mentre Isolde Kostner vince la prova per gli Arrivisti, infine entrambe diventano immuni. |
| 54     | Rimanere in equilibrio per più tempo possibile su degli scalini di una piattaforma in mare. Chi resiste per più tempo possibile sulla piattaforma vince la prova, mentre chi cade in mare perde la prova. Fariba Tehrani (a causa di condizioni fisiche) e Valentina Persia (non scelta dai Primitivi) non partecipano alla prova. | Andrea Cerioli e Isolde Kostner vincono la prova e diventano candidati leader. |
| 54     | Prova denominata Prova del girarrosto. Resistere per più tempo possibile agrappati a un attrezzo che ruota e cambia continuamente direzione. | Dopo più di 5 minuti, il primo a cedere in acqua è Andrea Cerioli, mentre Isolde Kostner diventa leader Salvador e in seguito immune. Isolde decide di tagliare la corda di Emanuela Tittocchia, mandandola direttamente in nomination e salva Roberto Ciufoli. |
| 57     | Tramite una catena di salvataggio si dovrà stabilire i sette naufraghi che prenderanno parte alla nuova prova leader. Si parte da Isolde Kostner, leader in carica: fa il nome di Matteo Diamante. Quest'ultimo fa il nome di Awed, che sceglie Valentina Persia, lei sceglie Roberto Ciufoli, quest'ultimo sceglie Angela Melillo, infine, quest'ultima sceglie Miryea Stabile. La prova consiste nel rimanere in equilibrio su dei paletti di legno, mantenendo le mani su delle corde con sopra attaccati dei sacchi di sabbia, vince la prova chi resiste il maggior tempo possibile. | A vincere la prova contro Angela Melillo e Valentina Persia, rimaste per ultime in gara, è Isolde Kostner che si conferma leader diventando immune dalle nomination. |
| 61     | Prova denominata Prova del girarrosto. Resistere per più tempo possibile aggrappati a un attrezzo che ruota e cambia continuamente direzione. Partecipano alla prova Isolde Kostner e Valentina Persia. | Dopo più di 3 minuti, a vincere la prova è Isolde Kostner, mentre Valentina Persia è la prima a cadere in acqua. Isolde viene chiamata alla cerimonia della salvaciòn, per stabilire chi mandare al televoto flash tra Emanuela Tittocchia, Roberto Ciufoli e Rosaria Cannavò a rischio eliminazione. Infine, Isolde taglia la corda di Emanuela, mandandola al televoto flash. |
| 61     | Tuffarsi in acqua, salire su una torre, recuperare un secchio e man mano riempirlo d'acqua per recuperare un amuleto. Partecipano alla prova Ignazio Moser, Andrea Cerioli, Matteo Diamante e Awed. | La prova viene vinta da Ignazio Moser, che viene eletto secondo leader Salvador. Infine, Ignazio taglia la corda di Roberto Ciufoli mandandolo al televoto flash contro Emanuela Tittocchia, salvando Rosaria Cannavò dal rischio eliminazione. |
| 61     | Resistere il maggior tempo possibile sdraiati in una vasca che man mano si riempirà d'acqua. Partecipano alla prova Ignazio Moser e Isolde Kostner. | Dopo quasi 9 minuti, il primo a risalire è Ignazio Moser, che va direttamente al televoto, mentre Isolde Kostner diventa super leader. |
| 64     | Prova denominata il Serpente honduregno. La prova consiste nel stare legati con le mani e le gambe, poi strisciare sulla sabbia e spingere un pallone in avanti fino al traguardo. Partecipano alla prova Isolde Kostner e Awed. | Awed vince la prova e diventa immune, togliendo il titolo di leader a Isolde Kostner, mandandola poi al televoto. |
| 71     | Superare il televoto flash per descretare il secondo finalista, che in automatico diventa anche leader. | Ignazio Moser supera il televoto flash per descretare il secondo finalista, che in automatico diventa anche leader, battendo Isolde Kostner e Matteo Diamante al televoto. |
| 78     | Riuscire a restare appesi, tenendo un sacco appoggiato sulle gambe, senza toccare la pedana con i piedi. Partecipano alla prova: Andrea Cerioli, Ignazio Moser, Matteo Diamante, Valentina Persia, Awed e Beatrice Marchetti che è appena tornata da Cayo Paloma dovrà superare il record di Andrea di 1:27. | Beatrice Marchetti supera il record di Andrea Cerioli di 1:27, diventando immune dalle nomination dopo essere stata eletta ultima leader dell'edizione. |

## Prove ricompensa
In questa tabella sono riassunte le prove ricompensa di questa edizione con i loro risultati:
| Giorno | Concorrenti | Descrizione della prova | Premi in palio                                                                            | Esito |
| ------ | --- | --- | ----------------------------------------------------------------------------------------- | --- |
| 1      | Gilles Rocca per i Buriños | La prova deve essere svolta in 2 minuti di tempo, che consiste nell'accendere una fiaccola e spezzare con la fiamma la corda che mantiene in ostaggio il sacco | Effetti personali                                                                         | Gilles Rocca supera la prova per i Buriños, che riesce a recuperare quattro sacchi su sei, tranne quelli di Paul Gascoigne e di Daniela Martani che dovranno sopravvivere senza oggetti personali nei primi giorni                                                                     |
| 1      | Akash Kumar per i Rafinados | La prova deve essere svolta in 2 minuti di tempo, che consiste nell'accendere una fiaccola e spezzare con la fiamma la corda che mantiene in ostaggio il sacco | Effetti personali                                                                         | Akash supera la prova per i Rafinados, che riesce a recuperare due sacchi su sei; tranne il suo sacco, quello di Angela Melillo, di Ferdinando Guglielmotti e di Roberto Ciufoli, che nei primi giorni dovranno sopravvivere senza effetti personali                                   |
| 4      | Buriños: Beppe Braida e Valentina Persia. Rafinados: Brando Giorgi e Miryea Stabile | Prova denominata: La Vasca della vergogna. La prova consiste tiratre una corda con il tentativo di trascinare nella vasca piena di fango gli avversari | Cibo e churros                                                                            | Vincono la prova i Rafinados, mentre i Buriños perdono la prova, dato che Beppe Braida è caduto per primo nella vasca fangosa |
| 4      | Paul Gascoigne per i Buriños e Ferdinando Guglielmotti per i Rafinados. I ue capitani delle squadre dovranno escludere due naufraghi dalla propria squadra; Paul decide di escludere Vera Gemma e Daniela Martani, mentre Ferdinando decide di escludere Miryea Stabile (e a Roberto Ciufoli, che non c'è) | Prova denominata: Pelota hondurena. La prova consiste nel fare canestro dentro a delle casse di legno dentro l'acqua | Telo per proteggere la capanna                                                            | I Buriños vincono la prova con 4 a 0 contro i Rafinados |
| 8      | Tutti i naufraghi, tranne Gilles Rocca per i Buriños e Brando Giorgi per i Rafinados | Prendere il chiodo di legno sopra a una pedana di equilibrio sopra l'acqua, una volta preso il chiodo di legno attaccarlo a una scaletta per poi arrampicarsi e tagliare la corda per far suonare il gong                                                                                 | Scambio di squadre tra Brando Giorgi e Gilles Rocca                                       | Vincono la prova I Buriños, quindi Brando Giorgi cambia squadra |
| 11     | Tutti i naufraghi | La prova consiste nel scavalcare una rete, prendere una palla, passare in una rete sott'acqua, scavalcare una pedana e infine fare canestro | Spaghetti con polpette                                                                    | I Buriños vincono la prova con 4 a 3 contro i Rafinados |
| 15     | Gilles Rocca, Awed e Vera Gemma | La prova consiste nel rimanere più tempo possibile in apnea | Il vincitore della prova decide di prendere come ricompensa la farina                     | Gilles Rocca vince la prova |
| 15     | Tutti i naufraghi tranne Roberto Ciufoli | La prova consiste nel salire su uno scivolo poi scivolare, entrare nel fango spingere la cassa e recuperare i pezzi per costruire il totem | Pollo con patate                                                                          | La squadra di Drusilla Gucci vince la prova e anche Roberto Ciufoli per aver vinto la scommessa |
| 18     | Tutti i naufraghi tranne Paul Gascoigne | Tirare una palla con una fascia e far cadere i tirassegni | Pizza                                                                                     | Tutti i naufraghi |
| 22     | Tutti i naufraghi divisi in due squadre: Isolde Kostner, Gilles Rocca, Francesca Lodo, Drusilla Gucci, e la squadra di Beatrice Marchetti, Elisa Isoardi, Awed e Andrea Cerioli. Paul Gascoigne e Fariba Tehrani sono esclusi, ma scommettono sualla squadra di Isolde                                     | Sporcarsi dalla testa ai piedi con il fango. Immergersi dentro una vasca sotto una rete, arrampicarsi sopra uno scivolo e scivolare, i naufraghi vanno in una cassa in cui vengono puliti, infine vengono pesati e i naufraghi a vincere dovranno mandare al televoto flash due naufraghi | Lasagne                                                                                   | Vince la prova la squadra di Isolde Kostner, infine Andrea Cerioli ed Elisa Isoardi vengono esclusi e vanno al televoto flash |
| 29     | Drusilla Gucci contro Miryea Stabile, Elisa Isoardi contro Valentina Persia, Francesca Lodo contro Vera Gemma | Spingere con più forza degli avversari il tronco fino in fondo per far cadere il totem | Doppio hamburger per tre naufraghe                                                        | Vincono la prova Elisa Isoardi, Miryea Stabile e Vera Gemma |
| 32     | Miryea Stabile e Vera Gemma contro Fariba Tehrani e Ubaldo Lanzo, tranne Elisa Isoardi | Seguire una corda, legati uno all'altro, passando sopra un'asse di legno, sotto una rete e far suonare una campana | Patatine fritte, würstel, uova e patate                                                   | Vincono la prova Miryea Stabile e Vera Gemma, insieme a Elisa Isoardi che non ha partecipato per l'infortunio all'occhio |
| 36     | Miryea Stabile e Vera Gemma contro Angela Melillo e Francesca Lodo | Trascinare una ruota gigante in avanti su degli ostacoli, prendere il timone e avvitare i pomelli e in seguito girare il timone per far uscire la bandiera da una cassa | Pane e cioccolato                                                                         | Vincono la prova Angela Melillo e Francesca Lodo e decidono di condividere la ricompensa insieme a Isolde Kostner e Valentina Persia |
| 39     | Gli Arrivisti: Emanuela Tittocchia, Manuela Ferrera, Matteo Diamante e Rosaria Cannavò contro tutti i naufraghi | Fare canestro con una palla dentro a delle casse di legno | Fuoco                                                                                     | Vincono la prova Gli Arrivisti: Emanuela Tittocchia, Manuela Ferrera, Matteo Diamante e Rosaria Cannavò |
| 39     | Andrea Cerioli | Superare il record di 2:50 affrontando la mitica prova del fuoco | Cesto pieno di alimenti                                                                   | Andrea Cerioli vince la prova del fuoco |
| 39     | Beatrice Marchetti | Mantenere in equilibrio sulle braccia un bastone di legno con sopra attaccati dei sacchi | 1 kg di pasta e un diario personale                                                       | Beatrice Marchetti vince la prova |
| 43     | Isolde Kostner (sulla carriola), Roberto Ciufoli e Awed per gli Arrivisti, Gilles Rocca, Valentina Persia (sulla carriola) e Ubaldo Lanzo per i Primitivi | Spingere il compagno di squadra sulla carriola, prendere le bandierine superando gli ostacoli e arrivare al traguardo | Bagno profumato per lavarsi                                                               | Vincono la prova Isolde Kostner, Roberto Ciufoli e Awed per gli Arrivisti |
| 43     | Manuela Ferrera e Awed contro Matteo Diamante e Vera Gemma, mentre Francesca Lodo e Gilles Rocca sono stati esclusi dalla prova | Baciarsi per più tempo possibile sott'acqua, in seguito imboccare il proprio partner con la ricompensa vinta con gli occhi bendati | Pasta e maccheroni                                                                        | Vincono la prova Matteo Diamante e Vera Gemma |
| 46     | Francesca Lodo e Ignazio Moser per i Primitivi | Superare il record precedente di Vera Gemma e Matteo Diamante con la prova del bacio in apnea | Pasta al ragù                                                                             | Francesca Lodo e Ignazio Moser superano il record precedente e vincono la prova, in seguito Francesca decide di condividere la ricompensa con Andrea Cerioli |
| 50     | Arrivisti: Matteo Diamante, Isolde Kostner, Roberto Ciufoli e Awed Primitivi: Andrea Cerioli, Miryea Stabile, Ignazio Moser e Ubaldo Lanzo | Resistere il più lungo possibile mentre il naufrago viene tirato dell'elastico per poi recuperare il maggior numero di totem | Spiedini (ricompensa scelta dal pubblico, tramite un sondaggio sui social)                | Vincono la prova i Primitivi 5 a 4: Andrea Cerioli, Miryea Stabile, Ignazio Moser e Ubaldo Lanzo |
| 50     | Ignazio Moser per i Primitivi. La prova è denominata, Prova dell'eroe | Superare il record precedente di 2:58 di Andrea Cerioli, affrontando la prova del fuoco, che consiste nel stare attaccati a un'asse di legno mentre la fiamma aumenta | Caffè                                                                                     | Ignazio Moser supera la prova del fuoco e vince la prova per i Primitivi |
| 50     | Francesca Lodo con Matteo Diamante, Valentina Persia con Ignazio Moser, Emanuela Tittocchia con Awed | Prova denominata La mela del peccato. Vince la coppia che, in 90 secondi, finisce per prima la mela, da mangiare senza utilizzare le mani. Siccome le mele cadono subito, la ricompensa è per tutte le coppie                                                                             | Una notte da sogno, su un'altra spiaggia, sopra un vero materasso                         | Vincono la prova tutte le coppie |
| 54     | Elisa Isoardi e Drusilla Gucci in studio, dovranno vincere la prova per Awed | Rimanere a braccia tese, tenendo un'asta con sopra attaccati dei sacchi e si dovrà resistere per almeno 90 secondi | Parmigiana di melanzane                                                                   | Elisa Isoardi e Drusilla Gucci vincono la prova per Awed, decidendo di non condividere la ricompensa con i compagni |
| 54     | Roberto Ciufoli | Prova denominata Prova dell'eroe. Superare il record precedente di 3:04 di Ignazio Moser, affrontando la prova del fuoco, che consiste nel stare attaccati a un'asse di legno mentre la fiamma aumenta                                                                                    | Pasta                                                                                     | Roberto Ciufoli supera il record precedente e arriva a 3:14, rifiutando di non scambiarsi di gruppo con Miryea Stabile insieme ai Primitivi |
| 54     | Francesca Lodo, Miryea Stabile e Valentina Persia per i Primitivi, mentre Isolde Kostner, Matteo Diamante e Roberto Ciufoli per gli Arrivisti | Affrontare un percorso ricco di ostacoli con le mani legate dietro la schiena | Festa tra balli e stuzzichini                                                             | Vincono la prova i Primitivi |
| 54     | Akash Kumar in studio, dovrà vincere la prova per Beatrice Marchetti e Francesca Lodo su Playa Imboscadissima | Resistere appeso per 2 minuti su un'asta | Pasta                                                                                     | La prova non viene superata, in quanto Akash Kumar non ha superato la prova |
| 61     | Tutti i naufraghi divisi in due squadre, in quella di Ignazio Moser e quella di Isolde Kostner | Prova denominata Se mi lasci non vale. L'obiettivo di ciascuna squadra è salire su una torre e tutti insieme resistere attaccati per almeno 10 secondi | Piatti: pasta al pesto, cotoletta, insalata, un cucchiaio di dolce e una tazzina di caffè | La prova viene vinta dalla squadra di Ignazio Moser che deve assegnare ogni portata a un naufrago della sua squadra e decide di dare la pasta ad Andrea Cerioli, poi la cotoletta a Valentina Persia, l'insalata per sé stesso, il dolce a Miryea Stabile e il caffè a Roberto Ciufoli |
| 64     | Tutti i naufraghi tranne Fariba Tehrani, che decide di escludere Awed dalla prova che vinceranno qualora che i naufraghi dovrebbero perdere | Ricomporre in 5 minuti un mega puzzle in acqua, con Angela Melillo che dà le dritte | Cannelloni                                                                                | La prova viene vinta dai naufraghi, mentre Fariba Tehrani e Awed non usufluiscono della ricompensa |
| 64     | Awed | Sollevare un peso di 50 chili e tenerlo per 2 minuti. In questo caso Awed deve sollevare Isolde Kostner | Panino                                                                                    | Awed vince la prova e si gusta la ricompensa, dopo aver sollevato Isolde Kostner per 2 minuti |
| 68     | Tutti i naufraghi, divisi in due squadre, in quella di Valentina Persia, composta da Andrea Cerioli, Miryea e Isolde Kostner; e in quella di Ignazio Moser, composta da Matteo Diamante, Awed e Angela Melillo. Fariba Tehrani non partecipa alla prova, ma scomette sulla squadra di Valentina            | La prova è il tiro della fune: che consiste nel tirare una corda, facendo cadere un'ascia su un'asse di legno | Spaghetti con polpette                                                                    | La prova viene vinta dalla squadra di Ignazio Moser, composta da composta da Matteo Diamante, Awed e Angela Melillo, che ha un minuto di tempo per mangiare (uno alla volta), mentre la squadra di Valentina Persia ha 30 secondi per mangiare gli avanzi                              |
| 71     | Ignazio Moser (inizialmente è stato scelto Andrea Cerioli, ma ha rifiutato di farsi rasare a zero) | La prova consiste nel farsi tagliare a zero i capelli e la barba | Cofana di spaghetti per una settimana intera                                              | Ignazio Moser supera la prova e vince la cofana di spaghetti, dopo essersi fatto tagliare a zero la barba e i capelli |
| 78     | Andrea Cerioli, Ignazio Moser, Matteo Diamante, Valentina Persia e Awed | Tirare delle palle con una fionda, facendo cadere i volti degli ex naufraghi da un tabellone di legno | Fuoco                                                                                     | La prova viene persa, quindi i naufraghi rimangono senza fuoco |
| 85     | Cecilia Rodríguez e Arianna Cirrincione sbarcano sull'isola per incontrare i rispettivi fidanzati: Ignazio Moser e Andrea Cerioli | Prova denominata: Prova del girarrosto. Resistere per più tempo possibile aggrappati a un attrezzo che ruota e cambia continuamente direzione | Incontro con i rispettivi fidanzati: Ignazio Moser e Andrea Cerioli                       | La prova viene vinta da Cecilia Rodríguez che può incontrare Ignazio Moser, mentre Arianna Cirrincione cade al primo tentativo non potendo incontrare Andrea Cerioli. Infine, Arianna incontra il suo amato più tardi                                                                  |

## Prove duello
In questa tabella sono riassunte le prove duello di questa edizione con i loro risultati:
| Giorno | Concorrenti                                                                                     | Descrizione della prova | Premi in palio                                            | Esito                                                            |
| ------ | ----------------------------------------------------------------------------------------------- | --- | --------------------------------------------------------- | ---------------------------------------------------------------- |
| 8      | Elisa Isoardi per i Rafinados e Valentina Persia per i Buriños                                  | Sollevare il bilanciere con la corda | Coperte                                                   | Valentina Persia vince la prova per i Buriños                    |
| 8      | Akash Kumar per i Rafinados e Gilles Rocca per i Buriños                                        | Appendersi sulla sbarra e rimanere appesi più tempo possibile | Maschera da sub                                           | Akash Kumar vince la prova per i Rafinados                       |
| 11     | Elisa Isoardi e Miryea Stabile per i Rafinados, Valentina Persia e Francesca Lodo per i Buriños | Rimanere più tempo possibile in apnea | Nuovo concorrente, Andrea Cerioli                         | Valentina Persia e Francesca Lodo vincono la prova per i Buriños |
| 18     | Awed contro Gilles Rocca                                                                        | Prendere i serpenti finti, correndo con l'elastico attaccato a sé stessi | Barretta di cioccolato                                    | Gilles Rocca vince la prova                                      |
| 18     | Miryea Stabile contro Drusilla Gucci                                                            | Prendere i serpenti finti, correndo con l'elastico attaccato a sé stessi | Barretta di cioccolato                                    | Miryea Stabile vince la prova                                    |
| 46     | Andrea Cerioli per i Primitivi contro Matteo Diamante per gli Arrivisti                         | Tirare con più forza possibile dei manubri attaccati a dei sacchi collegati con delle corde a un secchio pieno di fango. Chi farà cadere il secchio viene rovesciato dal fango e perde la prova, mentre chi resiste per più tempo vince la prova | Messaggi in bottiglia, da parte dei parenti dei naufraghi | Andrea Cerioli vince la prova per i Primitivi                    |

## Prove immunità e di salvataggio
In questa tabella sono riassunte le prove immunità e di salvataggio di questa edizione con i loro risultati:
| Giorno | Concorrenti                                                                                 | Tipo di prova            | Descrizione della prova | Esito |
| ------ | ------------------------------------------------------------------------------------------- | ------------------------ | --- | --- |
| 1      | Tutti i naufraghi                                                                           | Immunità                 | Aprire i forzieri con delle chiavi (tre chiavi su un altarino e tre chiavi in un lago di fango) e prendere i pezzi del puzzle; tirare dinanzi un muro, creato con un altro mosaico compatto, scavalcarlo e comporci sopra il puzzle correttamente. Chi lo fa nel minor tempo garantisce al proprio gruppo l'immunità dalle nomination settimanali | Acquistano l'immunità i Burinõs, rendendo solo nominabili i Rafinados                                                             |
| 4      | Brando Giorgi per i Rafinados e Vera Gemma per i Buriños                                    | Immunità                 | Trasportare più acqua possibile all'interno dei contenitori saltando degli ostacoli. I contenitori vanno versati dentro dei barili al fine di riempire delle vasche in cui sono sdraiati due concorrenti che devono resistere in apnea. Chi resiste per più tempo, fa vincere a tutto il gruppo l'immunità dalle nomination settimanali           | Acquistano l'immunità i Burinõs, rendendo solo nominabili i Rafinados                                                             |
| 8      | Daniela Martani e Miryea Stabile per i Rafinados, Francesca Lodo e Vera Gemma per i Buriños | Immunità                 | Tirare con più forza possibile il tronco fino in fondo per far cadere il totem. Chi resisterà per più tempo possibile, farà vincere a tutto il gruppo l'immunità dalle nomination settimanali | Acquistano l'immunità i Rafinados, rendendo solo nominabili i Buriños                                                             |
| 11     | Roberto Ciufoli per i Rafinados e Andrea Cerioli per i Buriños                              | Immunità                 | Rimanere in equilibrio più tempo possibile sui chiodi di legno, mentre la piattaforma si ribalta, il primo che cade in acqua perde, mentre chi resiste di più diventa immune | Roberto Ciufoli vince la prova per i Rafinados. Parte una catena di scelte, nella quale Vera Gemma rimane esclusa                 |
| 57     | Awed contro Emanuela Tittocchia                                                             | Salvataggio dal televoto | Prova denominata: Prova del girarrosto. Resistere per più tempo possibile aggrappati a un attrezzo che ruota e cambia continuamente direzione | Awed vince la prova e si salva dal televoto, mentre Emanuela Tittocchia diventa la prima nominata della puntata                   |
| 57     | Valentina Persia contro Rosaria Cannavò                                                     | Salvataggio dal televoto | Tirare con più forza possibile dei manubri attaccati a dei sacchi collegati con delle corde a un secchio pieno di fango. Chi farà cadere il secchio viene rovesciato dal fango e perde la prova, mentre chi resiste per più tempo vince la prova                                                                                                  | Valentina Persia vince la prova e si salva dal televoto, mentre Rosaria Cannavò diventa la seconda nominata della puntata         |
| 57     | Roberto Ciufoli contro Fariba Tehrani                                                       | Salvataggio dal televoto | Superare il record precedente di 3:14 di Roberto Ciufoli, affrontando la prova del fuoco, che consiste nel stare attaccati a un'asse di legno mentre la fiamma aumenta | Fariba Tehrani arriva a 5:19, mentre Roberto Ciufoli arriva a 5:22, ed entrambi si salvano dal televoto                           |
| 64     | Andrea Cerioli contro Matteo Diamante                                                       | Immunità                 | La prova consiste nel rimanere legati da una corda, cercare di raggiungere i cocchi e riportarli in postazione | Matteo Diamante vince la prova e diventa immune, mentre Andrea Cerioli si arrende al primo tentativo                              |
| 64     | Angela Melillo contro Miryea Stabile                                                        | Immunità                 | La prova consiste nel stare in apnea per più tempo possibile in due manche. La prova viene eseguita in due squadre Angela Melillo e Valentina Persia contro Miryea Stabile e Rosaria Cannavò | Angela Melillo vince la prova contro Miryea Stabile. Angela resiste in apnea per 40 secondi, mentre Miryea resiste per 18 secondi |
| 64     | Valentina Persia contro Rosaria Cannavò                                                     | Immunità                 | La prova consiste nel stare in apnea per più tempo possibile in due manche. La prova viene eseguita in due squadre Angela Melillo e Valentina Persia contro Miryea Stabile e Rosaria Cannavò | Valentina Persia vince la prova e diventa immune portando il tempo di Angela Melillo a 1:48, mentre Rosaria Cannavò risale subito |
| 64     | Ignazio Moser contro Awed                                                                   | Immunità                 | I due naufraghi si appellano al pubblico per ricevere più like sui social | Awed riceve il 76% dei like e diventa immune.                                                                                     |

## Prove finalista e finali
In questa tabella sono riassunte le prove finalista e finali di questa edizione con i loro risultati:
| Giorno | Concorrenti | Tipo di prova                                                                         | Descrizione della prova | Esito |
| ------ | --- | ------------------------------------------------------------------------------------- | --- | --- |
| 68     | Partecipano alla prova solo le donne: Angela Melillo, Isolde Kostner, Miryea Stabile e Valentina Persia, tranne Fariba Tehrani che non partecipa a causa di problemi fisici | Prova per stabilire i tre aspiranti finalisti, diventando poi immuni dalle nomination | Impugnare un manubrio per più tempo possibile, stando attaccati a una pedana di legno, mentre la piattaforma viene inclinata con delle corde attaccate a un timone, pilotato dall'inviato Massimiliano Rosolino. Chi cade in acqua per primo viene eliminato dalla prova e riceve un punto per le nomination, mentre chi resiste per più tempo sull'asse di legno diventa immune e sia candidato finalista | Isolde Kostner supera Angela Melillo e vince la prova, diventando la prima aspirante finalista e immune, mentre Valentina Persia cade per prima in acqua che si becca una nomination, dopo di lei cade Miryea Stabile |
| 68     | Partecipano alla prova solo gli uomini: Andrea Cerioli, Ignazio Moser, Matteo Diamante e Awed                                                                               | Prova per stabilire i tre aspiranti finalisti, diventando poi immuni dalle nomination | Impugnare un manubrio per più tempo possibile, stando attaccati a una pedana di legno, mentre la piattaforma viene inclinata con delle corde attaccate a un timone, pilotato dall'inviato Massimiliano Rosolino. Chi cade in acqua per primo viene eliminato dalla prova e riceve un punto per le nomination, mentre chi resiste per più tempo sull'asse di legno diventa immune e sia candidato finalista | Andrea Cerioli vince la prova diventando il secondo aspirante finalista e immune, mentre Ignazio Moser cade per primo in acqua e si becca una nomination |
| 68     | Angela Melillo, Awed, Matteo Diamante e Miryea Stabile | Prova per stabilire i tre aspiranti finalisti, diventando poi immuni dalle nomination | Tenere dei sacchi attaccati a un'asta con le braccia tese in avanti e resistere per più tempo possibile, mentre chi tocca la corda per primo riceve una nomination. Dopo quasi 9 minuti, Angela Melillo, Miryea Stabile e Awed vengono invitati a stare su una gamba sola | Angela Melillo vince la prova diventando la terza aspirante finalista e immune, mentre Matteo Diamante tocca per primo la corda e riceve una nomination |
| 71     | Valentina Persia contro Matteo Diamante | Prova per stabilire i tre aspiranti finalisti                                         | Recuperare in fondo al mare alcuni pezzi di un totem rinchiusi in quattro casse e portare i pezzi a riva per costruire il totem | Matteo Diamante vince la prova diventando il primo aspirante finalista, mentre Valentina Persia perde la prova |
| 71     | Miryea Stabile contro Isolde Kostner | Prova per stabilire i tre aspiranti finalisti                                         | Rimanere aggrappate con le mani su dei chiodi di legno sopra delle pareti che man mano si inclinano verso il mare, vince la prova chi resiste per più tempo possibile attaccato sulla pedana | Isolde Kostner vince la prova diventando la terza aspirante finalista, mentre Miryea Stabile perde la prova cadendo per prima in acqua |
| 71     | Awed contro Ignazio Moser | Prova per stabilire i tre aspiranti finalisti                                         | Prova denominata: Prova del girarrosto. Resistere per più tempo possibile aggrappati a un attrezzo che ruota e cambia continuamente direzione | Ignazio Moser vince la prova diventando il terzo aspirante finalista, mentre Awed si arrende dopo più di 5 minuti |
| 78     | Matteo Diamante, Miryea Stabile, Valentina Persia e Awed | Prove per stabilire i finalisti                                                       | Resistere il maggior tempo possibile sdraiati in una vasca che man mano si riempirà d'acqua | Awed vince la prova diventando il terzo finalista dell'edizione, mentre Miryea Stabile, Valentina Persia e Matteo Diamante risalgono subito |
| 78     | Matteo Diamante contro Valentina Persia | Prove per stabilire i finalisti                                                       | Camminare sulle corde, avanzando spostando di volta in volta delle tavolette. Vince la prova chi arriva per primo alla piattaforma, recupera il totem e torna al punto di partenza | Matteo Diamante vince la prova diventando il quarto finalista dell'edizione, mentre Valentina Persia perde la prova e dovrà vedersela al televoto flash contro Miryea Stabile, dove vince diventando la quinta finalista eliminando Miryea |
| 78     | Beatrice Marchetti contro Isolde Kostner | Prove per stabilire i finalisti                                                       | Viene aperto un televoto flash per stabilire chi tra le due naufraghe diventerà la sesta finalista dell'edizione, mentre l'altra verrà eliminata | Beatrice Marchetti supera il televoto flash diventando la sesta finalista dell'edizione, mentre Isolde Kostner viene eliminata |
| 85     | Andrea Cerioli, Beatrice Marchetti, Ignazio Moser, Valentina Persia e Awed                                                                                                  | Prove per stabilire il perdente che andrà al televoto flash                           | Rimanere sdraiati su dei letti di legno che man mano si inclinano dove i naufraghi devono mantenersi stretti con le mani su un'asta, il primo a cadere in acqua andrà al televoto, mentre il vincitore sarà salvo e dovrà scegliere chi mandare al televoto flash contro il perdente della prova | Andrea Cerioli vince la prova e decide di mandare al televoto flash Beatrice Marchetti, mentre Ignazio Moser cade per primo in acqua e dovrà vedersela al televoto flash contro Beatrice. Infine, il televoto flash viene superato da Ignazio, mentre Beatrice viene eliminata ed è la quinta classificata                                                                                  |
| 85     | Andrea Cerioli, Ignazio Moser, Valentina Persia e Awed | Prove per stabilire il perdente che andrà al televoto flash                           | Superare un percorso ricco di ostacoli e intrecci, con l'obiettivo di non aggrovigliare la corda e arrivare fino al traguardo con una bandierina, chi vince è salvo e dovrà decidere chi mandare al televoto flash contro il perdente, mentre chi perde va direttamente al televoto flash | Awed vince la prova e decide di mandare Valentina Persia al televoto flash contro Ignazio Moser che perde la prova e dovrà vedersela al televoto flash. Infine, il televoto flash viene superato da Valentina, mentre Ignazio viene eliminato ed è il quarto classificato |
| 85     | Andrea Cerioli, Valentina Persia e Awed | Prove per stabilire il perdente che andrà al televoto flash                           | Affrontare la mitica prova del fuoco, che consiste nel stare attaccati a un'asse di legno mentre la fiamma aumenta | Valentina Persia vince la prova del fuoco e va allo scontro finale. Il primo a sfidare le fiamme è Andrea Cerioli che resiste per 1:14, poi Valentina resiste per 1:29, mentre Awed resiste per 1:26. Infine, Andrea e Awed se la vedranno al televoto flash per l'eliminazione. Infine, il televoto flash viene superato da Awed, mentre Andrea viene eliminato ed è il terzo classificato |
| 85     | Valentina Persia e Awed | Televoto flash finale per stabilire il vincitore                                      | Superare il televoto flash finale per essere proclamato vincitore dell'edizione | Awed vince l'edizione con il 61%, mentre Valentina Persia con il 39% è seconda classificata |

## Ascolti

### Prima serata
La puntata è andata in onda in differita, in quanto è stata registrata alcune ore prima della messa in onda.
| Puntata    | Messa in onda  | Telespettatori | Share  | Ospiti |
| ---------- | -------------- | -------------- | ------ | --- |
| 1          | 15 marzo 2021  | 3 602 000      | 21,68% | Amedeo Preziosi, Simone Rugiati, Pino Quartullo, Roger Garth, Stefania Gucci, Jedà Lenfoire                                        |
| 2          | 18 marzo 2021  | 3 047 000      | 17,88% | Roger Garth, Daniela Battizzocco, Stefania Gucci, Jedà Lenfoire, Bruno Grizzetti                                                   |
| 3          | 22 marzo 2021  | 3 427 000      | 19,76% | Roger Garth, Stefania Gucci, Jedà Lenfoire, Milena Miconi                                                                          |
| 4          | 25 marzo 2021  | 3 370 000      | 19,28% | Daniela Battizzocco, Stefania Gucci, Jedà Lenfoire                                                                                 |
| 5          | 29 marzo 2021  | 3 394 000      | 18,80% | Amedeo Preziosi, Roger Garth, Miriam Galanti, Daniela Battizzocco, Stefania Gucci, Jedà Lenfoire                                   |
| 6          | 1º aprile 2021 | 3 176 000      | 18,13% | Amedeo Preziosi, Arianna Cirrincione, Roger Garth, Stefania Gucci, Jedà Lenfoire, Luca Marini                                      |
| 7          | 5 aprile 2021  | 3 111 000      | 17,10% | Stefania Gucci, Jedà Lenfoire |
| 8          | 12 aprile 2021 | 3 440 000      | 19,94% | Daniela Battizzocco, Camilla Giorgi, Arianna Cirrincione, Stefania Gucci, Jedà Lenfoire, Massimiliano Stabile, Tiziana Foschi      |
| 9          | 15 aprile 2021 | 2 942 000      | 17,10% | Marco Maddaloni, Roger Garth, Jedà Lenfoire                                                                                        |
| 10         | 19 aprile 2021 | 3 001 000      | 17,54% | Amedeo Preziosi, Roger Garth, Jedà Lenfoire, Pio Marchetti, Giada Cerioli                                                          |
| 11         | 22 aprile 2021 | 2 838 000      | 16,90% | Jedà Lenfoire, Adelio Rocca, Nicole Stabile                                                                                        |
| 12         | 26 aprile 2021 | 2 877 000      | 17,40% | Asia Argento, Giulia Salemi, Jedà Lenfoire                                                                                         |
| 13         | 29 aprile 2021 | 2 871 000      | 16,50% | Giulia Salemi, Cecilia Rodríguez, Giovanni Ciacci, Jedà Lenfoire, Marianna Ferrera                                                 |
| 14         | 3 maggio 2021  | 2 885 000      | 17,40% | Cecilia Rodríguez, Jedà Lenfoire, Stefania Gucci                                                                                   |
| 15         | 7 maggio 2021  | 2 858 000      | 16,80% | Arianna Cirrincione, Jedà Lenfoire, Stefania Gucci                                                                                 |
| 16         | 10 maggio 2021 | 3 101 000      | 19,00% | Giulia Salemi, Arianna Cirrincione, Jedà Lenfoire                                                                                  |
| 17         | 14 maggio 2021 | 2 796 000      | 16,70% | Jedà Lenfoire, Massimiliano Stabile                                                                                                |
| 18         | 17 maggio 2021 | 2 994 000      | 18,70% | Cecilia Rodríguez, Arianna Cirrincione, Jedà Lenfoire                                                                              |
| 19         | 21 maggio 2021 | 2 520 000      | 15,70% | Arianna Cirrincione, Jedà Lenfoire                                                                                                 |
| 20         | 24 maggio 2021 | 2 982 000      | 18,20% | Cecilia Rodríguez, Luca Marini, Jedà Lenfoire, Silvia Kostner                                                                      |
| Semifinale | 31 maggio 2021 | 2 926 000      | 19,20% | Andrea Damante, Jedà Lenfoire |
| Finale     | 7 giugno 2021  | 3 317 000      | 22,97% | Giovanni Diamante, Franca Diamante, Stefania e Roberto Paciello, Jedà Lenfoire, Maria Antonietta e Vincenzo Persia, Nicole Stabile |
| Media      | Media          | 3 067 000      | 18,30% | |

### Ascolti giornalieri
Canale 5
In questa tabella sono indicati i risultati in termini di ascolto della striscia quotidiana andata in onda dal lunedì al venerdì su Canale 5 tra le 16:10 e le 16:35.

| Canale 5          | Settimana 1      | Settimana 2      | Settimana 3      | Settimana 4      | Settimana 5      | Settimana 6      | Settimana 7      | Settimana 8      | Settimana 9      | Settimana 10     | Settimana 11     | Settimana 12     |
| ----------------- | ---------------- | ---------------- | ---------------- | ---------------- | ---------------- | ---------------- | ---------------- | ---------------- | ---------------- | ---------------- | ---------------- | ---------------- |
| Martedì           | 2 547 000 20,10% | 2 483 000 20,50% | 2 087 000 20,30% | 2 309 000 17,60% | 2 266 000 19,30% | 2 224 000 20,10% | 2 095 000 18,90% | 1 954 000 19,40% | 2 073 000 17,40% | 1 976 000 20,50% | 1 824 000 18,60% | 1 290 000 14,70% |
| Mercoledì         | 2 469 000 20,20% | 2 427 000 21,40% | 1 944 000 18,90% | 2 266 000 18,30% | 2 129 000 19,20% | 2 194 000 20,70% | 2 017 000 19,50% | 1 968 000 19,30% | 2 104 000 19,90% | 3 065 000 16,60% | 1 919 000 18,30% | 1 106 000 10,90% |
| Giovedì           | 2 071 000 16,50% | 2 335 000 20,80% | 2 026 000 19,60% | 2 236 000 19,90% | 2 152 000 19,20% | 2 411 000 22,50% | 2 087 000 18,90% | 1 780 000 17,30% | 1 994 000 18,00% | 1 853 000 18,30% | 1 689 000 16,40% | 1 258 000 14,90% |
| Venerdì           | 2 504 000 20,30% | 2 013 000 18,40% | 1 868 000 17,60% | 1 966 000 17,80% | 2 267 000 19,10% | 2 218 000 20,30% | 1 992 000 19,70% | 1 823 000 18,60% | 2 025 000 17,90% | 1 801 000 17,70% | 1 865 000 17,20% | 1 129 000 13,10% |
| Lunedì            | 2 508 000 20,80% | 2 087 000 20,70% | 1 491 000 11,50% | 2 449 000 19,40% | 2 074 000 18,60% | 2 110 000 19,40% | 1 851 000 18,80% | 1 971 000 18,70% | 1 794 000 17,10% | 2 080 000 17,70% | 1 499 000 16,90% | 1 258 000 13,43% |
| Media Settimanale | 2 420 000 19,64% | 2 411 000 19,98% | 2 011 000 18,42% | 2 381 000 18,96% | 2 125 000 18,97% | 2 160 000 19,87% | 1 842 000 17,84% | 1 846 000 18,64% | 1 786 000 18,72% | 2 057 000 17,74% | 1 768 000 17,68% | 1 238 000 12,88  |
| Media Finale      | 2 092 000 18,75% | 2 092 000 18,75% | 2 092 000 18,75% | 2 092 000 18,75% | 2 092 000 18,75% | 2 092 000 18,75% | 2 092 000 18,75% | 2 092 000 18,75% | 2 092 000 18,75% | 2 092 000 18,75% | 2 092 000 18,75% | 2 092 000 18,75% |

Italia 1
In questa tabella sono indicati i risultati in termini di ascolto della prima striscia quotidiana andata in onda dal lunedì al venerdì su Italia 1 alle 13:00.

| Italia 1          | Settimana 1     | Settimana 2   | Settimana 3   | Settimana 4   | Settimana 5   | Settimana 6   | Settimana 7   | Settimana 8   | Settimana 9   | Settimana 10  | Settimana 11  | Settimana 12  |
| ----------------- | --------------- | ------------- | ------------- | ------------- | ------------- | ------------- | ------------- | ------------- | ------------- | ------------- | ------------- | ------------- |
| Martedì           | non in onda     | 954 000 6,20% | 750 000 5,30% | 907 000 5,60% | 925 000 6,50% | 899 000 6,40% | 942 000 6,70% | 818 000 6,30% | 975 000 7,00% | 751 000 5,80% | 803 000 6,20% | 955 000 7,60% |
| Mercoledì         | 920 000 6,20%   | 850 000 5,70% | 793 000 5,70% | 844 000 5,60% | 885 000 6,20% | 790 000 5,70% | 876 000 6,20% | 794 000 6,10% | 883 000 6,50% | 782 000 6,10% | 769 000 6,00% | 870 000 6,40% |
| Giovedì           | 914 000 6,00%   | 918 000 6,20% | 809 000 5,70% | 852 000 6,00% | 943 000 6,60% | 801 000 5,10% | 816 000 5,70% | 825 000 6,10% | 826 000 6,00% | 819 000 6,20% | 862 000 6,60% | 915 000 7,40% |
| Venerdì           | non in onda     | 917 000 6,50% | 864 000 5,90% | 863 000 6,80% | 852 000 6,00% | 809 000 5,90% | 777 000 5,80% | 885 000 6,70% | 826 000 6,20% | 791 000 6,00% | 729 000 5,70% | 772 000 6,20% |
| Lunedì            | 1 104 000 7,00% | 807 000 5,70% | 983 000 6,40% | 898 000 5,90% | 876 000 6,00% | 846 000 6,00% | 827 000 6,10% | 790 000 5,90% | 808 000 6,00% | 750 000 5,20% | 772 000 5,90% | 875 000 6,77% |
| Media Settimanale | 941 000 6,43%   | 898 000 5,92% | 836 000 5,22% | 886 000 5,17% | 868 000 5,88% | 817 000 5,53% | 757 000 5,74% | 827 000 5,13% | 821 000 5,96% | 741 000 4,87% | 753 000 5,28% | 864 000 6,68% |
| Media Finale      | 853 000 6,12%   | 853 000 6,12% | 853 000 6,12% | 853 000 6,12% | 853 000 6,12% | 853 000 6,12% | 853 000 6,12% | 853 000 6,12% | 853 000 6,12% | 853 000 6,12% | 853 000 6,12% | 853 000 6,12% |

Italia 1
In questa tabella sono indicati i risultati in termini di ascolto della seconda striscia quotidiana andata in onda dal lunedì al venerdì su Italia 1 alle 18:00.

| Italia 1          | Settimana 1   | Settimana 2   | Settimana 3   | Settimana 4   | Settimana 5   | Settimana 6   | Settimana 7   | Settimana 8   | Settimana 9   | Settimana 10  | Settimana 11  | Settimana 12  |
| ----------------- | ------------- | ------------- | ------------- | ------------- | ------------- | ------------- | ------------- | ------------- | ------------- | ------------- | ------------- | ------------- |
| Martedì           | 315 000 2,10% | 413 000 2,80% | 241 000 2,10% | 324 000 2,20% | 349 000 2,70% | 288 000 2,30% | 267 000 2,20% | 281 000 2,50% | 312 000 2,50% | 275 000 2,60% | 262 000 2,60% | 244 000 2,70% |
| Mercoledì         | 340 000 2,30% | 321 000 2,30% | 243 000 2,20% | 371 000 2,60% | 379 000 3,00% | 310 000 2,40% | 254 000 2,20% | 216 000 1,90% | 265 000 2,30% | 255 000 2,20% | 242 000 2,30% | 339 000 3,40% |
| Giovedì           | 409 000 2,80% | 323 000 2,40% | 334 000 3,00% | 332 000 2,60% | 322 000 2,50% | 294 000 2,40% | 322 000 2,60% | 354 000 3,20% | 259 000 2,20% | 209 000 2,00% | 282 000 2,90% | 271 000 3,00% |
| Venerdì           | 365 000 2,50% | 309 000 2,30% | 324 000 2,90% | 365 000 2,90% | 316 000 2,40% | 303 000 2,60% | 296 000 2,60% | 309 000 3,00% | 250 000 2,00% | 269 000 2,60% | 248 000 2,50% | 268 000 2,90% |
| Lunedì            | 453 000 3,20% | 333 000 2,80% | 340 000 2,30% | 412 000 2,90% | 307 000 2,30% | 357 000 2,80% | 212 000 1,90% | 322 000 2,90% | 290 000 2,70% | 285 000 2,30% | 297 000 3,10% | 285 000 2,70% |
| Media Settimanale | 376 000 2,63% | 307 000 2,22% | 236 000 1,94% | 357 000 1,87% | 328 000 1,98% | 326 000 2,02% | 246 000 1,83% | 334 000 2,44% | 247 000 1,98% | 236 000 1,84% | 237 000 2,36% | 232 000 2,58% |
| Media Finale      | 368 000 2,87% | 368 000 2,87% | 368 000 2,87% | 368 000 2,87% | 368 000 2,87% | 368 000 2,87% | 368 000 2,87% | 368 000 2,87% | 368 000 2,87% | 368 000 2,87% | 368 000 2,87% | 368 000 2,87% |